# とある魔術の禁書目録の登場人物
とある魔術の禁書目録の登場人物（とあるまじゅつのインデックスのとうじょうじんぶつ）は、鎌池和馬によるライトノベル『とある魔術の禁書目録』およびそれを原作とするメディアミックス作品に登場する人物一覧。声優は、ラジオドラマ・ドラマCD版、テレビアニメ版で共通。
英語表記は公式サイトより。
キャラクター五十音索引
|      |    |    |    |    |    |  |      |    |    |    |    |    |
| あ行 | あ | い | う | え | お |  | は行 | は | ひ | ふ | へ | ほ |
| か行 | か | き | く | け | こ |  | ま行 | ま | み | む | め | も |
| さ行 | さ | し | す | せ | そ |  | や行 | や |    | ゆ |    | よ |
| た行 | た | ち | つ | て | と |  | ら行 | ら | り | る | れ | ろ |
| な行 | な | に | ぬ | ね | の |  | わ行 | わ |    |    |    | を |
| 他   | ん | 0  | 1  | 2  |    |  |      |    |    |    |    |    |

## 科学サイド（学園都市）

### とある高校

#### 生徒
上条 当麻（かみじょう とうま）
声 - 阿部敦
本作の主人公。学園都市のとある高校に通う、右手に「幻想殺し（イマジンブレイカー）」という力を持つ少年。自他ともに認める不幸体質。

土御門 元春（つちみかど もとはる）
声 - 勝杏里
上条の寮の隣室の住人にして高校のクラスメイト。

青髪 ピアス（あおがみ ピアス）
声 - 川原慶久
上条や土御門の親友で学級委員の高校1年生。本名不明。エセ関西弁を話す、長身の自称関西人。級友からは、友人の上条や土御門と共に「クラスの三バカ（デルタフォース）」の一角として認知されている。登場シーンは3人でオタク談義を行っていることが多く、他の2人以上に豊富なオタク知識や嗜好を持つ。
小萌に対して一定の価値観を置いており、夏休みの宿題を彼女に褒められたくて全部やったのに、彼女の補習を受けたい一心で全て家に置いてくる。また、小萌の住所を知っているため、作中では「ロリコン」「マゾ」「ストーカー」などと表現されている。
能力はレベルを含めて不明。また上記のように小萌目当てにわざと補習を受けていることもあるため、本当に成績が悪いのかすらわからない。
姫神 秋沙（ひめがみ あいさ）
声 - 能登麻美子
上条のクラスメイトの高校1年生。元霧ヶ丘女学院の生徒。「原石」の一人。表情の変化が少ない長い黒髪の少女。初登場時は巫女装束姿だった。
もともとは京都の小さな山村で生活していたが、10年前、自分の能力を恐れた吸血鬼に命を狙われた際に、結果として吸血鬼化した故郷の住人達を皆殺しにしてしまった過去を持つ。
能力は「吸血殺し（ディープブラッド）」。学園都市に来る前から持っており、「原石」の能力の一つ。自分の意思と無関係に、吸血鬼を食虫植物のごとく誘い出し、自身の血を吸った吸血鬼を無差別に灰に帰してしまう。この能力によって吸血鬼が存在することが証明される。
吹寄 制理（ふきよせ せいり）
声 - 藤村歩
上条のクラスメイトの高校1年生。背はクラスでも高い方で、巨乳でスタイルも良い美人だが、ちっとも色っぽくない鉄壁の女。大覇星祭実行委員に立候補し、全力で活動するなど典型的な仕切り屋タイプ。また、通販好きの健康オタクで、怪しい健康グッズや健康食品などを多く持っている。
クラスメイト（特に男子生徒）からは「対カミジョー属性完全ガードの女」と呼ばれている。「不幸という屁理屈で人生に手を抜く輩は大嫌い」とも豪語しており、「不幸」が口癖の上条には厳しく接する。男勝りな性格からも、上条とは友人的なポジションにいる。三バカが学校で引き起こす問題行動に対して制裁を加えるが、やり過ぎて教師から一緒に怒られることも多い。
雲川 芹亜（くもかわ せりあ）
声 - 藤井ゆきよ
上条の高校の先輩。統括理事貝積継敏のブレイン。雲川鞠亜の姉。底辺校の生徒だが、非常に頭脳明晰な巨乳の美少女。貝積のブレインとして様々な情報に精通しており、上条の「幻想殺し」を知っている模様。話術のみで人心の掌握を行い、現在の地位に君臨している。
刺激溢れた今の生活を愛しており、刺激の中心になる上条の不幸を面白いと気に入っている。記憶喪失前の上条とは親交があり、彼との関係性を大切にして暗部などのしがらみを持ち込まない関係を保とうとしている。また、上条が記憶喪失になったことも知っている模様。上条への好意や心理戦を得意とするという共通点から、食蜂とはライバルのような関係。

#### 教師
月詠 小萌（つくよみ こもえ）
声 - こやまきみこ
上条のクラスの担任である化学教師。童顔と身長135cm の容姿から小学生にしか見えないが、教師だけあり、大学も卒業済みのれっきとした成人女性。私生活はずぼらで、タバコも吸いビールも嗜む。学園都市の七不思議のひとつになっていたり、一方通行に「不老不死実験の被検体」と揶揄されるほどに実年齢は物凄いことになっているらしい。教え子のことを名字+「ちゃん」（「上条ちゃん」など）で呼び、周囲からは「小萌先生」と名前の方で呼ばれる。
教えることが大好きで教育の機会を取り上げられると酷く傷つくなど、教師の鑑のような人物。出来の悪い子こそ教師が救うべき対象と考え、自分の生徒を侮辱されると猛抗議する。また、姫神や結標のような家出少女などの保護が趣味という、根っからの世話好きでもある。能力開発の専攻は発火能力らしいが、社会心理学・環境心理学・行動心理学・交通心理学なども専門とする。また、「AIM拡散力場」に関しても豊富な知識を持ち、その知識はしばしば上条を助けている。
黄泉川 愛穂（よみかわ あいほ）
声 - 甲斐田裕子
上条の高校の体育教師。第73活動支部所属の「警備員」の一員。抜群のプロポーションが映える大人の美女であるが、服装はいつも冴えない緑のジャージ姿。同僚の小萌とは友達に近い交流を持っているほか、芳川とも昔馴染の間柄。普段は飄々と振る舞っているが、「警備員」としての熱い側面を持つほか、何か問題があると後先を考えずに部屋の整理整頓を始める癖も持つ。教師としては「優等生より馬鹿な生徒の方が面白くて好き」らしく、そういった面々のクラスを担当している小萌を羨んでいる（黄泉川のクラスは優等生ばかり）。
過去に「警備員」として子供に武器を向け殺してしまったため、相手がたとえ上位の能力者であっても子供へ武器を向けないよう自分に制約を課している。
親船 素甘（おやふね すあま）
声 - 原由実
上条の高校の数学教師。親船最中の娘。逆三角形の眼鏡に堅いスーツ姿の女性。教師の中でも特にしつけに厳しい人物。自身の損な経験上、美人は得をするということを身をもって知っていることから、美人の恩恵を受けるために化粧や健康管理など色々努力している。
災誤（さいご）
上条の高校の教師。生活指導を担当している。厳つい顔と巨体からゴリラと描写される。古武術の使い手で、青髪ピアスを一瞬で締め落とすほどの実力を持ち、生徒から恐れられている。落石注意ゾーンで岩盤を両手で受け止めた伝説がある。

### 常盤台中学
御坂 美琴（みさか みこと）
声 - 佐藤利奈
本作のヒロインの1人。常盤台中学2年生。学園都市第3位の超能力者（レベル5）。『超電磁砲』の主人公。

白井 黒子（しらい くろこ）
声 - 新井里美
常盤台中学1年生。「風紀委員（ジャッジメント）」。所属は常盤台内部にある003支部だが、普段から初春達のいる177支部の方に入り浸っている。大能力者（レベル4）。『超電磁砲』では準主人公。茶髪ツインテールで、お嬢様口調が特徴で語尾に「ですの」と付ける事がある。作中では「風紀委員」として事件の表部分に関わることが多いが、「残骸（レムナント）」や「暗部」を巡る事件では主人公格として活躍する。
美琴の後輩かつルームメイト。美琴を「優しすぎる」という理由で慕っており、彼女を「お姉様」と呼び、自身はその露払いを自称している。時には相棒として共に戦い、友人としては美琴にも認められているが、恋愛感情に基づいたアプローチをする点は変態扱いされており、しかもそのアプローチが過激なため、美琴からはたびたび電撃制裁を受けている。また、美琴と親しくなった人に対して嫉妬し、怒りを露わにしたりする。「風紀委員」で一緒に活動する初春に対しては上から目線ではあるが技能と性格を信頼していて、内心では「最高のパートナー」と認めている。初春を介して知り合った佐天とは少々距離があったが、「獄門開錠編」を経てタメ口で話す関係になる。
自他共に認める変態では有るが、成績・素行等は優良、能力レベルも高いため、学校内では次代のエース候補と目されている。何故か正義の心と矛盾する事なく不純と不真面目を極めてしまっており、佐天によれば、「自分の中で絶対に曲げない信念があって、それを信じて実行する正義の人」。断罪ではなく治安維持が「風紀委員」の役目である以上、守る対象は被害者だけでなく加害者も含まれると考えており、危険を冒してでも実力行使ではなく極力説得で事を収めようとする。一方で、仲間思いの面もあり、美琴が何か隠し事をしていると気づいた時には、ただ黙って見守っていたりもする。美琴が本質的に自分の手助けを必要としていないことも理解しているが、走るのに疲れて座り込んだ時にそっと傍らに寄り添うことが自分の役目と自負している。
能力はレベル4の「空間移動（テレポート）」。物質を自動的に押し出して転移するため、転移先に干渉する物質がある場合、板状のものを転移させる事で物質を「切る」ことも可能。転移対象は皮膚上に触れているものに限定されるため、箱の中身だけを転移させて取り出すといったことは不可能。また、武器として太股に忍ばせた鉄矢を転移させて、相手の衣服を壁などにダーツのように刺し止める戦法を使う。
婚后 光子（こんごう みつこ）
声 - 寿美菜子
常盤台中学2年生。大能力者（レベル4）。

食蜂 操祈（しょくほう みさき）
声 - 浅倉杏美
本作のヒロインの1人。常盤台中学2年生。学園都市第5位の超能力者（レベル5）。

寮監
声 - 尾小平志津香（禁書目録）、生天目仁美（超電磁砲）
常盤台中学の「学舎の園」外の学生寮寮監を務める女性。本名不明。「禁書目録」では初老の女性、「超電磁砲」では若い女性となっている。

薄絹 休味（うすきぬ やすみ）
声 - 升望
常盤台中学1年生。ドラマCDの「科学サイド」パートに登場。黒子と同じく美琴に想いを寄せており、美琴の全力を引き出せば彼女への恋は叶うという噂を信じ、彼女に決闘を申し込む。
能力はレベル3の「念動力（サイコキネシス）」。副作用として一定限度の電気を遮断する「気力絶縁（インシュレーション）」を用いる。念動力の方はレベルが示す程度だが、付加的に発動する「気力絶縁」の方は、電撃を防御したり、辺り一帯を力で包むことで、電気を基点とする攻撃そのものを封じることが可能。
帆風 潤子（ほかぜ じゅんこ）
声 - 津田美波
常盤台中学3年生。大能力者（レベル4）。食蜂派閥のナンバー2。縦ロールの髪が特徴。

湾内 絹保（わんない きぬほ）
声 - 戸松遥
常盤台中学1年生。強能力者（レベル3）。

泡浮 万彬（あわつき まあや）
声 - 南條愛乃
常盤台中学1年生。強能力者（レベル3）。

牧上 小牧（まきがみ こまき）
声 - 留冬藍名
常盤台中学の生徒。食蜂派閥の一員。

子日 和奏（ねのひ わかな）
外伝『とある科学の心理掌握』の登場人物。国蝶派閥から食蜂派閥へ送り込まれた密偵。新聞部所属。幼少期はその日その場で一番「映える」ものを見つける才能を持っていると思っていたが、本当に「持ってる」相手との次元の違いを痛感し、自分が主役の器ではないと悟って、適役だった裏方の道をいくことにした。脇役としてはそこそこ上手く演っていたが、少々抜けたところがあるので本所属での評価は低い。
雅王院 司（がおういん つかさ）
外伝『とある科学の心理掌握』の登場人物。常盤台中学の生徒会副会長。小柄な少女で、お付きのメイドを引き連れる。懐中時計を愛用し、芝居がかった言動をする。相当な人誑しの才覚があり、完全なアウェイの状況から瞬く間に場に溶け込むことができる。選挙ルールぎりぎりのグレーな手段は使うが、自らの組織と世間について「未来像（ビジョン）」を持って天下国家を論じられることが、頂点に立つのに最も必要な資質と考えているので、不正を煽って分断するような無粋な謀略は使わない。普段はメイドが瑣末事を片付けてくれるので目立たないが、GPSがなければ移動教室で迷子になるほどの方向音痴。身長の低さに若干のコンプレックスがあり、わずか1年で中学生離れしたプロポーションに成長した食蜂に嫉妬している。
加巳野（かみの）
生徒会長選挙の立候補者の1人で、暫定3位。浮遊票を手中に収めるべく美琴を味方に引き入れようと、手芸部の能力者に命じて彼女が紛失したゲコ太ストラップを再現させようと画策する。
国蝶 舞結（こくちょう まゆい）
生徒会長選挙の立候補者の1人で、暫定4位。新聞部を傘下に納めている。「遺産」である「先代」に乗っ取られており、「腹腹時計」という本に擬態した「先代」を持ち歩いている。
能力は目に見えない「障壁（バリア）」を展開するもの。可視光線は透過するが、内外で電波や音は遮断される。
亥織 真白（いおり ましろ）
生徒会長選挙の立候補者の1人で、暫定5位。桃色の髪を縦ロールにしている。品位のない汚い手を嫌う高潔な性格。食蜂を密かに目標としている。「読み」の鋭さは天賦のものだが、目を離すと誰にでもついていきそうな危なっかしさがあり、必要以上に相手を痛めつけるのを嫌がる甘さも持つ。派閥の自由な活動を先輩から受け継いだ伝統として大切に思っているため、それが奪われるような行為は許さない。
能力は水力操作系で、「水鞠」と呼ぶ「人の体液に近い性質」を持った0.9%の生理食塩水を遠隔操作する。最大で掘削機でなければ貫けないほどまで硬化させられ、廊下を一面覆う規模でも操作可能。
戌伏（いぬぶし）
生徒会長選挙の立候補者の1人で、暫定6位。プライドをへし折られて拗ねており、連立を呼びかける召集も無視して不参加。
熊守 手綱（くまもり たづな）
生徒会長選挙の立候補者の1人で、暫定7位。前髪を切りすぎたことを気にして、熊耳パーカーを被っている。ルービックキューブが趣味で、常に複数個を携帯している。常盤台のどこかに隠された「遺産」を探す「伝説探し（ディガー）」の一人でもある。
辰伎 美麗（たつき みれい）
生徒会長選挙の立候補者の1人で、暫定8位。栗色の髪をおさげにしている。天真爛漫に見せて腹に一物あるタイプ。能力者の脳の構造に興味があって解剖したいと公言する危険人物で、生きた検体を解剖するために相手をじっくり観察して極めて精緻な人体イメージを脳裡に思い描く習慣がある。
能力は物質の「透過」。自身の身体が保てずぐちゃぐちゃにならないように「人体だけは透過することができない」という制限があり、透過の可否は炭素含有量によって決定される。これを応用することで、自分自身を弾として、目にも留まらぬ速度で縦横無尽に特攻を繰り返す。
夜鳴 麗華（よなき れいか）
声 - 関根明良
『とある科学の心理掌握』ドラマCDに登場。強能力者（レベル3）。中庭で食蜂の頭にプログラミング授業で製作したドローンが落下した事件の容疑者の1人。
多仲 瑞穂（たなか みずほ）
声 - 川口莉奈
『とある科学の心理掌握』ドラマCDに登場。ドローン直撃事件の容疑者の1人。
海辺 遼子（うみべ りょうこ）
声 - 河瀬茉希
『とある科学の心理掌握』ドラマCDに登場。ドローン直撃事件の容疑者の1人。
尖林 此実（せんはやし このみ）
声 - 小坂井祐莉絵
『とある科学の心理掌握』ドラマCDに登場。ドローン直撃事件の容疑者の1人。

### 繚乱家政女学校
土御門 舞夏（つちみかど まいか）
声 - 福圓美里
繚乱家政女学校の生徒でメイド見習い。土御門元春の義妹。登場する際はなぜか清掃ロボに座っていることが多い。柄の長い掃除道具を使いセンサーを撹乱させて清掃ロボを操っている。料理が全くできない義兄・元春の部屋に頻繁に訪れて食事を作っている。そのため、隣人の上条やインデックスとは面識があり、交流もある。
学校の中でも成績のいいエリートらしく、実地研修のために常盤台中学など、あちこちに顔を出す（そのため美琴とも面識がある）。特に料理の腕前は上条によると「お金を取れるレベル」で、同じく料理が得意な五和に対してライバル心を持っている。メイドについて深いこだわりを持ち、サブカルとしてのメイド像を挙げる元春にはしばしば暴力をふるうこともある。
雲川 鞠亜（くもかわ まりあ）
声 - 下地紫野
繚乱家政女学校の生徒。雲川芹亜の妹。異能力者（レベル2）。舞夏のクラスメイトで、黒髪縦ロールに蛍光カラーでスカート丈が非常に短いという「電気街にいそうな」メイド服を着用している、繚乱家政女学校でトップクラスの成績に加え、能力強度・運動神経に幸運をも兼ね備えた完璧美少女を自負しており、ゆえにプライドの崩壊を招きやすい不測の事態や窮地に対する免疫を作るため、自らのプライドに傷がつく行為を率先して行っている。
能力はレベル2相当の「暴風車軸（バイオレンスドーナツ）」で、自分自身の体が生み出す遠心力を0.5-2倍の範囲で増減させる。ただし、身体構造の強化は出来ないため、全力で攻撃すると自分の体がダメージを負う。また、カポエラやブレイクダンス、ポールダンスを組み合わせたオリジナルの格闘術を会得しており、両腕両脚を通常の人間の範疇を越えて自在に操れる。

### 柵川中学校
初春 飾利（ういはる かざり）
声 - 豊崎愛生
柵川中学1年D組所属。「風紀委員（ジャッジメント）」第177支部オペレーター。低能力者（レベル1）。『超電磁砲』では主要人物の一人。SP初春編では主人公格として活躍する。黒髪のショートヘアに飴玉を転がすような甘ったるい声色が特徴の可愛らしい少女。ショートヘアの頭に造花の飾りの付いたカチューシャを付けており、遠目には頭に花瓶を乗せているように見える。
天然なところもあるが、高度な情報処理能力を有し、洞察力も高い。人間関係に於いて、相手を信じる心が強く、優しい心を持つ。佐天曰く、「正義に憧れて正義でありたいと思っている子」。
少女小説の影響でお嬢様という存在に憧れを抱く。一方で付き合いの長い黒子に対しては日頃の変態的な言動を見ているためか時折毒舌になるが、相棒としては信頼している。中学の同級生である佐天とは親友で、自身がクラスに馴染めず孤立しかけていたところを救ってもらったため感謝している。
黒子とは小学校の頃から「風紀委員」としての付き合いを持ち、主にオペレーターとして、情報の収集・伝達等で黒子達のバックアップを担う。また、超一流の天才ハッカーでもあり、ハッカー達や親しい人達の間では「守護神（ゴールキーパー）」と呼ばれているが、本人は快く思っていない。手先も器用で、携帯電話のストロボを改造し最高電圧20万Vのスタンガン機能を付けて護身用にしている。
能力はレベル1の「定温保存（サーマルハンド）」。触れている物体の温度を一定に保つことが出来るというものだが、レベル自体が低いことに加え、余りにも高温や低温の物体にはそもそも触れることができないため、結果として対象は常温の範囲内の物体に限られている。
佐天 涙子（さてん るいこ）
声 - 伊藤かな恵
柵川中学1年D組所属。無能力者（レベル0）。本作ではアニメ第1期OP、インデックスたん、劇場版に登場。

### スキルアウト
駒場 利徳（こまば りとく）
声 - 三宅健太
第7学区のスキルアウトのリーダー。陰鬱な話し方をする、ゴリラのような大男。大柄で筋肉質なので初対面の人を怯えさせる事が多いが、そのような外見に反して性格は優しく、性根は争いを好まず、無法者の集団でしかないスキルアウトの中では比較的モラルがある人物。
「無能力者狩り」を楽しむ心無い能力者達を粛清するために各地区のスキルアウトを纏め上げて学園都市全域の通信機能を麻痺させ、「警備員」や「風紀委員」が混乱した隙にリストアップした能力者を殺害する計画の実行を目論む。
服部 半蔵（はっとり はんぞう）
声 - 阿座上洋平
第7学区のスキルアウトのメンバー。浜面の後のリーダーを担っている。黄泉川に一目惚れしている。何かと自分を卑下することが多い浜面を陰ながらサポートする。正体は伊賀服部家の末裔である忍であり、伊賀三領袖の一人。その出自から影に徹していて、駒場や浜面がいた頃は作戦立案が主な役目だったらしい。雑草のようにどこにでもあり、害虫のようになくならず、脇役として背景に溶け込む事が忍びの本質であるため、別に忍者は強くも偉くもないと思っている。和食好きで、焼肉屋や中華料理店でも伝統を気にしない庶民派の和風家庭料理ばかり注文する。
忍術の極意として、ちょっとした工夫で戦闘のリズムを自分に傾け、その隙に死角から攻撃を加える技を得意とし、拳銃以外にも、世界最小の短槍とも言われる全長15cm程度の刺突用の矢「打ち根」などの暗器をつかう。
横須賀（よこすか）
第7学区のスキルアウト。浜面らとは別グループ。対能力者戦闘のエキスパートを自負し、「内臓潰しの横須賀」の異名を持つ巨漢。

### 超能力者（レベル5）
一方通行（アクセラレータ）
声 - 岡本信彦
本作の主人公格の一人。学園都市第1位の超能力者（レベル5）。

垣根 帝督（かきね ていとく）
声 - 松風雅也
学園都市第2位の超能力者（レベル5）。スクールを参照。
御坂 美琴（みさか みこと）
声 - 佐藤利奈
本作のヒロインの1人。学園都市第3位の超能力者（レベル5）。

麦野 沈利（むぎの しずり）
声 - 小清水亜美
学園都市第4位の超能力者（レベル5）。アイテムを参照。
食蜂 操祈（しょくほう みさき）
声 - 浅倉杏美
本作のヒロインの1人。学園都市第5位の超能力者（レベル5）。

藍花 悦（あいはな えつ）
学園都市第6位の超能力者（レベル5）。容姿、本名、性別、年齢など一切の個人情報が不明で、学園都市でも一切存在を知られていない。そのことを利用し、藍花本人は一切表に姿を現さず、ある事情で苦境に立たされている人物に問題解決のための手段として仲介人を通じて学園都市第6位「藍花悦」の個人情報と身分を貸し与え、第6位を名乗らせており、自らは仲介人に指示を出して対象人物の支援や、演技がばれた際のアフターケアを行っている。超能力者らしく、正しいことに対してはとことん傲慢な性格をしており、始める前から解決は無理だと取り上げて、当事者そっちのけの上から目線で接する側面も持っている。
望む能力を他人が使えるようにできる能力を持ち、面倒な修行やレベル上げの必要もなく、誰でもインスタントで主人公にさせられるようだが、能力を創る事は出来ないという。能力の性質上個人で正義を為せる訳ではないので、誰に味方すれば善玉が勝てるかを常に考えて行動しており、自分の名前をあちこちで貸しているのもその一環である。
削板 軍覇（そぎいた ぐんは）
声 - 河西健吾
学園都市第7位の超能力者（レベル5）。「原石」の一人。通称「ナンバーセブン」。白い特攻服のような服装の少年。他人が困っていたり傷ついていたりしたら、迷わず助けるような熱い性格で、人助けを理由に学校を休むことも多い。後述のようにその能力は学園都市の学者さえも取り扱えないほど複雑かつ繊細な力らしく、超能力者（レベル5）に分類できるものかも確信できない能力者であるため、世界最高の「原石」とされている。
能力は正式名称も具体的な原理も不明。本人も自分の能力を恐ろしく大雑把にしか把握しておらず、例えば「念動砲弾（アタッククラッシュ）」（掛け声は「すごいパーンチ」）なる必殺技を不安定な念動力の壁に刺激を与えて爆発を起こさせていると解説しているが時間割り（カリキュラム）に沿った理論ではそのような現象は起きない。「来るとわかってる攻撃は効かない」 とのことで、銃撃程度では傷一つ負わず、「根性入れりゃ血は止まるし骨だってくっつく」と豪語する驚異的なタフさを見せる。

### その他の学園都市の学生
海原 光貴（うなばら みつき）
声 - 岸尾だいすけ
常盤台中学理事長の孫。大能力者（レベル4）。美琴に好意を持つ爽やかな少年で、しばしば彼女に付きまとっているらしい。一方で、自分の能力を使ってカンニングを行っていることなどから、努力家の美琴は彼を嫌っている。
能力はレベル4の「念動力（テレキネシス）」。自身を分子レベルで固め、コールドスリープ状態になることが可能。また、定期テストでは、教員のパソコンの画面表面に密かに「能力の膜」を張ってパソコン起動における画面光量や熱量を感知してカンニングを行っている。そのため、本来の成績はあまり芳しくない模様。コールドスリープ時はエツァリの槍でも解体できない。
なお、作中に登場する「海原光貴」は基本的に本人ではなく、その容姿をまとったエツァリを指す。
エリス＝ウォリアー
20年前に死亡した学園都市の少年。シェリー＝クロムウェルの友人であり、彼女の使う「ゴーレム＝エリス」の由来となった人物。
学園都市とイギリス清教の共同で超能力と魔術を両方行使する人間を生み出す研究の素体としてイギリスを訪れ、イギリス側の協力者だったシェリーと出会う。しかし魔術を行使するや拒否反応が出て重傷を負い、時を同じくして乱入した共同研究に反対する騎士派の襲撃に遭い、シェリーを逃がすことには成功するが自身は騎士たちによって殺害された。
原谷 矢文（はらたに やぶみ）
横須賀が所属するスキルアウトにカツアゲの被害にあった学生。横須賀の無駄に大きい存在感や、削板の根性論に外れた能力解説といった2人のやり取りにツッコミを入れる。
工山 規範（くやま きはん）
学園都市に住む高校生。小学生の頃に教職員用パスワードを偶然解除してしまったことをきっかけにクラッキングに目覚め、趣味的クラッカーとして暗躍するようになる。
フレメア＝セイヴェルン
声 -小倉唯
8歳の無能力者（レベル0）の少女。フレンダの妹。第13学区の学生寮に住む。かつて駒場利徳が「無能力者狩り」から助けて保護し、その姿を携帯電話の画面で一方通行に見せた少女でもある。姉と同じく金髪碧眼で、ゲームやアニメのキャラクターのような派手でフリフリの衣装を着ている。姉の会話にたまにノルウェー語がでるが、姉と同じく流暢な日本語を話す。B級ホラーゲームが好きで、グリーンピースが嫌い。
浜面と一方通行の両方に関わりがある人間という理由で「新入生」に標的として狙われていたため、半蔵に保護されていた。「新入生」による襲撃後は新生「アイテム」の面々に見守られながら暮らしている。「一端覧祭」前夜祭で迷子になった際、同じく迷子になっていた打ち止めと出会いともだちになっている。
微細 乙愛（びさい おとめ）
学園都市の学生であり研究者。SP上条編に登場。高校生ながらも、ブレザーが不自然に見えるほどの妖艶な雰囲気を纏った色っぽい少女。戦闘では鞭を使うが、鞭で敵をいたぶる行為に快楽を感じている節がある。仲間からは「微細博士」と呼ばれ、第22学区に位置する密着微生物の研究施設「火星の土（マーズワールド）」の研究責任者を務めている。また、部下である私設の特殊部隊を護衛として引き連れている。
スタングレネードで相手を翻弄しながら爆音と閃光に紛れて「衝撃を伝導させやすい微粒子」を周辺に散布し、それを自身の能力で衝撃に指向性を持たせている。これにより、全長が1mほどしかない鞭の射程を10m以上延ばし、遠く離れた相手を自在に攻撃する戦術を取っている。能力の名称などの詳細は不明。
扶桑 彩愛（ふそう あやめ）
声 - 夏吉ゆうこ
学園都市に多数存在するヒーローの1人。上半身はブラ1枚、下半身はハーレムパンツという、一見するとベリーダンス衣装（ベラ）にも見える露出度の高い衣装を着てゲリラバンドとして活動し、拡声器に似た形の特殊なマイクを持ち歩いている。また、普段は第七学区の学校に通っており、眼鏡とカチューシャを着用している。露出度の高い衣装には「自分をさらけ出して歌を届ける」という意図があり、貧乳にコンプレックスをもっている。能力強化用に巨大スピーカーを搭載した無人トレーラーを使用するが、道路交通法違反であるため、正義の味方でありながら警備員に追われる姿がたびたび目撃される。
音響系能力を保有し、歌声を衝撃波にして攻撃に使う。能力の性質上、音痴と思われがちだが、攻撃に使わなければかなりの美声。AIMジャマーで能力を封じられても、生の歌声で共振を起こしてロボット内部の半導体を壊すこともできる。
幌河（ほろかわ）
学舎の園にある女学校の一つ・枝垂桜学園に通う女子生徒。
アズミ
学園都市に住む女子小学生。フレメアと同級生。大人しめの性格をしている。
天埜 郭夜（あまの かぐや）
ある統括理事のブレインを務める中学生くらいの少女。長い黒髪に十二単を纏う純和風な風貌だが、口調は粗野。その体躯は人間離れした「少女漫画みたいな」スタイルであるといい、究極の美貌の代償として、1G環境下、つまり地球での食事や二足歩行が不可能になっている。
学園都市が打ち上げている人工衛星「ひこぼしII号」の中にある「無重力生体実験室」に滞在している。直径20mほどの無重力部屋に、半ば監禁されているかのように配属されている。「ひこぼしII号」の主と形容されており、地上からの指示に応じて衛星の管理を行っている。
化生院 明日香（けしょういん あすか）
ある中高一貫校の高等部生徒会長。異能力者（レベル2）。大きなリボンをつけたロングヘアーの少女。大仰な名前と裏腹に引っ込み思案な性格で、周囲からは「ビクビクウサギ」のあだ名で呼ばれる。虚勢は張るが何かあると年下の未絵に泣きつくなど非常に頼りなく、成績も平均以下で、生徒会でもほとんど役に立ってはいない。ただし妙なカリスマ性とピーキーな個性があるためそれなりに慕われてはいる模様。能力はレベル2の発火系。
秋川 未絵（あきかわ みえ）
ある中高一貫校の中等部に通う少女。非常に優秀な学生で放課後には高等部の生徒会にお手伝いとして駆り出され、業務の実質8割を執り行っている。学校の家庭教師的なシステムで明日香とは縁があり、勉強を教えたり食事を作ったりと何かと頼りない先輩の世話を焼いている。
乾山 庄治（けんざん しょうじ）
大学生3人グループのリーダー格である若い男。「魔神」僧正の襲撃によって大破した警備員の関係車両から警備員仕様のPフォンと拳銃を窃盗し、防犯オリエンテーションと僧正が原因の混乱に乗じて時価6兆円の液体ダイヤを盗もうと、仲間を引き連れ未絵を追跡した。
岡田 歩（おかだ あゆむ）
乾山の仲間の大学生の男。おどおどしている。乾山の火事場泥棒に便乗して液体ダイヤを追っていたが、上条を追って爆走してきた僧正に接触して街路樹に叩きつけられる。負傷により脱落するが、救急車を呼ぼうとした干潟を乾山が銃で脅して妨害したため、路上に放置される。
干潟 彰夫（ひがた あきお）
乾山の仲間の大学生の男。冗談のつもりだった火事場泥棒の話が現実に進んでしまい、乾山が拳銃を所持している事もあって乗り気ではなかったが未絵の追跡を行う。
杠 林檎（ゆずりは りんご）
外伝『とある科学の未元物質』の登場人物。低能力者（レベル1）。「暗闇の五月計画」の生き残りの少女。一方通行の“執着心”を植え付けられており、実験の弊害か、元々の性格かは不明だが、一方通行の思考を植え付けられているとは思えないほどふわふわしており、記憶が少しずつ抜け落ちている。計画の過程で友人の知果を殺してしまった事がトラウマになっている。映像で見た垣根の天使のような能力に憧れを抱いていた。
能力はレベル1〜2相当の「念動使い（サイコキネシスト）」。通常の出力は小石を揺らす程度だが、強い負荷（ストレス）を受けることが鍵となって出力が桁違いに跳ね上がり、一方通行のベクトル操作のように「方向だけ」を反転させることも可能。
流郷 知果（りゅうごう ともか）
外伝『とある科学の未元物質』の登場人物。「暗闇の五月計画」の被験体であり、杠の友人。
リサコ
レパトリが保護する「置き去り」の少女。10歳くらいで赤い髪をキャンディのように縛っている。
ソダテ
レパトリが保護する「置き去り」の少年。窃盗癖があり、盗んだ備品を秘密基地に隠している。

### 警備員（アンチスキル）
黄泉川 愛穂（よみかわ あいほ）
上条当麻が通う高校の教師。
詳細は先述記載を参照
才郷 良太（さいごう りょうた）
第84活動支部所属の「警備員」。
平時は鈴山高等学校で教師を務めている男性。所属支部は違うが黄泉川と共に行動することもある。
杉山 枝雄（すぎやま えだお）
学園都市の「警備員」。
ステファニー＝ゴージャスパレス
声 - M・A・O
学園都市の「警備員」。元傭兵兼暗殺者。モデルのような容姿の金髪の女性。元は学園都市で「警備員」を務めていたが、平和な国で何不自由ない人生を送る事に疑問と罪悪感を覚え、戦争に巻き込まれて苦しめられている人を直接自分の力で救うべく傭兵となる。傭兵としての駆け出し時代に参加したコスタリカの内戦で、寄せ集めの所属部隊が壊滅した際に攻撃ヘリから砂皿緻密に助けてもらい、その縁で彼から1つ1つ技術を学び直した事で、彼を師として慕っている。
砂皿とは対照的に超至近距離まで接近してから行う高速戦が本領で、標的に接近して銃を乱射する戦術を好むが、低威力の拳銃弾や格闘術で殺さず無力化する選択の広さを持っている。
亀山 琉太（かめやま りゅうた）
学園都市防空部隊所属の「警備員」。学園都市で防空パイロットに就くために教員となった人物。
麓洞 龍一（ろくどう りゅういち）
学園都市の超音波爆撃機HsB-07のパイロット。
手塩 恵未（てしお めぐみ）

工示 雅影（こうじ まさかげ）
第73活動支部所属の「警備員」。

鉄装 綴里（てっそう つづり）
第7学区の学校教師で、第73活動支部所属の「警備員」。

潮騒（しおさい）
黄泉川の同僚の警備員。「魔神」僧正の出現によって同僚達と共に出動した。
楽丘 豊富（らくおか ほうふ）
「警備員」の一員。頭髪が禿げ上がり、加齢臭を漂わせる男性。学校を卒業した後、就職活動で弾かれたため、教員免許を持っていたので大した理由もなく教職に就き、母親や妹が胸を張って自慢できるようにとただの教師ではなく警備員になった。
その正体は戦闘のエリートである、「アンチスキル＝アグレッサー」の一員。支給された筋フィラメントの分割管理技術を使いこなし、優に重量100kgを超える筋肉の塊を装備した8頭身の巨漢となる。

### 統括理事会
アレイスター＝クロウリー（Aleister=Crowley）
声 - 関俊彦〈男〉、水橋かおり〈女〉
学園都市統括理事会理事長であり、学園都市の最高権力者。元世界最高最強の魔術師にして現世界最高の科学者。窓もドアもないビルの中、緑色の手術衣を着て、赤い液体に満たされた巨大な円筒器に逆さまで浸かっている「人間」。作中では「男にも女にも、子供にも老人にも、聖人にも囚人にも見える」と描写される。生命活動を全て機械によって補い、計算上は1700年の寿命を持つ。肉体はほぼ仮死状態に近く、思考の大半も機械で補っている。基本的に生命維持装置から出ることはなく、外から情報を得て指令を出すだけだが、その気になれば出ることもできる。
公には明らかにされていないが、その正体は20世紀最高にして最低の魔術師と言われた「アレイスター＝クロウリー」（実在の人物で、本名はエドワード＝アレクサンダー＝クロウリー）その人。魔術サイドでは新約聖書に名前が載るレベルの有名人であり、アレイスターの活動したわずか70年ほどで数千年を超える魔術師の歴史が塗り替えられたとまで言われる。
トマス＝プラチナバーグ
声 - 村上裕哉
学園都市統括理事会の一人。理事会では若手で、ゆくゆくはアレイスターの跡を継ごうと考えている成金。
親船 最中（おやふね もなか）
声 - 土井美加
学園都市統括理事会の一人。親船素甘の母親。娘からの手作りの贈り物を身に付けるなど、家族想いの女性。人格者で、理事会の思惑に反して学園都市とローマ正教の全面対決を回避しようとしたり、学園都市の子供達に選挙権を与えようとしたりしている。そのため、他の理事会メンバーには良く思われておらず、潮岸の牽制を受けている。単純に善人というわけでもなく、かつては「平和的な侵略行為」とも称された話術・交渉術に長けた辣腕家であった。
潮岸（しおきし）
声 - 金本涼輔
学園都市統括理事会の一人。学園都市の軍事技術分野に縄張りを持ち、理事会の中でもかなり暗部に関わる老人。身の安全を第一にすることこそが趣味という感じで用心深い性格。普段から特注の「駆動鎧」を着込み、部下も離反の可能性を考え「杉谷班」と「美濃部班」に分けている。
貝積 継敏（かいづみ つぐとし）
学園都市統括理事会の一人。自身も学者であるらしい老人。雲川芹亜をブレインとして雇い、この地位にいる。「原石」に対する扱いなど、理事会のメンバーの中では善人であり、雲川には甘いと評されている。親船と共に平和主義であるが、彼女ほど博愛を貫いているわけではなく、争乱が起きると分かれば、即座に準備して徹底的に抗戦することで生き抜いてきた。雲川を中心とする「実力行使部隊」を抱えている。
薬味 久子（やくみ ひさこ）
学園都市統括理事会の一人。外見年齢は30歳程だが、実際は70代の女性。医療関係に明るく、自身も第13学区の病院で医師を勤めるという顔を持っている。元々は患者からの信頼も篤い名医であったようだが、いつのころからか木原唯一の知的好奇心を植え付けられており、その結果「人的資源」の事件を引き起こすことに繋がってしまった。
根丘 則斗（ねおか のりと）
統括理事の一人。年齢は30歳前後で、理事の中ではかなり若い。元レスキューの精鋭で、消火や防災といったセキュリティ関係に強い人物とされる。第15学区にある70階建ての巨大複合ビルダイヤノイドの最上階に居を構え、ヘリ空母の飛行甲板のようになった屋上には複数のVTOL機を個人所有している。。
ヴァルアート＝シグナル
統括理事の一人。樽のように恰幅が良すぎる男性で、灰色が混ざり始めた黒いひげ面が特徴。統括理事の中でも建設分野を牛耳ることで独自色を出しており、「木原」を始めとする「暗部」の秘密基地を提供するため、地下に穴を掘ったりコンクリートを流している。
亡本 裏蔵（なきもと りぞう）
声 - 田所陽向
学園都市統括理事会の一人。

### AIM思考体
風斬 氷華（かざきり ひょうか）
声 - 阿澄佳奈
本作のヒロインの1人。上条たちの通う高校へやってきたインデックスが学園都市で出会った初めての友達。巨乳の眼鏡っ娘で、温厚かつ引っ込み思案な性格。姫神も、霧ヶ丘女学院在籍時に名前だけは知っていた。初登場当時は、学園都市における謎の存在である「虚数学区・五行機関」の正体を知るための鍵という情報以外、一切が謎に包まれていた。その正体は、端的に言えば「虚数学区・五行機関」そのもの（=AIM拡散力場の一部。端的に言えば「超能力の塊」）であり、多くの能力者から発生した膨大な規模のAIM拡散力場がもたらす能力者の物理的人体情報の集合体、つまり人間の手や足、頭の形などの情報が集まって人の姿となったものである。
能力は「正体不明（カウンターストップ）」。常人を超える身体能力や再生能力を発揮する能力。詳細なレベルは不明だが、「能力の希少価値」が評価される霧ヶ丘女学院ではトップだった。
ヒューズ＝カザキリ
風斬氷華をベースに、AIM拡散力場の集合体（虚数学区・五行機関）を部分的に展開させて構築された人工天使。
「妹達」のミサカネットワークの計算能力（「妹達」の意思に関係なく強制的に計算させている）でコントロールし、打ち止めにウィルスを打ち込むことで、現出する。戦闘力は本物の大天使には及ばないものの非常に高く、強力な雷光のような力を操り紫電の翼や剣で戦う。
エイワス（Aiwass）
声 - 宮本充
「ドラゴン」と呼ばれる学園都市の最重要機密。フィアンマによると「神学や聖書でも説明できず、神の属性からも外れた存在」で、神の定めた運命を切り崩す糸口である異形な天使。第7巻および史実より、1904年に「魔術師」アレイスターへ妻ローズを介して「法の書」の内容を伝えた聖守護天使「エイワス」と同じ、93の数字を背負う存在。ヒューズ＝カザキリを核とし、AIM拡散力場を集合させることで現出する。
「ホルスの時代」に属する魔術を行使することが可能。理論上は「魔神」に対抗できる力を秘めており、人には理解できない青ざめた輝きのプラチナのような翼を使った攻撃で、一方通行の反射を力でねじ伏せた上に黒い翼の力さえも圧倒し、アレイスターの補助術式「衝撃の杖」の効果で「幻想殺し」の中から溢れたなにかを潰している。
「しあわせになるための努力を常に怠るべきではない」という持論を持っており、自らの意思で茨の道を歩み続けることを決めたアレイスターには契約者として一目置いている。

### 学園都市暗部組織

#### 猟犬部隊（ハウンドドッグ）
木原 数多（きはら あまた）
声 - 藤原啓治
都市の暗部組織「猟犬部隊」のリーダー。学園都市の科学者。木原一族の一人。顔の左半分に刺青がある男で、両手にマイクロマニピュレータを装備している。部下を平然と使い捨てにし、雑草を抜くような感覚で躊躇なく人を殺す残虐な性格。一方で優秀な科学者でもあり、かつては一方通行の能力開発にも関わっていた。自身の肉体を用いて金槌レベルの衝撃を顕微鏡級の精度で行使する技能を持っているうえ、一方通行の能力開発に携わっていたことから、彼の能力や思考パターンを熟知しており、手首を当たる直前で返すという特殊な体術でダメージを与えることができる。
オーソン
声 - 松尾大亮
「猟犬部隊」の一員である男性。
ロッド
声 - 宮崎寛務
「猟犬部隊」の一員である男性。
ナンシー
声 - 牛田裕子
「猟犬部隊」の一員である女性。
ヴェーラ
声 - 茅野愛衣
「猟犬部隊」の一員である女性。同僚からは暗部に似合わない健全な人間だと評価されている。
マイク
声 - 小島英樹
「猟犬部隊」の一員である男性。かつて冥土帰しの患者だったらしく、面識がある。
デニス
声 - 松尾大亮
「猟犬部隊」の一員である男性。

#### グループ
土御門 元春（つちみかど もとはる）
声 - 勝杏里
都市の暗部組織「グループ」の構成員。

一方通行（アクセラレータ）
声 - 岡本信彦
本作の主人公格の一人。学園都市第1位の超能力者（レベル5）。暗部組織「グループ」の構成員。

海原 光貴（うなばら みつき） / エツァリ
声 - 岸尾だいすけ（海原光貴の姿時）
都市の暗部組織「グループ」の構成員。中米の魔術結社「翼ある者の帰還」に所属していたアステカの魔術師。
本名はエツァリだが海原光貴の姿を借りており、海原光貴という表記は基本的に彼を指す。素顔は黒髪に褐色肌の容姿をしている。土御門同様、魔術師でありながら科学サイドにも所属しているので、魔術・科学両サイドの豊富な知識を持っている。普段は爽やかで物腰柔らかい印象だが、腹黒い一面もある。しかし、基本的には善良で仲間思いな性格である。
人の皮膚を剥ぎ取った護符を使いその人間に変装する魔術を使う。その際、変装する相手の特徴を一週間かけて調べてから行うようにしている。また、霊装「トラウィスカルパンテクウトリの槍」を所有しており、金星の光を「鏡」となる黒曜石のナイフで反射し、その光を浴びたものを構成する全パーツに解体するハンドサイズのレーザー兵器のような魔術を使う。
結標 淡希（むすじめ あわき）
声 - 櫻井浩美
都市の暗部組織「グループ」の構成員。霧ヶ丘女学院2年生。大能力者（レベル4）。窓のないビルへの「案内人」。長い赤髪を2つに分けており、上半身は胸にサラシを巻いてその上からブレザーを羽織り、下半身はミニスカートのみという露出度の高い少女。
他の「グループ」構成員3人がそれぞれ年下の少女のために活動している（土御門→舞夏、一方通行→打ち止め、海原→美琴）ため、彼らをロリコンと揶揄したが、逆に3人からは、「残骸」事件の仲間だった少年たちのために活動しているためショタコンと指摘され、激しく動揺していた。
かつて自身を転移させた際に座標を誤り、足に重傷を負う。そのトラウマによって自らの能力に怯え、また自分の能力の必然性に疑問を持ち、能力者の少年たちや学園都市外部の科学結社と結託して「樹形図の設計者」の「残骸（レムナント）」を巡る事件を起こす。
能力はレベル4の空間移動系「座標移動（ムーブポイント）」。通常の「空間移動」と違って「始点」が固定されていないのが特徴で、直接物体に触れずとも物質を転移させる事ができ、複数の対象を照準して同時に転移させられる。本来はレベル5に認定されてもおかしくないが、前述の事故によって自身を転移するのには体調を狂わすほど精神を消耗するためにレベル4止まりとなっている。
グループの連絡係
声 - 野島健児
都市の暗部組織「グループ」の上役を務めていた男性。容姿や本名は不明。「0930」事件において、一方通行を暗部に引き込んだ都市上層部の人物。非常に丁寧な口調だが、学生の回収運動に動いた保護者代表の御坂美鈴への暗殺をスキルアウトに依頼するなど、学園都市への障害を取り除くためなら手段を選ばない冷酷な人物でもある。

#### スクール
垣根 帝督（かきね ていとく）
声 - 松風雅也
学園都市第2位の超能力者（レベル5）。都市の暗部組織「スクール」のリーダー。外伝「とある科学の未元物質」では主人公。長身かつ茶髪でホストのような風貌をしている。同じレベル5の麦野をあっさり退け、一方通行の反射を打ち破るなど、非常に高い戦闘力を持つ。性格は非常にきまぐれで、自分を「最低の人間」と称するが、一般人には極力手を出さず、脅威にならないと判断した浜面や滝壺を見逃したりしている。一方で、打ち止めを逃がそうとした初春を殺そうとするなど、敵とみなした相手には容赦せず、自分の目的を達成するためには手段を選ばない残虐非道な一面もある。
能力はレベル5の「未元物質（ダークマター）」。この世に存在しない新しい物質（素粒子）を作り出す能力で、それを活用することで既存の物理法則を塗り替えることも可能。能力を発生させると天使のような6枚の発光する翼が形成され、それにより飛行、防御、打撃、烈風を生み出すことができる。またその翼を通過した太陽光を殺傷力をもった光線に変えるなど、かなりの自在性を持つ。
獄彩 海美（ごくさい かいび）
声 - 井澤詩織
都市の暗部組織「スクール」の構成員。獄彩三姉妹の次女で、一見すると14、5歳程度の少女である。常にホステスが着るような赤い派手なドレスを着用しており、ホテルで男性と会うなど、いわゆるホステスのような仕事もしているが、身体は売らず、単に話を聞いてあげるだけという。
能力は「心理定規（メジャーハート）」。標的の他人に対して置いている心理的な距離を読み取った上で、それを元に標的と自分の間に存在する心理的な距離を自由に操ることができる。
誉望 万化（よぼう ばんか）
声 - 広瀬裕也
都市の暗部組織「スクール」の構成員の少年で、レベル4の大能力者である。頭全体がシャンプーハットのような金属の特殊ゴーグルに覆われており、360度にプラグで刺したケーブルが腰の機械に繋がっている。ゴーグルは情報の分析・抜き取り・転写などをこなすだけでなく、能力のスイッチの役目も果たす。かつて垣根に下剋上を挑んだが敗北、その後何らかの懐柔工作を受け「スクール」に入る。
能力はレベル4の「念動能力（サイコキネシス）」。能力の応用で発火・無音化・透明化・電子操作などの多彩な能力を包括的に扱うことができ、超能力者相当の実力を持つと自負している。
砂皿 緻密（すなざら ちみつ）
声 - 木内太郎
傭兵兼暗殺者。紹介料だけで70万という実力者。元は遠距離狙撃専門のスナイパーとして海外の戦場で活動しており、味方に足を引っ張られて窮地に陥った経験が原因で、特にチームを作らずに傭兵として単身で戦場に向かっていた。「人材派遣」を介して「アイテム」に殺された先代スナイパーの補充要員として「スクール」に雇われ、暗部組織抗争に参戦する。
弓箭 猟虎（ゆみや らっこ）
砂皿の前任のスナイパー。

#### アイテム
麦野 沈利（むぎの しずり）
声 - 小清水亜美
学園都市第4位の超能力者（レベル5）。都市の暗部組織「アイテム」のリーダー。長身でスタイルのいいグラマラスな美女。年齢については明らかにされていない。「誰かが自分を裏切らず」「自分が窮地に立たされない限りは」仲間想いで優しいという悪の魔王のような人物で、気難しく地雷も多いが、平素は面倒見のいい頼りがいのあるリーダーとして振る舞っており、仲間と認めた相手のためなら合理性も効率も関係なく全力で自由と安全を保証し、精神的なケアも怠らず、害されたなら金銭や負担を度外視して徹底的に報復を行う。一方でプライドが非常に高く、自己中心的かつ逆上しやすい性格で、特に激昂すると不良のような下品な口調になる。また、過剰な防衛本能が普通の人間にとっては災厄と化すという獣害のような危険人物でもあり、裏切り者は絶対に許さない。ミスを許す事ができず、それを帳消しにしようと別の目的を見出して、つまらない勝利宣言にこだわって無駄な行動を取ってしまう悪癖もある。
能力はレベル5の「原子崩し（メルトダウナー）」。正式な兵装分類上では「粒機波形高速砲」と称される、「波形」と「粒子」のどちらでもない状態の「曖昧なまま固定された電子」を強制的に操り、特殊な電子線として白色（アニメ版では緑色）の閃光を雷撃のような勢いで放つ広義の発電系能力。この状態の電子はその場に「留まる」性質を持ってしまうために、ほとんど質量を持たない擬似的な「壁」となり、その「壁」を高速で動かし叩きつける事で恐るべき威力を生み出す。
絹旗 最愛（きぬはた さいあい）
声 - 赤﨑千夏
都市の暗部組織「アイテム」の構成員。大能力者（レベル4）。栗色のボブヘアーの少女で、12歳ほどの大人しそうな女子中学生といった見た目。会話の中で単語を発する際に「超（ちょう）」と付けるのが口癖。性格は「アイテム」の中では比較的まともで、面倒見が良く気配り上手。日ごろから「総合的に見れば超スタイルはいい」と豪語しているが、内心ではメンバーで一番胸が小さいことを気にしている。意外と知り合いには依存するタイプであり、浜面の事はIDの偽装や運転手役で容赦なくこき使う。窒素の鎧越しとはいえ、ゴキブリの群れが全身に集っても動揺しない胆力の持ち主。
かつては「暗闇の五月計画」に所属し、人造高位能力者となった被験者の中でも黒夜と並ぶ一番の成功作だった。研究所時代の唯一の娯楽がサブリミナルや極低周波音響などが混ざった洗脳映画の鑑賞だったことから、プライベートではB級以下の映画マニア。
能力はレベル4の「窒素装甲（オフェンスアーマー）」。空気中の窒素を自在に操る事ができる能力で、射程は数cm程度と短いが、全身を超高圧縮した気体の壁で包み込む事によって絶大な防御力を確保し、擬似的な腕力強化も実現する。
フレンダ＝セイヴェルン（Frenda=Seivelun）
声 - 内田真礼
都市の暗部組織「アイテム」の構成員。フレメアの姉。無能力者（レベル0）。金髪碧眼の小柄な女子高生。まれにノルウェー語が出るが、他の日本人と変わらないレベルの流暢な日本語を話す。語尾に「なわけよ」と付けるのが口癖。人懐っこくお調子者な性格。戦闘においては「暗部」の構成員らしく敵に対して冷徹な一面も見せるが、アイテム一の仲間想いである。特に麦野に対しては任務中にミスをして度々お仕置きされているにも拘らず非常に慕っている。サバ缶が大好物で、本人によると長時間摂取しないと震えや動悸が起きるほど。
非常に交友関係が広く、裏の世界と表の世界を合わせれば4桁にものぼる知り合いがいる。誰とでも仲良くなれるが、そこから頭一つ突き出るのは難しいという意味では情が薄くドライ。ただ、結構涙脆く、誰彼構わず抱えた事情に共感するという、「暗部」でやっていくと壊れていきかねない危うさも抱えている。生活にも不自由していないにも拘らず、何故好んで「暗部」に身を置いているのかは不明だが、仕事で得た収入でする買い物をとても楽しみにしている。
大学教授レベルの化学薬品合成技術を有し、特に各種爆発物の取り扱いに長けている。「アイテム」内では唯一能力には頼らない戦闘スタイルで、多種多様な爆発物を扱う。
滝壺 理后（たきつぼ りこう）
声 - 洲崎綾
本作のヒロインの1人。都市の暗部組織「アイテム」の構成員。大能力者（レベル4）。肩のあたりで黒髪を切り揃え、ピンクのジャージを常に着用している脱力系の女子高生。着やせしやすい隠れ巨乳。何事に対しても無気力に見えるが、仲間想いで心優しい性格。一方で自分の居場所が「アイテム」にしかないと考えていた事から、寿命を削るような無理な能力の使い方をしてはフレンダに心配されていた。
危険を冒してまで自分を何度も救ってくれた浜面に対して恋愛感情を抱くようになり、現在では相思相愛の関係になっている。歩行パターンや重心の偏りで浜面を識別する能力を持つ。しかし、やや嫉妬深い所があり、浜面が麦野と絹旗に抱きつかれた時には目に見えて不機嫌になった。特にフレメアとは相性が悪く、子供らしく遠慮のない言葉にイラついたり、目の前で堂々と浜面に甘える姿を見ては語気を荒らげて憤慨している。
能力はレベル4の「能力追跡（AIMストーカー）」。透視や遠視の派生形で、一度記憶したAIM拡散力場の持ち主を正確に記録・保存して追跡する能力。一度登録さえしてしまえば追跡距離の制約はなく、たとえ太陽系の外まで逃れても正確に捕捉できる。
浜面 仕上（はまづら しあげ）
声 - 日野聡
本作の主人公格の一人。元スキルアウトの少年。「アイテム」の下部組織の構成員。
電話の女
声 - 村川梨衣
「暗部」全体を操る「電話の声」の一人で、「アイテム」を担当する小柄な20代後半の女性。飄々としたノリの軽い性格。「アイテム」以外にも部下はおり、第三次世界大戦ではロシアにいた滝壺を回収させるためにヘルメットの女を差し向けている。
華野 超美（はなの ちょうび）
外伝『とある暗部の少女共棲』の登場人物。「電話の声」から「アイテム」の4人目のメンバー候補として紹介された15歳くらいの少女。ずぶ濡れのチワワのように気弱でおどおどしている真面目小動物系女子。元演劇部。
言っている事もやっている事も間違っていないのに、切り出すタイミングが奇跡と呼べるほど致命的にズレていて、自身の善悪に関係なく周囲一帯から顰蹙を買って孤立する。

#### メンバー
博士（はかせ）
声 - 杉崎亮
本名不明。都市の暗部組織「メンバー」のリーダー。白衣を羽織って眼鏡をかけた、いかにも学者然とした中年男性。かつてはヨーロッパ建築に憧れ、たった一つの美を完成させるために膨大な時間と人員を使って「作品」を築くスケールの大きさに惚れたが、細かな意匠の一つ一つまで理解するには莫大な時間が必要だと悟り、12歳で芸術に絶望。その後、無駄がなく機能的で、芸術的かつ詩的な美しさをたった1行紐解くだけで堪能できるとして数式に惚れ、その美を見つけてそっと愛でるためなら「アレイスターの犬と呼ばれても構わない」と言うほどの執着を抱いている。
「オジギソウ」と称する、空気中の雑菌に付着させた反射合金の粒を武器に用いる。特定周波数で遠隔操作し、相手の細胞を1つ1つ毟り取るような戦い方をする。
上層部からの情報提供で馬場の操作する動物型ロボットと共に、第4学区の冷凍倉庫にいた垣根を「オジギソウ」で襲うが、あっけなく無効化されて殺される。
馬場 芳郎（ばば よしお）
声 - 林大地
都市の暗部組織「メンバー」の構成員。高校生。頭脳派で指揮能力に長け、収集した情報をもとに綿密な作戦を立ててから実行に移す。学校では人当たりのいい好青年を演じているが、本性は腹黒く、他人を見下している。極めて自己中心的な性格で自分の同僚ですら信用しておらず、自らの手柄を横取りされないように単独行動することが多い。実際は虚勢を張る見栄っ張りかつ根は臆病な小心者で、自分より強い者には焦るだけの矮小な弱者となってしまう。
査楽（さらく）
声 - 高橋大輔
都市の暗部組織「メンバー」の構成員。キノコのようなおかっぱが特徴でダウンジャケットを羽織った少年。
能力はレベル4未満の空間移動系「死角移動（キルポイント）」（一方通行による仮称）。他人の背後に回り込む能力。自身を転移させられるため本来ならばレベル4認定されてもおかしくないが、自力で11次元上の理論値を算出できないため、他人の位置情報を元にする必要があり、結果として対象の背後にしか移動できない。
ショチトル（Xochitl）

#### ブロック
佐久 辰彦（さく たつひこ）
声 - 水越健
都市の暗部組織「ブロック」のリーダー。28歳。主任務は学園都市の外部協力機関との連携の監視。熊のような大男。低俗かつ酷薄な性格。
手塩 恵未（てしお めぐみ）
声 - 森永千才
都市の暗部組織「ブロック」の構成員。表向きは「警備員」としても活動している。25歳。警備員の逮捕術にアレンジを加えた格闘術を使う。

山手（やまて）
声 - 岸尾だいすけ
都市の暗部組織「ブロック」の構成員。実戦部隊としての能力はあまり高くなく、組織の作戦立案や情報分析などの重要な任務を担当していた。
鉄網（てつもう）
声 - 続木友子
都市の暗部組織「ブロック」の構成員。陰気な少女。自分の価値は人の心を読むことしかないと考えている。
能力は「意見解析（スキルポリグラフ）」。握手した相手の心を読み、名前や年齢などのプロフィールを知ることが可能。

#### 新入生
黒夜 海鳥（くろよる うみどり）
声 - 春野杏
都市の暗部組織「新入生」の構成員。12歳。大能力者（レベル4）。黒い髪を肩甲骨の辺りまで伸ばし、耳元だけを金色に色を抜いてアクセントとして、露出の多いパンク系の黒革衣装にフード付きの白いコートをフードの部分だけ被るという格好をしている。絹旗と同じ「暗闇の五月計画」の被験者で、その影響か昔の一方通行に似た悪辣な目つきと言葉遣いを持つ。性格は慇懃かつ残酷。しかし周到な策を練ってから実行に移す慎重さと計算高さも併せ持つ。普段慣れていない方面からの侮辱で泣き出してしまう、歯医者を怖がるなど年相応の面も持つ。後述の通り番外個体とは能力的な相性が最悪で、最近ではパシリのように扱われよく絡まれている。
激情家である一方、非常に理知的かつ柔軟な思考の持ち主でもあり、咄嗟の発想と応用力においては上条にも引けを取らない。聞きかじっただけの知識で魔術の真似事をやってのけるなど、自分の能力だけに頼らないバイタリティと才能も備えている。
能力はレベル4の「窒素爆槍（ボンバーランス）」。窒素を槍状に固形化して掌から高圧で噴出し、莫大な圧力を使って物体を切断する能力で、攻撃範囲は約3m。絹旗の「窒素装甲」に対して攻撃に特化している。
シルバークロース＝アルファ
声 - 天﨑滉平
都市の暗部組織「新入生」の構成員。「駆動鎧（パワードスーツ）」の操作・操縦に秀でており、シンプルな二足歩行の人間型から制動が極めて難しい多足歩行の非人間型まで難なく乗りこなす。専用のバンカーには10機以上もの「駆動鎧」が用意され、状況に応じて最適なものを着こなしていくことをポリシーとしている。

#### 屍喰部隊（スカベンジャー）
飯棲 リタ（いいずみ りた）
声 - 藤田茜
「屍食部隊」のリーダー。他メンバーからの呼称は「リーダー」。
作楽木 ナルハ（さくらぎ なるは）
声 - 古賀葵
「屍食部隊」の構成員。他メンバーからの呼称は「ナル」。
清ヶ 太郎丸（せいけ たろうまる）
声 - 貫井柚佳
「屍食部隊」の構成員。他メンバーからの呼称は「清ヶ」。
薬丸 医月（やくまる いつき）
声 - 西田望見
「屍食部隊」の構成員。他メンバーからの呼称は「ヤっくん」もしくは「薬丸」。

#### 敵対アイテム
女貞木小路 楓（いぼたのきこうじ かえで）
『とある暗部の少女共棲』に登場する「敵対アイテム」のリーダー。常盤台中学の生徒。要所を三つ編みで飾ったゆるふわ金髪でグラマラスな14歳のお嬢様。
潜在的なサディストであり、威力の高い能力の使用や殺人にも躊躇がない。ヒトでもモノでも「死の気配」がするものが好きで、撮影中に事故死が起きたなどの「いわくつき」不謹慎系映画のコレクションや、自殺の名所の踏破が趣味。
能力は目に見えない圧力を操作する「殺傷圧撃（キラープレス）」。槍のように尖らせて圧で撃つ一点攻撃が基本で、微弱な力を当てて物を押す程度から、クレーンの鉄球の直撃に匹敵する破壊力まで生む事ができる。
花山 過蜜（はなやま かみつ）
『とある暗部の少女共棲』に登場する「敵対アイテム」のメンバー。黒髪ウェーブを肩で揃えて、タンクトップに短パンで褐色に日焼けした18歳の陸上少女。無能力者（レベル0）。「運び屋」の通称を持ち、直接暴力や爆弾を届けるだけでなく、品を受け取る事で依頼人が破滅するところを遠くからじっくり眺めるのが好き。女の子同士の恋愛は順調な内は完備だが、いったんこじれるととことんまでドロドロを極めるものという持論があるので、百合の香りには誘われない。
実用無視の技術実証試験機として開発されたキックスケーター型次世代兵器「ドラゴンモーター」を操り、邪魔する追っ手を完全に轢き殺す。
井上 ラスペツィア（いのうえ ラスペツィア）
『とある暗部の少女共棲』に登場する「敵対アイテム」のメンバー。京都っぽい言葉をぼそぼそ声でしゃべる、リスのような印象の15歳の可憐な銀髪少女。美術部所属。「モデラー」の通称で呼ばれ、特に立体物を作る腕を活かして各種事件の証拠の捏造と隠滅に精を出す裏稼業で、搦め手の支援専門。指紋と血液の付着した凶器などを「製造」し、冤罪を量産して身に覚えのない犯罪で相手を脅迫して金を奪う。異様に凝り性な性格でもあり、京都系の料理を作るときは仲間の懇願も無視して完成するまでうんざりするほどの時間と手間をかける。
鰐口 鋸刃（わにぐち のこば）/ 愛寄 ひよこ（あいよせ ひよこ）
『とある暗部の少女共棲』に登場する「敵対アイテム」のメンバー。競泳水着を肉抜きしたようなリングコスチュームに身を包む、黒髪セミロングで色白の、小柄で幼なげな見た目の12歳の少女。本名の「愛寄ひよこ」は捨てたと語っており、専らリングネームの「鰐口鋸刃」を名乗っている。楓が好きで、留守中にこっそり彼女のベッドに潜り込んでいる。
非常に攻撃的な性格だが、攻撃されるのが怖いから攻撃する側を独占するという臆病な面もあり、能力とは関係ないトレーニングで自分を強く見せようとする。
能力はレベル3以上の「支点凶器（レバレッジストラグル）」。てこの原理を増幅する力で、自身の胴まわりと同じ太さのコンクリート柱を素手でねじ切り、身長3mのグリズリーを関節技で潰すほどの破壊力を生み出す。

#### その他暗部関係者
人材派遣（マネジメント）
声 - 野上翔
学園都市で人数が必要な犯罪行為を行うとき、補充人員を紹介して仲介料を稼ぐ業者。犯罪用の道具の売買も行なう。軽薄そうな大学生くらいの男で、首から複数の携帯電話をぶら下げている。
雑貨稼業（デパート）
声 - 本橋大輔
学園都市で逃走、潜伏に必要な物品や施設を商品として扱う裏の調達屋。第15学区に建つ巨大統合ビルの最上階に住むが、金を出せば自宅でも商品の隠れ家として提供する。人身売買も行なっており、自らも700万円で購入した少女をサンドバッグ代わりにして殴るのを趣味としている。
ヘルメットの女
声 - 渡部紗弓
学園都市の暗部に所属する女性。「電話の女」と呼ばれている女性の部下であり、命令系統は「アイテム」と同じ。
恋査（れんさ）
統括理事・薬味の側近である女性のサイボーグ。普段は薬味と同じ病院で看護師として働いている。製造及び維持に学園都市の予算の一角を使うまでの多額の費用を投じられており、人の脳の最小単位である視床下部以外は全て機械で構成されている。
戦闘能力は極めて高く、超能力者全員が一斉に反抗した時に対する備えとして、背部に展開する「編み棒」の数値制御によりAIM拡散力場を介して削板以外の全超能力者及び半径200m以内の任意の能力者の能力の「噴出点」を自らの脳構造、身体構造を作り変えて生成し、使用することが可能。

蜜蟻 愛愉（みつあり あゆ）
声 - 花守ゆみり
食蜂を憎む少女。強能力者（レベル3）。「才人工房」第3研究室「内部進化」の出身。精神系能力者の頂点に立つ素養を持っていたが、食蜂のスレーブとして時間割りから切り捨てられた存在。
能力はレベル3の「心理穿孔（メンタルスティンガー）」。「心理掌握」と同様に脳内の水分を顕微鏡レベルで制御して精神制御を行うが、こちらはカメラと指先で標的を設定する。怒りなどで感情が高ぶると、空気中の水分の圧搾と対象内部からの水分子の抜出により、フリーズドライに似た肉眼で確認できる現象を起こすことも可能。マスターである食蜂と同じ能力開発を受ければ超能力者に達する可能性もあるとされている。
蠢動 俊三（しゅんどう としぞう）
学園都市上層部の思惑を無視する大人達の一人。かつては「才人工房」の「内部進化」において中心となっていた研究者だった。
舞殿 星見（まいどの ほしみ）
「暗部」に属する15、6歳の少女。根丘の尖兵。上記の名前は上条に名乗った偽名で、本名は不明。学校では「何でもできる委員長」的な立ち位置にいる。「暗部」一掃に抵抗し、根丘の指示で新統括理事長の弱みである打ち止めの拉致を目論む。
能力は「念動能力（テレキネシス）」。上述の最適化を受けた結果、純粋に「物を動かす力」の一点だけなら美琴でも綱引きにならないほどの圧倒的な出力を発揮する。
碧海 華麗（あおうみ かれい）
「ペットブリーダー」の通称で呼ばれる「暗部」の女性。年齢は大学生くらいで派手な露出の黒光りするボンデージを着ている。秘密裏に訓練された害虫や害獣のような危険なペットをけしかけ、事故に見せかけて狙った人物を攻撃する専門職。単純な脅迫から著名人のリタイア、暗殺まで傷の大きさや感染症の度合いは多岐に渡るという。
花露姉妹
「暗部」でも嫌普性に分類される双子の研究者。どちらも白衣とガスマスクを装備した10歳くらいの長い黒髪の少女で、年齢や背丈の割に胸が大きい。無能力者（レベル0）。有害物質や微生物を昆虫や小動物に載せて指定の通りに拡散させ、狙った個人やエリアを正確に攻撃するエキスパート。高位能力者ではないが、動物を操作するための人工フェロモンや合成蜜と、動物に載せて使う毒性の高い化学薬品や微生物が揃えば、手に負えない脅威となる。
花露 過愛（はなつゆ かあい）
花露姉妹の片割れで、「分解者」の通称で呼ばれる、食物連鎖のピラミッドを循環させるために不可欠な存在である、ハエ、ゴキブリ、ネズミ、ダニなど都市の残飯喰らいの研究者。命と命のやりとりに遊びや気紛れを挟んでパフォーマンスを繰り返す。一方的な吸い上げによって先細りと硬化を招く世界の秩序を嫌い、大きな街の汚れをかき集めて体の中で浄化したいと思っている。その一環で自分の全裸を衆目に晒そうとする悪癖があり、妖宴からはやめるよう何度も文句を言われているが、一向に気に留めていない。その関係で、上条のような熱血で潔癖な正義の押し売りをする男性原理の権化を最も嫌う。また本心では、1人で何でもできることから妖宴の存在を窮屈に感じており、双子の絆も自分自身も「何もかも分解したい」という独立心を抱えている。
花露 妖宴（はなつゆ ようえん）
花露姉妹の片割れで、「媒介者」の通称で呼ばれる研究者で、あらゆる病原菌を効果的に運搬するために小動物を使う。容姿が酷似しているだけに、過愛の特殊性癖に巻き込まれて自分まで恥をかく経験を幾度もしており、何度言っても態度を改めない彼女には手を焼いている。一方で防犯ブザーを過愛の腹部に縫って埋め込むなど、彼女とは対照的に縛り付けてでも永遠にべったりしたいという考えを持つ。双子の片方と向き合ってタイムアタックをひたすら極める事以外に興味が薄いため、明白な目的がない限りは機能と効率を重視する。ぐいぐい推しの一手で来られるとつい流されてしまう性格。
レディバード
木原端数が作ったアンドロイド。外から見れば人間と全く見分けがつかないクオリティで、外見年齢は13、4歳くらい、鮮やかな真紅のロングヘアに、オレンジと黒の競泳水着に似た装束を纏っている。対人関係が皆無で世界が狭く、精神的に未熟である。
「暗部」のゲテモノを素材とした骨格や筋肉は、その気になればV12エンジンの最高回転数とでも張り合えるとされ、40kgはあるだろう女性を片手で振り回す怪力を発揮する。
フリルサンド#G
ドレンチャー＝木原＝レパトリによって科学的に作られた人造ゴースト。外見はツインテールにした長い金髪に薄い青のふわふわしたシルエット、ボディラインのくっきりしたドレスの上に薄布を重ねた、洋風の人形のようなグラマラスな20歳くらいの女性。名前のGはゴーストを意味する。「まずは身近な子供を守る子育て幽霊であって、そのためならば外敵と戦う事も辞さない」恐るべき善性の幽霊である。
ヴィヴァーナ＝オニグマ
「暗部」の和風拷問マニア。長くてクセの強い銀髪に袴姿の女子学生で、滝壺には劣るが巨乳。「暗部」としては良心的で、好普性に分類されている。自分で線を引いて真摯に科学と向き合う専門家で、悪人に対しても非殺傷を選択し、見知らぬ子供を救済するために自分の命を投げ出せるという、無駄を楽しむ浪漫の心を持っている人物。
ベニゾメ＝ゼリーフィッシュ
「暗部」狙いのパパラッチをしている女性。20代前半くらいのグラマラスな美女で、黒髪おかっぱ、クラゲの飾りを付けたド派手なテンガロンハット、真っ赤なチャイナドレスという和洋中揃い踏みの奇抜な格好をしている。特別なスクープを撮るためなら撮影対象を銃撃して混乱を見舞わせるくらいは当たり前、目的のためには殺人すらも厭わない、というモラルハザードを起こした報道人で、その性質から自分から罪を犯す事はないが、すでにある犯罪行為を引っ掻き回して被害を倍加させていく。
硬俵 総太（こうたわら そうた）
「工場否定（パーフェクトフィルム）」の通称で呼ばれる、完璧な身分証を作る技術を持つ腕のいい偽造職人。見た目は岩石のような頑固オヤジ。
警策 看取（こうざく みとり）
声 - 富田美憂
食蜂操祈の協力者でドリーのお目付け役。

### 木原一族
木原 数多（きはら あまた）

木原 幻生（きはら げんせい）

テレスティーナ＝木原＝ライフライン（Therestina=Kihara=Lifeline）

木原 那由他（きはら なゆた）

木原 乱数（きはら らんすう）
バゲージシティ制圧のために投入された木原一族の一人。茶髪の若い男性。「木原」としてはスタンダードな人物で、軽薄な口調と残虐非道な性格の持ち主。作者曰く一族内のランキングは中の下。「体験」を司る化学物質の研究者で、専攻は世界平和。世界的なスポーツの国際大会など、共通する条件の下で興奮や快楽に包まれている間は、民族・思想・国境といった問題から解き放たれて一体感に包まれる事に着目し、それを人工的に作り出す研究を行っている。
木原 円周（きはら えんしゅう）
バゲージシティ制圧のために投入された木原一族の一人。年齢は中学生ぐらい、左右にお団子を結った黒髪に、統一感のないセーターやスカートといった服装で、オドオドとした雰囲気の大人しい小柄な少女。紐で首から提げたスマートフォンや小型ワンセグテレビなど複数の携帯端末機器で、半自動的にハッキングを行っている。仲間意識を口にしたり他人の身を案じるなど木原一族らしからぬ言動が目立ち、「木原」が足りないと評されるが、頭の良さだけならトップグループに属する。
木原 病理（きはら びょうり）
バゲージシティ制圧のために投入された木原一族の一人。「諦め」を司る研究者。一族の中でも上位に位置する。車椅子に乗っている女性で、眼窩が暗い影に覆われたように描かれることもある。相手を諦めさせることに意義を見出している。
木原 加群（きはら かぐん）

木原 唯一（きはら ゆいいつ）
声 - 中原麻衣
木原一族の一人である若い女性。既製品のリクルートスーツと白衣を着用。一国の指導者程度では閲覧できない情報を得る権限を有している。本来はかなり荒っぽく話すようだが、普段は丁寧な口調で会話する。同じ木原である脳幹のことを「先生」と呼び、尊敬している。脳幹が依頼を受けた際にはサポート役として動いている。非常に優秀な科学者で「滞空回線」を起爆する「横紙破り」などを開発している。また身体能力も高く、「打点を複数設けることで体内に伝播する衝撃同士をかち合わせ、血管内を移動する血液に気泡を与えて死を招く」という数多の体術の元になった技術を使う。
木原 脳幹（きはら のうかん）
声 - 速水奨
木原一族に数えられる犬。ゴールデンレトリーバーに演算機を取り付けただけのものだが、人語を介し言葉を話すことが可能で、推定で80年以上の寿命を持つ。本質的には血族には縛られないという木原一族の一端を表している。犬であるにもかかわらず、各部へのコネクションの影響力が強い。現存する木原一族の中では最古に当たり、今はもう亡き木原一族の始祖である7人によってただの犬から知性を持つ存在となった。
愛煙家でロマンチスト。木原一族ではあるが、それなりに倫理観を持っており、導き出された「木原」の答えを確かめ、7人の始祖が始めたタスクを閉じる事を使命とする。同じ木原である唯一から「先生」と呼ばれ、慕われている。
木原 相似（きはら そうじ）
外伝『とある科学の未元物質』に登場する「木原」の青年。本来の専門は傷んだ肉体を代替するサイボーグ技術で、医療用の人工臓器の研究者であるが、「心を代替させる」事で自分の命令を信条だと思い込ませる洗脳技術を持つ。
木原 端数（きはら はすう）
マッチ棒のように痩せ細った「木原」の老人男性で、アンドロイド・レディバードの開発者。青いつなぎの上に白衣を羽織っている。様々な「暗部」のネタを追ってきたベニゾメをして「ちょっと大物過ぎる」というほどの有力者。レディバードにはアンドロイドの研究が進めば人体実験は必要なくなると語っていたが、「置き去り」を実験台にしようとするなど、本性は「木原」らしく非情かつ悪趣味。
ドレンチャー＝木原＝レパトリ（ドレンチャー＝きはら＝レパトリ）
幽霊という分野にまでメスを入れた「木原」の青年研究者。地味な色のサファリジャケットを着た探検家のような出立ちで、アウトドア用のwebカメラを頭に固定している。「人工的に幽霊を作る」という研究でフリルサンド#Gを開発した。
木原 平均（きはら へいきん）
木原の研究者。心理学的アプローチの一環として尾行技術を習得していたが、完全に公私を混同させる悪癖からストーキングの常習犯でもあった。

### その他の学園都市関係者
冥土帰し（ヘヴンキャンセラー）
声 - 仲野裕
学園都市第七学区にある病院に勤める医師。本名不明。その容姿から「カエル顔の医者」 とも表記・描写される初老の男性。基本的に作中で負傷した人物は、ほぼ全員が彼の治療を受けることとなり、特に上条が最終的に彼の治療を受けて終わるパターンが多い。
医師としての腕はズバ抜けており、どんな病気や怪我も治すということから、「冥土帰し」の異名を持つ。また「何があっても患者を見捨てない」という信念の下、「必要とあらばどんなものでも用意する」と豪語し、医師として眉をひそめるような技術でも躊躇せず治療に利用する。また、治療後や退院後の患者についても気にかけており、声だけで患者を特定できるほど覚えている。
妹達（シスターズ）
声 - ささきのぞみ、日高里菜（打ち止め）、加隈亜衣（番外個体）、小原好美（ドリー）
御坂美琴のDNAマップを用いて作られた体細胞クローン。
ミサカ○○号と呼ばれる（10032号は御坂妹とも）御坂美琴と瓜二つの20,000体に加え、制御用個体の20001号・打ち止め（ラストオーダー）、第3次製造計画で生み出された番外個体（ミサカワースト）、量産型能力者計画以前に製造されたドリーが登場している。

芳川 桔梗（よしかわ ききょう）
声 - 冬馬由美
「絶対能力進化実験」の研究員で実験管理の中枢を担っていた女性。実験の凍結後も自分だけ研究所に残り、天井が打ち止めに仕込んだウィルスコードを除去するため、コード解析やワクチンの作成を進めていた。性格は甘いだけで優しくないと自覚しており、かつて、希望であった学校の先生になることを断念した経験がある。
天井 亜雄（あまい あお）
声 - 鈴木達央
「絶対能力進化実験」の研究員で実験管理の中枢を担っていた男性。「学習装置」を用いた人格データの作成が専門で、その前は「量産型能力者計画」に携わっていた。
杉谷（すぎたに）
声 - 松田健一郎
統括理事潮岸の側近を務める男。潮岸の警備組織の半分「杉谷班」を任されている。年齢は30歳ほど。短く刈り上げた頭で、スーツとサングラスを着用している。自らを甲賀の末裔と名乗り、優れた体術と忍者のような相手の裏を突く戦法を使う。
坂島 道端（さかしま みちばた）
学園都市で美容院を営む男性。ややいい加減そうな性格をしているがその腕は確かで、その美容院は常盤台中学から学校指定美容院に指定されている。学園都市では珍しくオカルトも信じており、逆に学園都市の存在意義について疑問を抱く一面もある。
丈澤 道彦（じょうさわ みちひこ）
学園都市で働く整備員の中年男性。自分が製作した駆動鎧「HsSSV-01 ドラゴンライダー」が、第三次世界大戦の早期終結によって倉庫行きが決定したことには安堵と喪失感を募らせていた。
不願 竜造（ふがん りゅうぞう）
学園都市で働く設計士の男性。顧客から求められた設計書を作成してそれを提供するというビジネスを行っている。完成するものがいかに危険なものであっても、それを作るのも使用するのも自分ではないため、法の隙間を潜り抜けて報酬を得ていた。
松定（まつさだ）
学園都市の研究機関に所属する博士。男性。流体力学の権威と呼ばれる著名な学者。
山岳 揚子（さんがく ようこ）
衛星誘導車の運転手を務める女性。

祭場（まつりば）
学園都市の若い新入り運転士。鉄オタでもないフラットな状態で運転士という職に就いた変わり種。「オペレーションネーム・ハンドカフス」で逮捕された「暗部」を護送する「オーバーハンディング」の運転を担当する。
楽丘 のどか（らくおか のどか）
楽丘豊富の妹。栗色の長い髪を簡素なヘアゴムで縛った、女子大生より歳上くらいに見える、おどおどした若奥様。
ストーカーの木原平均を殺害した張本人で、100均ショップやディスカウントストアを軍の武器庫にも勝る殺傷力の山と化す、死のクラフトスキルこそが本質。必要に迫られればいくらでも破壊力を調達できる閃きで満ちており、不足を感じた瞬間に機転を利かせて創意工夫を思いつき、その場にあるものだけで形を作り、きちんと結果まで残す悪運の強さを持っている。
富良科 凛鈴（ふらしな りりん）

## 魔術サイド（十字教各宗派・魔術結社・他）

### 英国（イギリス）

#### イギリス清教（清教派）
インデックス（Index）
声 - 井口裕香
本作のメインヒロイン。イギリス清教「必要悪の教会」所属の魔導図書館の少女。

ステイル＝マグヌス（Stiyl=Magnus）
声 - 谷山紀章
イギリス清教「必要悪の教会」所属の魔術師。かつてのインデックスのパートナー。身長2mという非常な長身痩躯に、肩まで届く長髪は真っ赤に染めている。とても10代には見えないほど大人びているが、インデックスのことになると感情をむき出しにし、好きな異性のことを聞かれると思わず動揺する思春期らしい一面もある。見た目とは裏腹に非常に真面目な勤勉家だが、未成年にして喫煙する悪癖もある。プロの魔術師という立場上、任務に私情を挟むことはあまりなく、イギリス清教からの指令には忠実に従い、任務遂行のためには己の身を顧みることもない。ただし、やや協調性に欠けており、良くも悪くも感情に流されやすい上条とは反発することが多い。敵を殺す場合は一切躊躇しないなど冷酷な面もあるが、根本では正義感が強い。
十字教徒だが、北欧神話のルーン魔術を専門としており、わずか14歳にして現存するルーン標準24文字を完全に解析した上、新たな文字を6つも生み出している天才魔術師。炎属性の魔術に特化しており、それ以外の属性魔術を行使する場面は殆ど見られない。 摂氏3000度の炎で形作られた巨人を生み出し自在に操る術式「魔女狩りの王（イノケンティウス）」や刀身が炎で出来た剣を生み出し、武器として振るう術式「炎剣」などを使用する。また、炎によって気温を変化させる事で蜃気楼を生み出し、自らの幻影を目眩ましにして相手の攻撃を回避する術式を持つ。火と人形により、致死量以上の痛みや苦しみは与えても肉体までは影響を及ぼさず、ショック死させることなく拷問を行う魔術も使うことができる。戦闘のみならず、火傷のような炎関係の傷に限っては治療魔術にも詳しい。
神裂 火織（かんざき かおり）
声 - 伊藤静
本作のヒロインの一人。イギリス清教「必要悪の教会」所属の女性魔術師。天草式十字凄教の女教皇も務める聖人。Tシャツとジーンズを着用している、長身でスタイルがいいポニーテールの美女。術式のため、ジーンズの左脚部分の裾を根元まで切断し、Tシャツをへそが見えるように裾結びしているなど、左右非対称の容姿となっている。インデックスとはステイル＝マグヌスと同じくイギリスにいた頃からの付き合いで、彼女が自分のことを忘れてしまっている現在もステイルと同様、見守る立場にある。
普段は年下の上条当麻にまで敬語を使う丁寧な口調だが、激昂すると口調が荒っぽくなる。真面目な性格で、戦闘や仕事に関しては完全無欠という面が強く、リーダーシップも高いが、普段の生活ではオルソラ・アクィナスやアニェーゼ部隊といった個性的な面々に振り回されて右往左往することが多い。また、非常に義理堅いところがあるが、これが災いして土御門元春には何かと付け込まれている。
2メートル以上の令刀と呼ばれる日本刀（大太刀）「七天七刀」を使った抜刀術「唯閃」とワイヤーによる攻撃「七閃」を主体とする白兵戦を得意とする。攻撃魔術も普通に用いるが、結界のような細かい魔術は苦手としている。「聖人」なので一般の魔術師以上の能力を有するものの、100%の力の行使は自滅する恐れがあるために不可能らしく、全力を長時間発揮することは難しい。また、魔術だけでなく肉体的なスキルも高く、音速を超える挙動を可能としている。
土御門 元春（つちみかど もとはる）
声 - 勝杏里
学園都市の高校に通う高校1年生の少年で、イギリス清教「必要悪の教会」所属の魔術師であると同時に、都市の暗部組織「グループ」のリーダー的存在でもある。上条とは同じクラスの親友であり、学生寮でも部屋がとなり同士である。だが、裏の顔はイギリス清教や学園都市から依頼を受け持つだけでなく、他の様々な敵対及び同盟組織とも個々に繋がりがあると嘯く多重スパイである。
逆立たせた金髪、サングラスに金色のネックレスといった派手な風貌であり、サングラスを外すとかなりの美男子。義妹の舞夏との兄妹仲は良好のようだが、手を出しているのかという質問に声を詰まらせており、危険な関係である可能性を秘めている。語尾に「だぜい」や「にゃー」などを付ける不思議な訛り口調で軽めの言動を取るなど普段はお調子者な一面がある。一方で、目的を達成するためならば味方も欺き、自分の身を犠牲にすることも厭わないという信念を持っている。
最高峰の力を持つ陰陽術師で、陰陽博士としては最高位である。主に風水を用いた術式を扱い、魔術を行使する際には折り紙を使って陣を組み立てることが多い。ただし、学園都市へ潜入する目的で能力者（レベル0の「肉体再生（オートリバース）」）になっており、魔術を使用すると血管が破裂しダメージを負うため滅多に使えないため、格闘能力によってそれを補っているおり、ありとあらゆる格闘技から反則技をかき集めて作り上げた体技「死突殺断」を得意とし、その行使に一切の躊躇をしないため近接戦闘においては上条を圧倒するほどの実力である。
ローラ＝スチュアート（Laura=Stuart）/ コロンゾン
声 - 川澄綾子
イギリス清教の「最大主教（アークビショップ）」、かつ「必要悪の教会」のトップ。非常に長い金髪の持ち主の女性。若い容姿 をしているが、女王エリザードと軽口を叩き合えるほどの旧知の仲であるなど、実年齢は見た目通りではないらしく、記録上初めて最大教主として現れた1909年から美貌が変わっていない。土御門に教わったせいで、中途半端に古語が混ざったおかしな日本語を話す。政治手腕は立場に相違ない実力を見せるが、普段はその地位や権力に似つかわしくない軽目の言動を取る。しかし、インデックスに掛けた「首輪」やリドヴィアに対する制裁のように、人間心理を突く極めて冷酷で打算的な面も持つ。それだけなら確実に悪人の部類だが、同時に何の利益もない善行も行っている。
その正体は、1909年のアフリカでの実験で、アレイスターが「深淵（アビス）」と同化する事でセフィラとセフィラの間を越えようとした際に接触したとされる異種高次生命で、既存の「邪悪の樹」にも収まらない333の数価を刻まれた大悪魔コロンゾン。アレイスターに召喚される以前にメイザースによって召喚され、アレイスターに初めて召喚されるふりをしてアレイスターを破滅に導けという命令を受けていた。アレイスターの肉体を乗っとるのに失敗したため、彼の第2子ローラの肉体を霊媒としていると語る。
「女の髪には魔が宿る」という古い伝承の通り、長い金髪の中にコロンゾンが潜んでおり、髪を利用した術を使う。どの術もホルスの領域に到達した絶大なものだが、威力が高まるたびに肉体を動かす制約に縛られるため、大技を放った直後で反動制御に気を取られている間は、普通の魔術師と同じ隙が生じてしまう。
シェリー＝クロムウェル（Sherry=Cromwell）
声 - 渡辺明乃
イギリス清教「必要悪の教会」に所属する女性魔術師。魔法名はIntimus115（我が身の全ては亡き友のために）。年齢は20代後半で金髪に褐色肌の女性。寓意画・紋章に隠された暗号などを得意とする、暗号解読専門官。また、王立芸術院で美術講師をしており、優れた彫刻家として有名であるようで、芸術に関しては造詣が深い。一方で身だしなみには全く気を使わず、髪はボサボサで擦り切れたゴスロリという風体。丁寧な女言葉と乱暴な男言葉を交えて話す。
使用する魔術はカバラで、オイルパステルを用いてその場にある土石や金属から「ゴーレム」を形成・使役する。このゴーレムは、後述する友の名前から「エリス」と名付けられている。
かつて、科学サイドと魔術サイドが協力した実験で科学サイドの友人のエリスを失って以来、科学と魔術は棲み分けなければならないという考えを持つ。
オルソラ＝アクィナス（Orsola=Aquinas）
声 - 遠藤綾
イギリス清教に所属するシスター。「法の書」を巡る事件でローマ正教から改宗する。ミディアムヘアの金髪に巨乳の持ち主の美少女。魔術関連の暗号解読を得意とする情報解析のエキスパートで、魔道書による有害な知識から人々を守るために活動している。また、布教も精力的に行っており、3か国もの異教地で神の教えを広めた功績が認められ、自分の名を冠した日本最大級になるはずの教会を学園都市近くに建設中であった。その関係から、交渉や説得に長けている。暴力ではなく言葉によって、救いを知らず求めてもいない者へ「自分がやりたいから」という理由だけで救いの言葉を広め、口先だけではなく現実に武器を捨てて自分の意思を貫く姿勢は上条からも尊敬され、「最大最強にわがまま」と評される。
臨機応変な高速戦闘は苦手だが、のんびりじっくり行う作業はそこそこ得意で、専門ではない回復魔術も応急手当レベルなら何とかできる。
性格はマイペースというより、他人の話をロクに聞かない。さらには、会話が進んだり戻ったりする。天然なのか大人なのか妙に色っぽい反応と所作を見せ、その行動に他人を巻き込むこともしばしば。
テオドシア＝エレクトラ
イギリス清教「必要悪の教会」に所属する女性魔術師。40歳前後で四男八女の母親。金と銀が混じった髪に、だぶついた黒い上着と色を抜いて真っ白にしたジーンズという服装をしている。いい加減で非常にノリが軽くコミカルな性格をしており、ステイルからはたびたび苛烈なツッコミを受ける。子持ちゆえに子供の世話や対応に慣れている。
飽きっぽいせいか北欧神話をメインに用いる術式や霊装を頻繁に変えている。
リチャード＝ブレイブ
イギリス清教「必要悪の教会」に所属する魔術師。年齢は20歳くらい、黒いコートを着た長身の男性。主な活動は、大西洋にて北米大陸の魔術結社のイギリス侵攻を阻止し、多大な功績を立てている。
北欧神話最強の武具の一つで、世界を支える樹をまとめて焼き払う炎の巨人スルトの剣の名を冠した、西洋剣のような霊装「破滅の枝（レーヴァテイン）」を扱う。剣には「sgkalu（魔術を使って太陽を得た松明）」のルーンが刻まれていて、あらゆる物質を焼き尽くす炎を発生させる効果があり、コンクリートのような不燃物はおろか、「別の炎」「水蒸気」といった通常あり得ない物まで燃やすことができる。
スマートヴェリー
声 - 浜崎奈々
イギリス清教に所属する魔女。語尾を伸ばしたり些か緊張感に欠ける甘ったるい口調で話す。箒や魔法薬を用いて高速で空を飛ぶ。
レイチェル
イギリス清教に所属するシスター。かつてインデックスと一緒に遊んでいた彼女の友人。
土御門 美秋（つちみかど びしゅ）、土御門 冬頭（つちみかど とうず）
イギリス清教に所属する魔術師。旧姓「卜部」と「芦屋」。土御門元春が学園都市へと潜入する際、登記上の家族として設定された人物。美秋は、土御門とはそれ以前からの仲であったらしく、親しげに会話を交わしている。
ツアーガイドの少女
イギリス清教に所属するメッセンジャー兼ガイドの少女。本名は不明。金髪で年齢は15歳ほど、タイトスカートのスーツとスカーフというツアーガイドらしい服装の少女。捜査の依頼内容を伝え、魔術師を現地に案内するという仕事をしている。世界各地の文化や歴史に精通し、さらに現地での事件捜査に必要な情報を引き出すメモ帳型の霊装を持っており案内自体は優秀だが、魔術的な知識に関しては素人なのでたびたび初歩的な質問をしては神裂やジーンズ店主にあきれられている。教えられれば簡単な解析魔術程度は使えるが、本職の魔術師ではないので戦闘能力は皆無。
聖ジュリアン大聖堂の司教
イギリス清教の司教。本名不明。ロンドンにある聖ジュリアン大聖堂の司教を務める初老の男性。「必要悪の教会」が人員不足に陥りがちなことに着目して、自ら作り上げた人身売買ルートで用意した身寄りのない子供達を魔術師に仕立て上げ「必要悪の教会」に人員供給するシステムを密かに構築し、その功績により今の地位を得ている。セアチェルがその子供の一人であったことや、以前から司教の計画を知っていたことからエーラソーンと因縁が深い。
スラッパール
イギリス清教「必要悪の教会」に所属する魔術師。青ざめた肌をした病弱そうな青年。海外の魔術勢力のイギリス侵攻を防ぐスコットランド北部の要衝「レンガ埠頭」の管理人を務めている。先天的な体質として一定以上の複雑な術式が構築できず、高度な魔術が扱えないという欠点を持つ。そこで、補佐役として作り出したアルファルに迎撃術式の代行をさせレンガ埠頭の防衛任務に就いている。しかし、アルファルの本当の用途は進化のための研究素材であり、彼女の力を利用して自分の先天的欠点を克服することが真の目的である。その過程で自然界の生態系に悪影響が出る可能性も全く気に懸けず、自分の目的のためには手段を選ばない。
任意の形の微粒子を予め散布し、そこに過冷却水を撒いてルーン文字型の氷の結晶を形作り、極小のルーンを大量に作り出す戦法を用いる。たった一種類のルーンながら、タンクローリーを使って何万何億も生産することによって、圧倒的な物量で先天的欠点を補っており、ハンデを持ってるにも関わらず、まともに喰らえば「聖人」の神裂でも「数の暴力」で削り取られかねないというほどの力量を持つ。
「ヴィーダルの靴」の女
イギリス清教「必要悪の教会」に所属する女性魔術師。本名不明。髪は茶髪で歳は神裂と同程度、Tシャツとミニスカートを着たラフな格好に、霊装が入ったリュックを左右の肩に1つずつ背負っている。性格は非常に好戦的。上からの指令にそのまま従って事務的に仕事を片付ければいいという考えを持つ。同僚ではあるが、神裂達とは面識がなかった。
北欧神話に登場するフェンリルの体を真っ二つに引き裂く怪力の神ヴィーダルが履いていた、特殊な靴の伝承を利用した霊装「ヴィーダルの靴」を扱う。一辺が数cmの三角形の革を大量にばら撒き、それによって自身の膂力と周囲の様々な自然現象の力を強化する。
フリーディア＝ストライカーズ
イギリス清教「必要悪の教会」に所属する魔術師の少女。両親は第一級の実力と即断即決の行動力を持つ魔術師で、魔術をもってしか自己の有用性を証明できないほどどっぷり浸かっておきながら、魔術を心底嫌悪していたという人物であり、魔術サイドからの離反を試み野に下ろうとしたため、自身の幼少期にイギリス清教の手でどこかの監獄へ投獄されている。魔術は本来誇るべき素晴らしいものだと信じており、魔術が日陰者でなくなる未来を実現するため、勝手気ままに被害を拡大させる「凶悪な魔術師」を倒す仕事に就いた。
扱う術式は宗教的基盤を持たない民間伝承に登場する「宝石の呪い」の作為的な誤解釈を利用したもので、宝石を「核」とする鉱石ラジオの霊装を用いて魔術に組み込んでいる。「宝石の呪い」は法則性があやふやであることから、応用・増幅・管理が難しい反面、明確な理論によって起こせる現象の上限を突破できる。
トーキー＝シャドウミント
イギリス清教「必要悪の教会」に所属する魔術師の青年。「宗教による民衆の統治」を象徴する教会の鐘の音を魔術に転化し、複数の鐘を組み合わせ、順番通りに鳴らす事で、本来は独立した鐘に刻まれた銘文を繋げて全く違う効果を生み出すという、子供の文言遊びを応用した術式を操る。所有する先端に小さな鐘をいくつも取り付けた真鍮の杖は、「偶像崇拝の理論」で各々の教会の鐘とリンクして遠隔地から打ち鳴らす効果がある。この事から「鐘楼斉唱」とも揶揄される。
メルヴィナ＝ベイリー、グレンシア＝ベイリー
イギリス清教に所属するシスター。
ニクス＝エヴァーブラインド
「必要悪の教会」所属の幼い修道士。技術や学問の名を冠する魔術師。殺しを生業とするためか清貧や純潔とはかけ離れた印象を与える。
「サイン」を重視し、己の手足で示せる限界を超えた術式を扱う手段として、生身で使えば目が潰れるような塗料で先鋭化したガラスの義眼などをアタッチメント化した己の肉体に埋め込み機能させている。
アンジュ＝カタコンベ
金髪のメイド。スーツケースのような「棺」を積み上げ持ち上げるパワフルな人物。色々と崖っぷちで、まともな出会いに飢えており、ミスと呼んだ相手を腕力でぶっ飛ばす。
キュティア＝バージンロード
メガネを掛けた若奥様風の女性。罪人の体液の穢れを適切に転化させて特別な力を宿す伝承に由来する「刀の錆」をかき集めた集積体を、赤錆び色の回転刃に変えてリードにつないでいる。
ダイアン＝フォーチュン
「黄金夜明」メンバーの人格をモデルに、ローラ＝コロンゾンがタロットの「原典」で製造した存在。コロンゾンの次の最大主教となる。

##### 天草式十字凄教
神裂 火織（かんざき かおり）

建宮 斎字（たてみや さいじ）
声 - 鳥海浩輔
天草式十字凄教の教皇代理。イギリス清教の象徴である赤十字が入った白Tシャツを着用し、首からは小型の扇風機を幾つも下げるなど、隠密に特化した天草式にしては奇抜な服装をしている。
日常的な仕草に含まれる儀式的動作を組み合わせて術式を練り上げる、偶像のスペシャリスト。武器の扱いにも精通しており、180cmほどの両手持ちの長剣「フランベルジェ」を片手で軽々と扱うが、できる限り殺さずに事を収めるため、両刃の内、片側をなまくらになるよう研いでいる。戦いの局面に置いては非常に理知的で頭の回転も速く、常に仲間に対しての気遣いを忘れず、上条同様、かつて敵対した者でも助けを求める者には手を差し伸べる優しさを持つ。実力はかなり高く、ステイルと上条の2人を相手にほぼ互角の戦いを繰り広げたほど。一方で、プライベートでは五和の恋を裏から手助けしたり、神裂の恋愛について余計な噂を流したりするなど、お節介でユーモラスな一面も持つ。
五和（いつわ）
声 - 茅野愛衣
本作のヒロインの1人。天草式十字凄教に所属する女性魔術師。フルネームは不明。『必要悪の教会』特別編入試験編SSでは事実上の主人公。
二重まぶたが印象的なショートヘアの少女。建宮によると「隠れ巨乳」。普段は控えめかつ温厚な性格で、オルソラほどではないがやや天然な面もある。しかし、怒らせると別人のように性格が豹変する。料理の腕はプロレベルの舞夏を唸らせるほどで、バイク･自動車･小型船舶･ヘリコプターなどを操縦できるなど、科学方面に疎い魔術師の中では比較的常識人である。
「法の書」事件で上条に好意を抱く。建宮ら天草式メンバーのたびたびの応援を受け果敢にアプローチを試みるも、当初は奥手な性格からおしぼりを渡すのが精一杯だった。アックア戦で護衛として上条宅を訪れた際は圧倒的家事スキルで彼を感激させ、インデックスの居候としての立場を脅かした。天草式がイギリス清教傘下に入った現在は、ロンドンの日本人街に住んでおり、尊敬する神裂との距離が縮まり嬉しい反面、上条との距離が遠くなり寂しく思っているが、織姫と彦星のような関係と前向きに捉えている。伊達や酔狂ではなく、上条のためなら死んでもいいとまで思うほど慕っている。
戦闘では主に刃の先端が長く、根本の両側が外に大きく反っているコルセスカの一種「海軍用船上槍（フリウリスピア）」及び、神裂同様に天草式特有の鋼糸を用いた攻撃「七教七刃」や肉体強化魔術を使った近距離戦を駆使する。そのため、一般人以上の身体能力があり、さらに天草式の治療魔術も使える。
浦上（うらがみ）
声 - 渕上舞
天草式十字凄教メンバー。上条と同年代の少女。武器はドレスソード。
牛深（うしぶか）
声 - 中西正樹
天草式十字凄教メンバー。大男。武器は戦斧。
イギリス進出記念ではしゃぎすぎ、わずか数日で隠れ家の貸事務所を埋め尽くすほどの洋物グラビア雑誌を購入してしまい、対馬に叱られる。
香焼（こうやぎ）
声 - 菊池勇成
天草式十字凄教メンバー。小柄な少年。武器は短剣。
諫早（いさはや）
声 - 相馬康一
天草式十字凄教メンバー。初老の男。武器は刀、メイス。
イギリス進出時には、セントアンドリュースを夢見てトレーラーハウスを埋めるほどの大量のゴルフセットを買い込み、対馬に呆れられる。
野母崎（のもざき）
声 - 田所陽向
天草式十字凄教メンバー。既婚者の男。武器は西洋剣。
対馬（つしま）
声 - 幸村恵理
天草式十字凄教メンバー。ふわふわ金髪の女性。武器はレイピア。
長身に反比例して胸は控えめだが、建宮曰く「脚線美（の持ち主）」。残念な言動を繰り返す天草式男衆を叱り、苦言を呈する役目が多い。

##### アニェーゼ部隊
アニェーゼ＝サンクティス（Agnese=Sanctis）
声 - 釘宮理恵
イギリス清教に所属するシスター。アニェーゼ部隊の隊長。年齢は12-14歳。背はインデックスよりも低く、赤毛の髪を鉛筆ぐらいの太さの大量の三つ編みにしている。語学に堪能で、複数の言語を話すことができる。サド気質な面があり、オルソラや「騎士派」にボロボロになるまで尋問をする反面、自分へのスカートめくりのようなセクハラ行為には慣れておらず死ぬほど嫌がる。
ルチアに「寒気を感じさせたほどの信仰心を持つ」と言わしめ、仕事の報酬を聖書の印刷代に当てた上、それを古びた教会に手渡しで配り回っていたほどの敬虔なローマ正教徒である。十字教至上主義者で、ローマ正教以外は旧派でも異端だと考えており、十字教の矛盾や抜け穴を探して利用する近代西洋魔術師を嫌い、神に祈らないのに神の恩恵を受けている者にも嫌悪感を持つ。
戦闘では第5元素・エーテルの象徴武器「蓮の杖（ロータスワンド）」を使用する。この武器はエーテルを扱うと同時に、他の四大元素全ての武器としても使用できる特性を持ち、「何にでもその法則を適用できる」ことから空間そのものに作用させる座標攻撃の魔術を発動できる。
ルチア（Lucia）
声 - 伊瀬茉莉也
イギリス清教に所属するシスター。アニェーゼ部隊の一員。背が高く、やや猫目な顔つきでアニェーゼやアンジェレネより一回りほど年上である。アニェーゼ部隊の中では巨乳でスタイルがいいため、スカートめくりの被害に頻繁にあっているらしい。アンジェレネと違い、食事は主に野菜中心であるなど必要以上の栄養摂取をしない禁欲的な生活を送り、仕事のないときでも教会の鐘楼に登って非常時に備えるほど仕事熱心で、敬虔な信徒である。修行中のアンジェレネの指導役のような立場にある。アニェーゼに対しては年下であるが、その高い信仰心に尊敬の念を抱いている。
アレクサンドラ王家の聖カテリナが触れた処刑・拷問用の車輪が爆発し、その破片で処刑場に集まった見物客4000人が死亡したという「車輪伝説」に基づいて、大きな馬車の車輪を爆発させて数百の破片を散弾銃のように撃ち出す攻撃術式を使う。攻撃後、敵に刺さった木片は磁石に吸い寄せられるように修復される。
アンジェレネ（Angelene）
声 - 片岡あづさ
イギリス清教に所属するシスター。アニェーゼ部隊の一員。フランス出身だが、両親にミラノまで連れてこられて捨てられた過去を持つ。背は低く、三つ編みの金髪にそばかすが特徴で、若干どもりながら話す癖がある。「アドリア海の女王」の一件ではルチアと共にアニェーゼの救出を試みるなど仲間思いな性格。非常に食欲旺盛で大の甘党の上に野菜などは大嫌いであるなど、シスターにあるまじき生活を送っているため、たびたびルチアに注意を受けている。
十二使徒マタイの象徴である金貨袋に「天使の力（テレズマ）」を通し、追尾型の飛び道具として操る。金貨袋は砲丸投げの鉄球に匹敵する威力を持つほか、袋の口紐を使って相手を拘束する事もできる。ただし、まだ修行中の身であり、術式も大雑把でインデックスには酷評されている。
アガター
声 - 渕上舞
イギリス清教に所属するメガネを掛けたシスター。アニェーゼ部隊の一員。主に通信や連絡係を務める。
カテリナ
イギリス清教に所属するシスター。アニェーゼ部隊の一員。

##### その他の協力者・関係者
上条 当麻（かみじょう とうま）
本作の主人公。学園都市に住む少年。インデックスの管理人という関係上、たびたびイギリス清教に協力している。
ジーンズショップの店主
ロンドンでジーンズショップを営む男性魔術師。無給で半ば強制的に協力させられている。
チャールズ＝コンダー
声 - 中西俊彦
考古学の権威であり、大英博物館に所蔵される物品の管理と修復を任される「保管員」。
30代後半の男性。自身は魔術に関係ない一般人だが、ローラに謁見できる地位にあり、「使徒十字」の事件やブリテン・ザ・ハロウィンでの「連合の意義」の発動などに関与している。
エーラソーン
イギリス清教と契約を結ぶ魔術師にして、魔術的な拘束具の専門家である拘束職人。安物のコートを着た大柄の男性。大聖堂の魔術セキュリティや牢獄の拘束具を開発・製造するプロ。様々な道具・霊装を駆使する戦い方をし、宗教裁判用の拷問具を用いる。銀色の蛇や蛸、蝙蝠のような形をした拘束用自律型霊装「グレイプニル」は、北欧の主神オーディンを喰い殺す獣フェンリルを縛るための不可思議な紐を模したもので、「この世には存在しない素材で作られている」という暗喩を、独自の推測で「複雑な熱処理を施した鋼」であると仮定し、2mを超える巨大な斧を媒体として制御している。
数年前にセアチェルを人身売買から救い施設に預けるが、脱走癖があり危なっかしい彼女を引き取る。初めはセアチェルに魔術の存在と拘束具の仕事を隠し遠ざけようとしていたが、「生きがい」を切望する彼女の要求を已むなく受け入れる。
セアチェル
エーラソーンの拘束具の実験台を務めていた少女。年齢は16、7歳で華奢な印象の少女。金と茶色が混じったような色の強い金髪と静脈の色が浮かぶ白い肌に、ペンギンのような歩き方が特徴。「捕まえる」専門家のエーラソーンとは対照に、あらゆる物から「抜け出す」資質が備わっている。
10歳くらいの頃、両親に捨てられ人身売買されかけた際にエーラソーンに助けられ、それ以来彼に懐く。施設に預けられた後も彼に会いたい一心で脱走を繰り返し、引き取られてからは彼に依存して生きるようになる。エーラソーンとの関係はどこか歪んでいて、彼の話題には喜怒哀楽や好悪がなく他人事のように話す。
アルファル
スラッパールが作り上げた人工魔術生命体。「アルファル」らしき化石から人工的に復元し作られた少女。外見年齢は10代前半で体格は小柄、長い金髪に色白な肌と尖った長い耳を持つエルフらしい容姿をしている。ドグェルグの対極として調整されたので金属や地下空間を嫌い、木綿の布地と木製のボタンでできた衣服を着ている。魔術生命体ではあるが、外見も精神面もほとんど人間と同じ。
彼女自身の肉体という「地球上に存在しない特殊環境」が、周囲のあらゆる動植物を歪んだ形に進化させてしまうという「進化体質」を持つ。これは極端な条件による突然変異に近く、数時間彼女の近くにいるだけで、身体の形状や機能が大きく変異してキメラのような異形の生物と化す。
表向きは先天的に複雑な術式を構築できないスラッパールの仕事を助けるDNAコンピュータの代用品であるが、実際はスラッパールが自身の体質を「進化」で克服するために作られた存在。
烏丸 府蘭（からすま ふらん）
ローラ＝スチュアート直属の「黄金」系魔術師。上里勢力に諜報員として潜入していた。
クリファパズル545
異種高次生命の構造を簡略化し、コロンゾンの指向性と合致する形で調整された人工的な悪魔。本質としては生命というより器物に近く、生命の樹の逆位置にある「邪悪の樹」を正しくなぞって「命に似た何か」を製造する助けにしている。ローラ=コロンゾンが世界状況を掌握できなくなった際、クロウリーキラーとして起動するようインプットされており、存在意義はクロウリーを殺すことだけ。
額には禍々しい穴を開け、小柄な体躯に反して半透明の肉体はグラマラスで肉感的、背には薄膜の翼、腰の後ろに触腕を想わせる邪悪な尾があり、人間ではあり得ぬ七色の髪は内側に丸まっていて大きな傘のようにも見える。
一国家を丸ごと「戦争の狂気」に突き落とす怪物で、絶望的な戦時下での余計な悲壮感や形のないデマといった物を象徴する、「人をおかしくさせる空気そのもの」であり、そこにいるだけで秩序を壊す存在。

#### 王室派
エリザード（Elizard）
声 - 沢海陽子
英国女王（クイーンレグナント）。英国国家元首にして、「カーテナ＝セカンド」の現保有者。また、「王室派」の代表であると同時に（名目上）イギリス清教の頂点に立つ存在。年齢は50歳前後で、表面的な所は老いの影が見え始めているが、芯や骨格といった根本的な部分では10代の上条を凌駕している。国と国民への想いは厚く、自身の3人の娘が持つ「頭脳」「軍事」「人徳」全てを兼ね備える統治者でありながら、堅苦しい儀礼を嫌い、お祭り好きでお茶目な面も持ち合わせている。パーソナリティの確立は自らの手で行わなければ依存を招くだけだと考えて、娘達の教育方針は放任主義かつ超スパルタ。
モデルは無く、作者の理想の統治者とのこと。
リメエア（Rimeea）
声 - 日野まり
英国第一王女。年齢は30代前半くらい。黒髪で左目に片眼鏡（モノクル）を付けている。「頭脳」に秀でた冷静沈着な戦略家。エリザードも、自力で頑張る自立心や独立心は三姉妹の中でも最優良としている。しかし、王女という身分ゆえに人間不信に陥っているため、権力の中にいて自分を知っている人間は一切信用しておらず、権力構造の中にあるプロやエリートを特に嫌っている。逆に自分を王女と知らない者や動物には素直に接する。頻繁に宮殿を抜け出しては「王女ではない顔」のまま、何の権力も使わずに己の手で仲間の絆を構築して、彼らによる独自の情報網を持っている。冷徹でしとやかな雰囲気だが、にぎやかなのが好きでノリの良い一面もある。
キャーリサ（Carrisa）
声 - 真堂圭
英国第二王女。年齢はぎりぎり20代後半。豪快で物怖じしない性格をしている。「騎士派」とのつながりが強く、「軍事」に優れていることから魔術や兵器の扱いにも長けている。荒っぽさを感じさせる豪快さが目立ち、強気で派手好き、前に出る性格のため、最も華美な印象を与えるが、思慮深さも併せ持ち、自分なりに国の行く末を見据えている。
外見のモデルはDS版ドラゴンクエストVのデボラ。
ヴィリアン（Vilian）
声 - 原田彩楓
英国第三王女。24歳。絵本に出てくるような箱入りのお姫様。「王室の顔」「最も結婚したい姫君」として知名度が高く、国民からは「人徳」に秀でた王女と評されるが、他人を気にするあまり自己主張ができない性格のため、2人の姉に比べると王室の切り札というには地味な存在で、いつ政略結婚させられるか分からない状態らしい。その気になれば不自由ない生活を提供される立場にありながら、「人徳」はちょっとひねくれると他力本願に傾きかねないという理由で、安易な救いは厳禁として厳しく育てられてきた。10年前に誘拐された際、政治的陰謀のために見捨てられかけたところをアックアに救出され、それ以来、彼が英国を去った後も彼のことを気にかけている。
外見のモデルはディシディア ファイナルファンタジーのティナ。
シルビア
声 - 小林ゆう
オッレルスとコンビを組む長身の女性魔術師。聖人。英国王室派の近衛侍女にして王権神授制のトップに仕える巫女としての役割も担っており、そのため英国国内ではそれなりの地位を築いている。
「結界」を専門とする魔術師でもあり、シジルを利用してロープの周囲に「天使の力」の壁を展開して空気を抑え込む「手」を作り、聖人の身体能力を以てそれを高速回転させて攻撃を行う。さらに扱う「天使の力」を次々と変えて相生を狙うことで、総体のバランスで神の右席をも上回ろうとする魔術を使う。

#### 騎士派
騎士団長（ナイトリーダー）
声 - 子安武人
英国三派閥の1つ「騎士派」の長。本名不明。年齢は30代半ば。騎士ゆえに忠実で真面目な人物。しかし、上条とインデックスの言動に耐えかねて剣を抜こうとしたり、女王の気まぐれに思わず暴言を吐いたりしている。また、神裂を騎士団に迎えたいと考えており何かと彼女を誘うも断られている。
アックアとは旧知の仲で、かつては杯を交わすほどの仲だった。しかし、第三王女救出の際にアックアと袂を分かつこととなり、彼との力の差を埋めるべく10年に渡って修練を重ねていた。
カーテナから供給される並みの聖人を上回る総量の「天使の力」を生身で保存・運用するため、ベーオウルフが使用した「返り血により鍛え上げられていく」魔剣と同名の「フルンティング」というロングソードの霊装を用い、偶像崇拝の理論で「天使の力」を「返り血」に対応させて大量に圧縮封入する事で、赤黒くなった剣は全長3.9mに達し、莫大な破壊力を得る。
ホレグレス＝ミレーツ
「騎士派」に属するイングランドの騎士。退廃した貴族のような、清廉とはほど遠いでっぷり太った中年男。「王室派」とも懇意にある。典型的な選民思想の持ち主。高価な霊装で身を固め、一方通行の直接打撃を受けても命に支障がないほど頑丈。防御の短剣としてパリーイングダガーを携帯している。実質的にイングランドの騎士の一極体制を構築する野望を持つ。
女性騎士
「騎士派」に所属する女性。銀の鎧やサーコートに身を包む。「大軍勢の黒点」と称され善意や良心からの命令違反者となる、とびきりのお人好し。処女。キャーリサから軍馬アレックスを預かっており、魔術で剣を青白い燐光でできた巨大な槍へ変え、人馬一体の攻撃を繰り出す。
アレックス
キャーリサから女性騎士に預けられた王室御用達の軍馬。育成に各種術式を使って相当手を加えてられているため、バイクに匹敵する機動性を誇るだけでなく、時速180km/hで長距離を走行できる。ユニコーンのように純粋な乙女にしか懐かない。

### ローマ正教
マタイ＝リース（Matthai=Reese）
声 - 木村雅史
ローマ教皇。選挙によって教皇の座に就く。腰の曲がった老人男性。20億人の信徒を抱えるローマ正教のトップに相応しい能力と人格を持ち、魔術にも秀でているが、アックア以外の「神の右席」からは軽んじられている。かつての十字教が少数派でありながら数に負けなかったという事実から、多数決の票自体にあまり神聖な意味はなく、多数決に全く囚われない者に価値があると考えている。また、教皇という地位のために自身と信徒の間に壁があると感じており、信徒と隔たりなく交流しているローラのことを羨んでいる。
外見のモデルは『ハリー・ポッターシリーズ』のダンブルドア、または『ロード・オブ・ザ・リング』のガンダルフ。
リドヴィア＝ロレンツェッティ（Ridovia=Lorenzetti）
声 - 佐久間レイ
ローマ正教所属のシスター。
バチカン市国の生まれで、布教のためには何でもやると称されるほど、良くも悪くも熱心すぎる女性。地位を求めず、社会不適合者も救うため、一部上層部にとっては目の上のたんこぶである。目の前の困難、及びそれを踏破することに快感を見出す。そのため、自分からあらゆる困難を引き受けることから、「告解の火曜（マルディグラ）」の二つ名を持つ。特に社会的に受け入れられない者たちを専門に布教活動を行っており、さらなる布教のために彼らを使うことを得意とする。そのためのスカウト能力の高さ、さらに統率・管理能力がずば抜けている。
ビアージオ＝ブゾーニ（Biagio=Busoni）
声 - 若本規夫
ローマ正教の司教。年齢は40代で、豪奢な法衣に身を包み、首にはセフィロトの樹の別表現である「メノラー」を示す、それぞれ数十の十字架を取り付けた4本のネックレスをしている。主の威光の下にいない者は全て人でないと認識しており、世界の全てはローマ正教で埋め尽くされるべきだと考える原理主義者。狡猾さにかけては枢機卿を越えるとされ、複数を動かすことに特化しているが、教皇には「破綻に対処する能力はない」と評されている。いつもは慇懃無礼な口調だが、キレると途端に粗雑になる。
単体での戦闘力よりも複数を動かす事に特化しているが、十字架が持つ複数の意味を解放する事で様々な力を振るい、個人でも大聖堂や聖域に匹敵する実力を持つと自負している。
ペテロ＝ヨグディス
声 - 拝真之介
ローマ正教の枢機卿。幹部クラスである枢機卿の中でも特に実質的な権力を持つ人物。権力や財に貪欲な姿勢を見せ、部下へは高圧的な態度を取っている。
バルビナ
ローマ正教所属のシスターで魔草調合師。金髪碧眼でそばかすが特徴の少女。リドヴィアと同じ教会に所属しているのだが、反抗期真っ最中のため、たびたび教会から抜け出しては観光客相手に怪しい土産物を売って、小遣い稼ぎをしている。
パルツィバル
ローマ正教十三騎士団の一人。「パーツィバル」の名を持つ騎士。本名は不明。
ビットリオ＝カゼラ
声 - 川原慶久
ローマ正教十三騎士団の一人。「ランスロット」の名を持つ騎士。

#### 神の右席
前方のヴェント（Vent）
声 - 平松晶子
ローマ正教「神の右席」所属の女性魔術師。「神の火（ウリエル）」の性質を持つ。
全身黄色の服装で、顔の左右の対称が崩れるほど大量のピアスを着け、舌に長い鎖をつけた十字架を留め、目元を強調するような濃い化粧を施した女性。普段は深く被ったフードで見えないが、髪は亜麻色のショート。「アドリア海の女王」や上条への抹殺指令を周りの反対を押し切って早急に行うなど、非常に気が早い性格。そのあたりは教皇からも悪い癖だと言われている。また、自分の意見を否定することは決して認めようとしない。
かつて、弟と遊園地に行った際、科学的に安全とされていたジェットコースターの事故にあい、弟を失う。その過去のせいで科学を強く憎み、科学サイドを壊滅させることを目的に行動している。
「神の右席」の能力として「天罰術式」を持ち、世界のどこに居ようが自分に敵意や悪意を抱いた者を自動的かつ無差別に昏倒させる。科学的な分析によれば、酸欠により人工的に仮死を誘発し、その状態を正体不明の「力」によって維持している。少しでも彼女に敵意を持てば（警戒程度であっても）瞬く間に昏倒し、1度でも認識していれば直接見ずとも発動する（殺意は含まない）。その認識も、写真や映像など間接的に知っただけで条件を満たす。
後方のアックア（Acqua） / ウィリアム＝オルウェル
声 - 東地宏樹
ローマ正教「神の右席」所属の魔術師。「神の力（ガブリエル）」の性質を持つ。魔法名はFlere210（その涙の理由を変える者）。聖人。青系のゴルフウェアのような服を着た体躯の良い壮年の男。「神の右席」で唯一、教皇を蔑ろにせず、正々堂々とした振る舞いをする。言葉も必要最小限に留め、後は行動で示す。自分の所属に関係無く騒乱を最小限の被害で解決することを行動原理としている。
元はイングランド地方出身の魔術的な傭兵。傭兵として英国・騎士派に協力し、「占星施術旅団援護」「オルレアン騎士団殲滅戦」など、多くの激戦を潜り抜ける。時には幅広い知識を活用して戦い以外でも人々を救い、一部では「賢者」とも呼ばれている。10年前、正式に騎士に任命される直前の「英国第三王女救出作戦」の後に英国を離れ、ローマ正教に改宗し「神の右席」の一人となる。そのような過去や性格から騎士と揶揄されると、「傭兵崩れのごろつき」と嘯く。
「神の右席」の能力として、「神の力」の受胎告知からの繋がりで「聖母の慈悲」を持つ。聖母崇拝の秘儀を利用したあらゆる約束・束縛・魔術的な条件などを緩める能力で、あらゆる罪と悪に対する罰則などの制約行為を無効化、虚像から本物の術式を引き出す事ができる。また、これによって聖人としての力を100％発揮することができ、さらに神の子と聖母という二重の聖人であることから、並みの聖人では不可能な「高速安定ライン」を維持して天使に匹敵する力を行使する。戦闘では二重聖人としての力と傭兵時代の戦闘技術で巨大な武器を扱う肉弾戦を基本とし、足裏に作った水膜で地面を「滑る」事による高速移動術式を身体能力と組み合わせる。

左方のテッラ（Terra）
声 - 大塚芳忠
ローマ正教「神の右席」所属の魔術師。「神の薬（ラファエル）」の性質を持つ。緑色の礼服を着た、白人にしては背の低い痩せた男。年齢は上条の2倍ほど。金属を擦るような耳に障る声が特徴。儀式のために「神の血」に対応する葡萄酒を大量に飲む。
最後の審判後の「神聖の国」において、人々が争いを起こさないようにするための探求を行動原理とし、人々を平等に救うことを目的とする。しかし、自らにとっての「人間」とはあくまでローマ正教徒だけであり、正教徒であれば死刑囚にも慈悲を見せる一方で異教徒は人とすら思っていない。
「神の右席」の能力として用いる術式「光の処刑」は、「神の子」が「原罪」を背負うために「ただの人間」に殺された神話を再現し、あらゆる物の「優先順位」を変えることができるという魔術であり、自身を相手の攻撃より優先することで攻撃を完全に無効化したり、遮蔽物を透過して移動や奇襲を行う事が可能。
右方のフィアンマ（Fiamma）
声 - 森川智之
ローマ正教「神の右席」所属の魔術師。「神の如き者（ミカエル）」の性質を持つ。赤を基調とした服装で、セミロングの赤髪にあまり鍛えている様には見えない体つきだが、その印象以上に不自然で異様な威圧感を与えてくる青年。「神の右席」のリーダー格で、教皇の見立てでは他のメンバーへの最終決定権を持っていたようで、実質上ローマ正教の頂点に立つ人物であり、ローマ正教と学園都市の争いを画策した張本人。
一見爽やかな雰囲気だが、目は常に笑っておらず、瞳には「歪んでいる」と称する世界に対する強い憎悪が宿っている。また一、傲岸不遜な態度が目立ち、他人の命にも全く省みない冷酷無慈悲な一面がある。さらに他のメンバーがあくまでローマ正教徒として行動しているのに対し、彼だけは自らの目的のためだけに行動し、自分の行動が絶対的な善の到来を意味するものであると確信している。ただし、目的はあくまであるべきものをあるがままに流す事、そして人類の救済なので、世界征服や人類抹殺といった野望とは無縁である。
「神の右席」の能力として、十字教におけるあらゆる奇跡の象徴たる「右腕」に由来する「聖なる右」を持ち、「右腕で振るうべき奇跡」の結晶によって様々な十字教的超常現象を行使できる。主な攻撃手段として右肩から不格好な巨人の腕のような歪で禍々しい光の塊「第三の腕」を発現させ、自在に操る。その威力は「世界を救えるほどの力」とされ、本人が大天使に正面から勝てると豪語するほど圧倒的な物であり、倒すべき敵の強さに応じて必要な出力を自動的に発揮し、この腕を振るうだけで距離などのあらゆる条件を無視して一瞬で敵を倒せる極めて万能な能力。なお、インデックス以上の速度で1冊でも扱いが難しい禁書目録の魔道書から大規模術式を立て続けに行使することが可能で、魔術師としての実力も極めて高い。

#### 元所属メンバー
アウレオルス＝イザード
元ローマ正教所属の錬金術師。

オルソラ＝アクィナス
元ローマ正教所属のシスター。「法の書」の一件でイギリス清教に改宗する。

アニェーゼ部隊
アニェーゼ＝サンクティス率いる実行部隊。「アドリア海の女王」の事件後、イギリス清教の傘下に入る。
メンバーにはアニェーゼの他ルチア、アンジェレネ、アガター、カテリナがいる。

### ロシア成教
サーシャ＝クロイツェフ（Sasha=Croitsef）
声 - 寺崎裕香
ロシア成教「殲滅白書」所属のシスター。小柄な金髪の少女。かなり際どい拘束服を身に纏い、ハンマーやノコギリといったイギリス製の対人用拷問霊装を懐に携えている。この拘束服は上司のワシリーサに無理やり着せられたもので、本人は嫌がっており、周りの評価も散々である。
腰に差した七つ道具同様、「戦術を切り替える事であらゆる局面に対応できる」オールマイティな魔術師。大天使の「天使の力」を丸ごと取り込めるほどの許容量があるという極めて稀な資質を持っている。
「御使堕し」の影響を受け、精神が大天使「神の力」と入れ替わってしまい、その時にはミーシャ＝クロイツェフと名乗っていた。
ミーシャ＝クロイツェフ（Misha=Croitsef）
「御使堕し」により、サーシャ＝クロイツェフの肉体に大天使「神の力（ガブリエル）」の魂が宿った状態。戦闘力は大天使の名に相応しく、一つ一つの術式が「天罰」に匹敵し、フィアンマによると、50%の状態でも一方通行と風斬を上回るという。
ワシリーサ（Vasilissa）
声 - 本名陽子
ロシア成教「殲滅白書」所属のシスター。サーシャの上司。性格は不敵にして饒舌であり、目上の地位にあるニコライばかりでなく総大主教、果てはローラやローマ教皇相手でも軽口を叩く。年下のかわいらしい子に目がなく、現在はサーシャを溺愛している状態。かなりの日本通であるが知識がある方面に偏っており、サーシャに際どい拘束服や有名なアニメキャラのコスチュームを着せようとしてその度に嫌がられている。
本人によると「自分が一番強いから」という理由で所属組織のまとめ役となっており、実際サーシャの逃亡を手引きした際は部下である「殲滅白書」の魔術師たちを圧倒し、司教であるニコライをも一方的に打ち倒したほどである。
ニコライ＝トルストイ（Nikolai=Tolstoy）
声 - 綿貫竜之介
ロシア成教の司教。ロシア成教と軍部のパイプ役で、サーシャやワシリーサの上司。ローラによると「ローマ正教とイギリス清教間に争いがあれば積極的に漁夫の利を狙っていくことで知られている狡知の人物」。
クランス＝R＝ツァールスキー（Krans=R=Tsarskiy）
声 - 泊明日菜
ロシア成教の総大主教。15歳くらいという地位不相応とも思われる年齢でありながら、人々の平和を常に案じて活動する聡明さを持っている。線の細い美少年で、その愛らしさはサーシャ一筋であるはずのワシリーサをグラつかせるほど。
スクーグズヌフラ
ロシア成教「殲滅白書」所属のシスター。
ありとあらゆる性魔術のエキスパートと称され、そのためかレースとレザーで構成された拘束服を着用する妖艶な女。
ブラッシャ＝P＝マールハイスク
ロシア成教所属の魔術師。エリザリーナ独立国同盟の前線基地を建設するにあたってそこの住民を強制収容所へ連行する役目を与えられ、護送用トラックのスレイプニルを操っていた。
ヴォジャノーイ
ロシア成教所属の女性魔術師。雪を水の槍として飛ばす魔術を用いる。一方通行が入手した羊皮紙の当初の運搬先だったロシア空軍基地跡で、10人程の魔術師とともに一方通行を襲撃する。

### 魔術結社

#### 新たなる光
レッサー（Lessar）
声 - 高田憂希
英国の結社予備軍「新たなる光」に所属する少女。年齢は10代前半、髪は先端だけ三つ編みにしてまとめた長い黒髪に赤いカチューシャをしている。ジャケットを羽織っており、スカートの中は直パンツ。またデフォルメされた悪魔の尻尾のような霊装が伸び、普段は太腿へ巻きつける形で収納しているが、感情に合わせてコミカルに振り回すこともある。身長は小柄だが体型は女性的で、それなりに出る所が出ている。
非常に大雑把かつ飄々とした軽妙な性格で、よくニヤニヤと小悪魔的な笑みを漏らす。細部の詰めが甘く可愛げがある。その一方で実直な面があり、使命に殉じる愛国主義者であり、戦闘においては不利な状況も厭わず突撃する挑戦的な性格ものぞかせる。口調は基本的に敬語。また後述のような色仕掛けにも抵抗がないなど、下ネタにもノリが軽い。色々と振り回された上条からは「レッサーが関わるとろくな事にならない」と思われている。
純粋な戦闘力では「新たなる光」最強の実力を誇り、「鋼の手袋」の扱いにも最も長けている。また前述の「尻尾」状の霊装によって、空中でバランス調整することで一気に3階ほどの高さまで達する跳躍力を有する。
ベイロープ（Bayloupe）
声 - 藤原夏海
英国の結社予備軍「新たなる光」に所属する少女。4人の中ではリーダー格。年齢は18歳ほど、髪は銀髪のショートカット。ジャケットは着ておらず、スカートの中は青いレギンス。「新たなる光」随一の巨乳で背も高い。性格は真面目かつ厳格で、軽率な行動を取るレッサーのことをよく叱っている。年相応にプレッシャーに弱く神経質になりがち。
「鋼の手袋」に加え、「知の角杯（ギャッラルホルン）」という霊装を所持する。左右の耳に引っ掛けた補聴器に似た器具から二本ずつ真空管が伸びたような外観で、「鋼の手袋」に雷属性を追加する効果があり、無数のルーン文字を伴う緑色の落雷を、弧を描くラインで降らせて絨毯爆撃のように一帯を蹂躙することができる。
フロリス（Floris）
声 - 鈴木みのり
英国の結社予備軍「新たなる光」に所属する少女。年齢は15歳程度、髪は明るい金髪を肩まで伸ばしたショートカット。ジャケットを着ており、スカートの中は赤いスパッツ。飾らない砕けた性格をしているが、気の利くしっかり者でもあり仲間内ではフォロー役に回ることも多い。
「鋼の手袋」の他に、両肩に「翼」状の霊装を装備している。通常時は小さな羽飾りだが、飛行時はそこから長い金属の骨格を伸ばし、間に光の膜を展開したコウモリの翼のような外観に変形する。それにより低空での高速飛行が可能で、自分の意思で一気に高度10m程度まで上昇することも可能。
ランシス（Lancis）
声 - 田辺留依
英国の結社予備軍「新たなる光」に所属する少女。年齢は10代、髪は茶髪のショートカットを緑のカチューシャで持ち上げ額が出ている。ジャケットは着ておらず、スカートの中は青いスパッツ。性格は少々天然気味で奔放。また、眠たくなると他人の布団に潜り込む癖があるなど無頓着で、羞恥心も薄い。
自分や他者を問わず精製された魔力に「くすぐったさ」を感じる体質。紫色の長い「爪」状の霊装を付けており、敵の各種ステータス異常を引き起こす遠隔攻撃が可能らしい。

#### 明け色の陽射し
レイヴィニア＝バードウェイ（Leivinia=Birdway）
声 - 大地葉
英国の「黄金」系魔術結社「明け色の陽射し」のボスを務める女性魔術師。パトリシアの姉。肩にかかる程度の短い金髪に、白いブラウスとスカートに黒いストッキングという服装の12歳の少女。その容姿とは裏腹に狡猾かつ明晰な頭脳を持っており、非常に大人びた口調をしている。人をいじめたりからかうのが好きな嗜虐的な性格で、仕事においては敵に対して一切の容赦をしない。その反面、パトリシアを魔術の世界から遠ざけるような姉らしさや、妹を救ってくれたステイルに礼を言うなど、人間らしい一面もある。
魔術師としても強大な魔術結社のボスとして君臨するに相応しい技量を持ち、非常に万能なスタイルの実力者で、「聖人」の神裂とも互角に渡り合える。
マーク＝スペース
「明け色の陽射し」に所属する魔術師で、レイヴィニアの部下。他の「明け色の陽射し」構成員同様、礼服にスカーフを巻いた、金髪で20代の男性。上司のレイヴィニアと一緒に登場することが多く、しばしば彼女のツッコミ兼イジられ役や、機嫌が悪い時の八つ当たり対象となる。
「黄金」系ではポピュラーなタロットの中でも、小アルカナ4種の内の「風の十四枚（ソード）」を得意分野とし、それぞれ効果の違う14枚のカードを使い風属性の魔術を行使する。

#### 翼ある者の帰還
エツァリ

ショチトル（Xochitl）
声 - 大和田仁美
中米の魔術結社「翼ある者の帰還」に所属するアステカの魔術師。学園都市の暗部組織「メンバー」の構成員。浅黒い肌の、彫の深い顔立ちをした少女。「死体職人」の異名を持ち、死者の魔術に精通している。そのため死者の残留思念を拾うこともある。本来は汚れ仕事とは無縁のポジションにいたが、エツァリの妹弟子のような立場で、彼を「お兄ちゃん」と呼ぶこともあり、ゆえに組織を裏切ったエツァリが許せなかった。
武器としてマクアファティルを持つ。本来の死者の魔術以外に、組織に身体を改造されて、他人の武器を自分の肉体として扱い自殺させる、「自殺術式」といえるものを用いる。
トチトリ
声 - 伊藤彩沙
中米の魔術結社「翼ある者の帰還」に所属するアステカの魔術師。初登場は外伝「学芸都市編SS」。ショチトルより若干年上で、同じく褐色の肌の少女。テクパトルの部下であり、ショチトルとは腐れ縁の戦友でよく軽口をたたき合い、特にエツァリに関することではショチトルを茶化すような冗談をよく言う。

テクパトル
声 - 柳田淳一
中米の魔術結社「翼ある者の帰還」に所属するアステカの魔術師。初登場は外伝「学芸都市編SS」。現場での指揮や作戦立案を行い、ショチトルやトチトリの上役にあたる。
「暦石」の派生形である、「月のウサギ」という数枚の石板状の魔道書の「原典」に備わる自動迎撃術式「長距離砲撃」を用いた魔術を使う。

#### グレムリン

##### オティヌス勢力
オティヌス
声 - 瀬戸麻沙美
本作のヒロインの1人。魔術結社「グレムリン」のトップ。北欧神話の主神であり、戦争・魔術・芸術・詐術の神「オティヌス（オーディン）」の名を冠する。オッレルスからその座を奪った、正真正銘の「魔神」で、その正体は作品世界におけるオティヌスとオーディンの伝承の基となった張本人。
毛皮のコートの下に黒装束、尖った鍔広の帽子という、魔女の如き風貌をした隻眼の少女。「知識」を得るために片目をえぐりだしさらに首をくくったという。また、外見こそ13〜14歳程度の少女だが、不老不死のレディリー＝タングルロードと同様に実際の年齢はそれ以上とされる。
最も「魔神」に近い人物であるオッレルスをして「絶対に勝てない」と言わせるほどの力を持ちながら、「魔神」が持つ「無限の可能性」により50%の確率で失敗するというリスクを抱えており、このジレンマから解放される手段を求めて活動しているらしい。
性格は第三次世界大戦を起こした時のフィアンマに似ていて冷酷無慈悲だが、面倒見は案外よく、インデックスやレイヴィニアと同様で説明好き。だが、その分析はインデックスとは違い、攻撃的で相手の尊厳を削り落とす害意に満ちている。
投擲の槌（ミョルニル）
魔術結社「グレムリン」の正規メンバー。北欧神話の雷神トールが持つ雷槌「ミョルニル」の名を冠する。黒い大理石で出来た直径55cm、高さ1m程度の円筒形の物体という異様極まりない姿をしているが、れっきとした人間であり魔術師。自分の術式を最適化させるためマリアンに改造され現在の姿になったとされる。本名、性別など素性に関するものは一切不明だが、オティヌスによれば少女とのこと。
ミョルニルの特性にちなんだ半径400mを射程とする電撃と、体表を箱のように開き内部で召喚した弩や火縄銃などの飛び道具による攻撃を得意とする。
マリアン＝スリンゲナイヤー
声 - 五十嵐裕美
魔術結社「グレムリン」の正規メンバー。現存する数少ない「黒小人（ドヴェルグ）」。銀髪の三つ編みに褐色肌の少女。黒小人に伝わる技術により、黄金の工具を用いて「神々の武具」を作り上げるだけでなく、人間を家具に作り変えることも可能。完全な道具の場合は鉱物から、演算機能を持たせる場合は生命体から作る、という大雑把なルールを設定している。
ウートガルザロキ
魔術結社「グレムリン」の正規メンバー。北欧神話の巨人「ウートガルザロキ」の名を冠する。金髪の男性。雷神トールさえ完全に騙し切った幻覚のスペシャリストであったウートガルザロキにちなんで、炎の写真を見せて炎の痛みを与えるといった、「五感の一つで得た情報を別の五感に移し替える」という幻覚系の魔術を使う。
シギン
魔術結社「グレムリン」の正規メンバー。北欧神話の悪神ロキの妻「シギン」の名を冠する。論理の穴埋めを得意とするディベートの達人で、100%確実な「助言」を行うことができる。また、敵側に間違ったアドバイスを与えて自滅させる攻撃方法も使い分ける。その能力を自分のために使うことができれば「魔神」に手が届く可能性すらあるとされるが、そもそも魔術師であるかどうかは不明。自分はアドバイスするだけで、「助言」によって仲間が成功した時だけ自分の手柄にしようとするため、仲間意識はきわめて希薄で、裏切りにも抵抗感がない。
木原 加群（きはら かぐん） / ベルシ
声 - 中村悠一
木原一族の一人。魔術結社「グレムリン」の正規メンバー。北欧神話の英傑「ベルシ」の名を冠する。短い黒髪の男性。初登場時は白いロングコートと同色のフルフェイスヘルメットで完全に容姿を隠している。木原一族らしからぬ人格の寡黙で優しい人物だが、手段の正当性を選ばない所や暗部に似た科学実験の考案など、やはり彼も「木原」らしい特徴を持つ。
トール
声 - 斉藤壮馬
魔術結社「グレムリン」の正規メンバー。北欧神話の雷神「トール」の名を冠する。金髪を長く伸ばした細身で色白の少年。直接戦闘手段を突き詰めた結果、「戦争代理人」と呼ばれるほどの実力をつけた戦闘のプロ。「聖人」や「魔神」、フィアンマのような特別な力を持つ魔術師ではないが、魔術などの異能の力を使わない格闘術も強い。
指先から灼熱のアーク溶断ブレードを噴出する攻撃手段を備えており、これはさらに「投擲の槌」を接続して永続的に力の供給を受けることで、雷光を最大で2kmまで伸長させることもでき（通常使用時は20m）、常に力の供給を受け続けているため幻想殺しでも消しきれない。
作者のあとがきでは原動力の面で初期の一方通行との共通点を指摘され、「一線を踏み外さないまま、順当に成長する」事で形成されたキャラクターとの事。
フレイヤ
魔術結社「グレムリン」の正規メンバー。ぎりぎり女子大生ほどの年齢の妊婦。北欧神話の豊穣神「フレイヤ」の名を冠する。
胎児を安全に出産するための術式を攻撃用に転化した術式を使い、「コール」で「ブリーシンガメン」という宝石を核に、北欧神話に登場する怪物たちを「仔」として生み出す。さらに、北欧神話が共倒れの伝説であることを利用し、生み出された怪物たちは「ブラック」と「ホワイト」の2つに分類され、「シフト」で対になる存在を捕食させることにより怪物を強化することもできる。
ロキ
魔術結社「グレムリン」の正規メンバー。奇術師か道化師のような印象の燕尾服の老人。全世界を引っ掻き回して北欧神話を最終戦争へと導く悪神「ロキ」の名を冠する。
ヨルムンガンド
魔術結社「グレムリン」の正規メンバー。少年。北欧神話に登場する世界をぐるりと囲む大蛇「ヨルムンガンド」の名を冠する。「グレムリン」の直接戦闘担当。
天の神すら殺す毒の息を模した紫の光球を飛ばす術式を使用する。
ヘル
魔術結社「グレムリン」の正規メンバー。無数の皮膚移植が施られた肌を持ち、返り血を浴びたかのような色のドレスを纏った少女。北欧神話の死者を束ねる冥界ニヴルヘイムの女王「ヘル」の名を冠する。
死者の残留情報から死因を取り出し、武具による「死因と入れ替える」術式を使う。個人だけでなく物体にも使用することができ、例えば銃殺を焼殺と入れ替えれば弾丸1発で戦艦一つを丸ごと焼くことも可能。
フェンリル
魔術結社「グレムリン」の正規メンバー。青年。北欧神話の最終戦争で主神オーディンを喰らう獣「フェンリル」の名を冠する。グレムリンの直接戦闘担当。
フェンリルの涎が川を作ったという伝説をもとに、「川」と同じ記号を盛り込むことで龍脈や地脈のようなエネルギーの流れを強引にねじ曲げ、莫大な力を呑み込む「溝」を作り、魔術的なエネルギーを任意の場所へ強引に受け流す術式を使用する。呑み込む過程で色々なものを巻き込むという性質を利用して、攻撃に転用することも可能。
イドゥン、シフ
魔術結社「グレムリン」の正規メンバー。名前のみ登場。北欧神話の女神「イドゥン」、「シフ」の名を冠する。後衛担当。
サローニャ＝A＝イリヴィカ
声 - 渋谷彩乃
魔術結社「グレムリン」の構成員。ロシア・エカテリブルグ出身の魔術師。15歳。白い肌に金髪で緑を基調とした衣装に膝上まである革のブーツを履いている。元々ロシア成教に所属していたが、第三次世界大戦後に失踪、学園都市とアメリカ合衆国を中心とする体制に不満を抱き、グレムリンに加わる。
「レーシー」というロシアの妖精に関する術式を用いる。「レーシーの森」の植物が生成した酸素を吸った生物の精神レベルを均等に整え、支配する。
サンドリヨン
声 - ブリドカットセーラ恵美
魔術結社「グレムリン」の構成員。フランス出身の魔術師。ダイバースーツに似たコルセットの上に透明なドレスを着用している。
名前通りに「灰被り」に関する術式を用い、失敗があり得ないよう外的要因をすべて排除するほか、ガラスの靴に基づく22.5cm以外の大きさの足の破壊、ダンスの技術を応用した高速戦闘、カボチャの馬車をモチーフとする衝撃波による攻撃を行う。

#### 真のグレムリン（魔神勢力）
僧正（そうじょう）
声 - 津嘉山正種
真のグレムリンのメンバーである日本仏教由来の「魔神」。干からびた木乃伊そのものの外見で、不動明王の装身具を模した紫の僧衣と豪奢な純金の飾りを身にまとい、黄金の剣を杖の代わりにしている。外見は老人だが、「魔神」の中では比較的若い部類に入る。一度手に入れたものには執着を抱かない性格で、上に立った物言いで他人を評価する悪癖がある。
自らが人としての死を迎えた時に周囲に存在し、乾燥の過程で遺体から滲み出たモノが絡み合って繋がりを得た「土」を自在に操る術式を有し、土で作った巨大な腕を振るい攻撃する。

ネフテュス
声 - ゆかな
真のグレムリンのメンバーであるエジプト神話由来の「魔神」。体中に包帯を巻いた左右の瞳の色が異なる褐色の肌の美女。体に巻かれた包帯は、神の肉体を内外の劣化や腐敗から守るためのもの。四大文明の一角をなすため、「魔神」の中でも長老格。
その正体とは王の副葬として生き埋めにされた奴隷や召使い達の集合体で、葬儀の場に参列した泣き女を軸に創作された、豊穣神ヌトの子、冥神オシリスの妹にして死神セトの妻である女性神格「ネフテュス」を名乗る。神格が形成された経緯から非常に涙もろく、些細な事でももらい泣きしてしまう。権力者の身勝手で命を落とした過去から人間の死を踏みにじる行為や生贄の強要などを嫌う性格で、生け贄を強要するテスカトリポカとはソリが合わない。
神の葬儀で大泣きしたという伝承により、自分が涙を流すところを見せて、他人の感情を揺さぶり、同じ涙を誘発させる「強制精神共振」の魔術を得意としており、「泣く」ことで他の「魔神」の感情や集中にも横槍を入れることができる。
娘々（ニャンニャン）
声 - 朝日奈丸佳
真のグレムリンのメンバーである道教由来の「魔神」。敢えて自ら命を絶ち「魔神」となった尸解仙で、れっきとした仙人でありながら、時に血を吸う鬼のように恐れられた存在。名前のとおり少女の姿をしているが、青白いと呼ぶのも生ぬるいほど病的に肌色が悪い。丈の短いチャイナドレスを着用し、額には札を貼っている。戦闘狂で、とにかくアクシデントを起こしたがって場を掻き乱す。四大文明の一角をなすため「魔神」の中でも長老格。
指先を変化させ、仙人の武器とされる様々な「宝貝（パオペイ）」を作り出す能力を持つ。
ゾンビ
真のグレムリンのメンバーであるブードゥー教由来の「魔神」。全身縫い目だらけの少女。魔神が持つ無限の力を無限に等分することで、世界にとってギリギリ許容可能なレベルにまで自己をとどめる術式「鏡合わせの分割」を考案した。

ヌァダ
真のグレムリンのメンバーであるケルト神話由来の「魔神」。全身に戦化粧の入れ墨を入れ、左手に銀の義手をつけた青年。片腕を失いながらも医術の神の力の借り神々の王の座に返り咲いた戦の神ヌァダの伝承に倣い、自らの腕を切り落として試練を乗り越えた存在。
銀の義手からヌァダの肉体に寄生していた何億何兆もの白い蟲「ダルヴ＝ダオル」を使役する術式を使う。
キメラ
真のグレムリンメンバーであるギリシア神話由来の「魔神」。ライオンの鬣のようなファーをつけた金髪で背の高い優男。人間の限界を超えた美しさに辿り着くために他の生き物の因子や構造を取り込んでいることから「ナルシストの変態」扱いされているが、人間では彼の存在が「美し過ぎて耐えられない」ため、視認するだけでなく声を聞き匂いをかぐだけでも発狂しかねない。
テスカトリポカ
真のグレムリンメンバーであるアステカ神話のテスカトリポカに由来する「魔神」。片足に義足の代わりに黒く磨き上げられた丸い鏡を受けた浅黒い男。娘々によれば「ケツァルコアトルと間違えられたスペイン人に対抗する意味で生み出された」存在であるとのこと。
太陽神として無数の閃光の槍を発射する術式を使い、国家が丸ごと呑み込まれてもおかしくない規模の大爆発を起こす。
プロセルピナ
真のグレムリンメンバーであるローマ神話のプロセルピナに由来する「魔神」。西洋風の黒いドレス型の喪服に同色のベールで顔を隠す妙齢の美女。上里の手に掛かり消滅。
母親が使った世界全土をマイナス60℃の雪と氷で覆い尽くす神罰を元にした、惑星規模の人工氷河期発生魔術を使用する。
「忘れられた神」
ラヴクラフトの参考資料にされたせいで「原典」を忘れられてしまった「魔神」。棒人間のように非常に単純化された姿をしている。「魔神」でなければ認識すらできない「何か」を操る。

#### 黄金夜明
サミュエル＝リデル＝マグレガー＝メイザース
「黄金」創設者の一人。実在のモデルは、マグレガー・メイザース。変人独特の奇妙なカリスマ性を持つ中年。魔女のとんがり帽子や外套、マフラー、派手なスコットランド式の軍服、スコットランド貴族の誇りであるチェック柄の飾り布からなるカラフルな服装が印象的。スコットランドへの執着から、ハイランダーの末裔やスコットランド貴族グランストラエ伯爵を自称しており、スチュアート王朝の再興を切望していた。
文才と翻訳に優れ、「ヴェールを脱いだカバラ」、「術士アブラメリンの神聖なる魔術の書」、「ソロモンの大きな鍵」といった古き「原典」を誰でも読める分かりやすい形に変換したという功績を持ち、欧州全土にカバラを広め、魔術の洋の東西を切り分けた。「黄金」へ学者から芸術系まで多くの者が叡智を持ち寄るよう、画家の卵だったミナと結婚する。
一度凝り始めると止まらなくなる子供っぽさを持つ反面、人としての情の部分を切り離すことができ、見込みのある魔術師は崖の下に突き落とし、這い上がってきた者だけを認めていたため、結社の中で最も恐れられ、時に暴君や独裁者などと呼ばれた。また、無職かつ浪費癖から妻にも赤貧生活を強いていた負い目から、労せず大金を持つアレイスターを羨んだだけでなく、妻の才能と家柄、アニーの裕福さ、ウェストコットの人望などと自分を比較しており、自信のなさも抱えていた。
ウィリアム＝ウィン＝ウェストコット
「黄金」創設者の一人。実在のモデルは、ウィリアム・ウィン・ウェストコット。スコットランドヤードで検屍官として働く、分厚いコートを纏う医者といった風情の老人。文書の偽造を最も得意としている。
魔術の腕では他の創設者に劣っていたとされるが、偽造技術を羊皮紙による悪魔との対話や魂の運搬に当てはめることによって得た半不死性により、巨大派閥の一翼を作り上げた。また、意志の力を届ける書簡からの派生で、練って柔らかくした蝋を高速で弾き出す術式を使う。
アレイスター＝クロウリー

ミナ＝メイザース
声 - 斎藤千和
実在のモデルは、ミナ・メイザース。マグレガーの妻。実家は哲学者を輩出するエリート一族だった。「黒猫の魔女」とも、異端の絵描きとも、創設者の理解者とも呼ばれた女性。アニーやマグレガーからは何にでも美点を見つけようとする悪癖が唯一の欠点と言われており、アニーの忠告を振り切って結婚を決めた。アレイスターの主観では比較的穏当で常識的な物言いをする人物であり、それゆえに「窓のないビル」内の彼のトラウマの世界ではホスト役として問答型思考補助式人工知能がその姿を借りている。
芸術を武器とする魔術師で、「黄金」では形のないインスピレーションに具体性を加え、カードや武器として送り出すという役割を担っていた。また、ダイアンと対立した際には、家の周りに黒猫だらけにする、知らない間に背中に肉食獣の「爪痕」を刻む、虎サイズの黒猫の幻を見せる、といった苛烈な魔術攻撃を行ったとされる。
アラン＝ベネット
実在のモデルは、アラン・ベネット。アレイスター＝クロウリーが利害なく接していた、友とも師ともいえる数少ない人物の一人。仮面舞踏会の君の配下の1人。
アレイスターも得意とした、「霊的蹴たぐり」という類感魔術の応用でパントマイムに本物の価値を付随させ見る者に問答無用でイメージを叩き込む魔術を扱う。
エドワード＝べリッジ
実在のモデルは、エドワード・べリッジ。曲者揃いの「黄金」の中にあって、メイザースが全幅の信頼を置くことのできた数少ない忠臣の筆頭。魔術医療のスペシャリストで、衛生兵の真似事なのか、モスグリーンの軍服の各所に包帯や消毒液などの小袋を提げている。
猟犬たちに指示してアレイスターを追うが、ピカデリーサーカスでの交戦では取り逃がしてしまう。その後、イシス=ウラニア別館の戦いでアレイスターが起動させた衛星光学兵器、及び一方通行の「反射」によりエネルギーに満たされた空間の中でメイザースを庇ったため、人の形を保てなくなり元のタロットカードへ戻った。
閃光タブレットを使って、穢れを「逸らす」ことで癒しに転じる魔術医療術式を用いる。
アニー＝エリザベス＝フレデリカ＝ホーニマン
実在のモデルは、アニー・ホーニマン。ロングのドレスに実用重視の片眼鏡という古風な家庭教師のような出で立ちの女性。オカルトに興味があり、裕福な生活をしていたことから、初期「黄金」の資金源となっていた。ミナ＝メイザースの親友だが、生活支援のために友人に送った金銭を魔術のために浪費し、上から目線で金の工面を求めるメイザースのことは軽蔑している。
ジョン＝ウィリアム＝ブロディ＝イネス
実在のモデルは、ジョン・ウィリアム・ブロディ・イネス。黒衣の裁判官じみた服装の男性。仮面舞踏会の君の右腕。
魔術に関わるあらゆる文字、紋様、魔法陣の交差部分、すなわち十字に作用する火花を放ち、種々様々な十字を陣形のジョイント接合部として、力の収束、偏向、拡散を起こす十字聖別の術式を用いて、交差点を軸に陣の中を走る魔力の流れを変える。時間を与えれば与えるほど大規模な陣を組むことができる。
ロバート＝ウィリアム＝フェルキン
実在のモデルは、ロバート・ウィリアム・フェルキン。どす黒い外套と純白の礼服でコントラストを作る旅人。魔術の世界における超人的存在シークレットチーフを追い求めて欧州全土を旅して回り、アンナ＝シュプレンゲルを名乗る女性を養女とする「教授」に接触したという。
ダイアン＝フォーチュン
声 - 立花理香
実在のモデルは、ダイアン・フォーチュン。ミナ=メイザースから「手厚い」保護を受けて1919年に「黄金」に入団し、再興できない結社の復古を無理矢理目指した非業の魔術師の1人。150cmに届かない小柄な体軀と赤いショートの髪の、ふわふわしたドレスを着た中学生ぐらいの見た目の少女。
魔道書の執筆、オカルト雑誌への寄稿、文通に通信教育、講演会といったマルチな活動を行なっていた。ヨガを例に出してカバラを説明しようとした事でも知られる。
黒い箱型の「自己情報無限循環霊装（アーキタイププロセッサー）」に術式を突っ込み、「伝言ゲームの変遷・混淆」によって本人でも「何が出るかわからない」魔術を操ることで、敵方の作戦や戦術を崩して運任せのランダム対決に持ち込む。
アーサー＝エドワード＝ウェイト
実在のモデルは、アーサー・エドワード・ウェイト。ベルトに突っ込んだ計算尺や首に回したメジャーのせいで仕立て屋のようにも見える。
仮面舞踏会の君
実在のモデルはスフィアを創立した、フローレンス・ファー。研究途上につき門外不出だったはずの象徴武器で着飾り、「表」の夜会を堂々と練り歩いた伝説を持つ、組織での影響力の高さ、広告塔としての意味合いで、スキャンダラスな面において欠かすことのできない有名人の1人。ボディラインをくっきりと魅せる大仰な赤のパーティードレスと、目も口もない仮面で美貌を覆い隠す。「黄金」の中で、さらに選ばれた者しか招待されない「二重結社スフィア」を築いた、支流の女帝。華美にして大仰、飽きっぽくて1つのことを続けられない悪癖がある。
古典をなぞり、「黄金」とは違った方式で水星の霊を呼び出し、目に見えるレベルまで凝縮した功績を持ち、地球に溜まったエネルギーから水星の記号を抜いて不安定化させ、避雷針を作って架空の一点へ「力」を放出させる「惑星霊タフサーサーラス」の術式を使う。
フレデリック＝リー＝ガードナー
実在のモデルは、フレデリック・リー・ガードナー。古い時代のテニスウェアを纏い、片手にオイルランプを下げた男。仮面舞踏会の君の配下の1人。
洋風ランプにまとわりつく幻想の炎で巨大な記号を作り、「黄金」系の魔術を無効化することができる。
イスラエル＝リガルディ
実在のモデルは、イスラエル・リガルディー。近代西洋魔術の暴露作戦を行った事で知られる。

#### 薔薇十字
アンナ＝シュプレンゲル
超人的存在シークレットチーフと自在にコンタクトを取れる、特別なアクセス権を持つ魔術師。モデルはアンナ・シュプレンゲル。赤みの強い金髪をロールにした上で平たく潰して先を束ねた変則エビフライのような髪型をした、10歳程度の少女の姿をしている。
古き魔術結社「薔薇十字」に所属するドイツ第1聖堂リヒトリーベレーベンの支配者で、ニュルンベルグに在住し、大陸側ドイツ式「黄金」の指導者としてウェストコットが頂戴した「シュプレンゲル書簡」で「黄金」創設許可を出したなどの逸話を持つが、「そのもの」をじかに目撃した人物は極めて少なく、証言の大半はあてにならない「名前だけの存在」。しかしながら、ある意味ではメイザースやアレイスターよりも「黄金」にただならぬ影響を与え続けてきたとも言え、つまりは魔術サイド全体と言い換えても過言ではないほどの存在。
5本の指を五大属性に対応させ、指の折り曲げでオンオフを切り替え、掌の中で文字を自由に合成し、手に宿した天使を制御するという、ヘブライ語を使った薔薇の術式を操る。

エイワス

サンジェルマン
ダイヤノイドに現れた「魔神」を名乗るもの。魔術サイドや一般社会でも有名であるサンジェルマン伯爵を名乗っている。外見は皆燕尾服を着た紳士のような外見で、藍花に接触した個体は金髪にバニースーツとジャケットという女性奇術師の舞台衣装のような恰好をしていた。魔術サイドの中でも謎の多い存在。
炭素を自在に操る術式「シャンボール」を得意とする。炭素で作った無数の槍による攻撃のほかに、植物細胞を細分化したうえで統合・最適化して作り出した植物質の猛獣の操作、一酸化炭素の放出、精製した石油やアルコールを引火させるといった様々な攻撃手段を備える。

ダリス＝ヒューレイン / キトリニタス
アメリカ合衆国の副大統領にして、「薔薇十字」の精鋭魔術師。名門の家柄に生まれて八大学の一つを首席で卒業し、様々な人脈を駆使して秘書から政治家に上り詰めた。だが、書類の記録に残る学歴では圧倒的に劣るはずのロベルトに大統領選挙で敗れ、挙句に彼にお情けで副大統領に任命されたと感じ、自分の努力を否定されたと憤り、また科学的なテクノロジーを得た移民に生活を支配されることへの恐怖から、外から来た管理組織としてのR&Cオカルティクスに与する。
使用する魔術は薔薇系で奇跡の鉱物を生み出す4工程の3つ目で、合成物を黄の砂に埋めて適切に「発酵」させる「黄色化（キトリニタス）」を応用したもの。

#### 橋架結社
アリス＝アナザーバイブル
ルイス＝キャロルが著した世界的な知名度を誇る童話『不思議の国のアリス』に登場する少女。歳は12歳くらい、動物の耳のように巻いて尖らせた長い金髪に白い肌、宝石のような青い瞳の少女。青系の半袖ワンピースの上から、真っ白なエプロンを重ねた仮装臭い格好をしている。純粋で無邪気だが気まぐれで残忍で凶暴なので、誰にも次の行動を読めない。
変則カバラ式創作ブリッジ連結作業「ライブアドベンチャーズインワンダーランド」という、「冒険」して新たな順路を開拓する事で、辻褄を無理にでも合わせて、あらゆる法則や定義を繋ぎ合わせて意味を与え、全世界へ波及させるという特殊な術式を使う。
アンナ＝シュプレンゲル

アラディア
実践魔女の魔女術を紹介する有名な魔道書『アラディア、あるいは魔女の福音』の中に登場する「あらゆる魔女の神」である、月と光の魔女。変則ビキニのような踊り子衣装を装束とする、17か18歳程度の銀髪の少女。ディアナとルシファーの娘にして、富める十字教から真に貧しき民を救うために肉の体に宿って現世に降り立つ、昏き夜に輝く女神と言われる。根がマジメで、だからこそ爆発しやすいが、追い詰められるとエキセントリックな離れ業は捨てて、基本の積み重ねでミスのない堅実な物量を用意して安心したがる所がある。
善行であれ悪行であれ、魔女が使った魔術は必ず3倍の強さで使用者に戻ってくるという、「魔女の3倍返し」の鉄則を応用した実践魔女の術式「三倍率の装填（リロードスリータイムス）」を扱う。
ボロニイサキュバス
「馬鹿馬鹿しい（ボロニイ）」という意味の名前を冠する「時の政府公認」の悪魔。とある男がサキュバスだけを集めた娼館を運営した罪で死刑を執行されたという、1466年ボローニャ地方の公的な裁判記録の中に残された存在。年齢感は女子大生くらいで、洋モノの女悪魔そのものの外見をしている。超人ではあるが格好や言動からして変態側で、特に憧れる方向性に人間性が尖っている訳ではない。一方で暖かく心優しいお節介焼きな性格をしている。
使用する術式「コールドミストレス」は、宗教裁判でインキュバスやサキュバスと寝た罪人から拷問で無理矢理引き出された自白証言が、この世のものとは思えないほど気持ち良いか、痛くて冷たくて苦しいかの2パターンであるという記録を利用し、「あらゆる快の信号を丸ごと苦痛に置き換える」事で、ありとあらゆる動物的な欲望を否定し封殺する魔術。
旧き善きマリア
聖母マリアではなくその名を借りて素性を隠す誰か。足元まで広がる長い金髪の若奥様風で、マタニティ系のロングワンピースを着る。一人称はママ様。
優越の表れなのか、おちょっくっているかと思うほどに、意外と律儀に言う事を聞いてくれる。戦闘や回復だけでなく家事全般もできる十徳ナイフのように多才な人物。「橋架結社」の料理担当で、レパートリーは家庭料理ばかりだが店と遜色ない腕前を振るい、パンなども原料から自作する。
聖母に引けを取らない奇跡を出力する錬金術を使う。透明な器の中に小さな宇宙を創り、1世紀か3世紀に失われたというあらゆる調合法を駆使する。奇跡をメモ書きの合成法に置き換えて操り、いったん完全に死んだ人間を、心停止状態0秒の傷一つない綺麗な体に修繕して蘇生させる術式「復活の調合法」を使う事ができる。
 H・T・トリスメギストス
黒髪に燕尾服、黒い仕込み杖を手にした青年魔術師。古い学者達が匿名で論文を発表する時の、使い捨ての共通ペンネームとして今日に伝わる「3倍も偉大なる者」トリスメギストスを名乗る。結社ではアリスの執事のような立場で、外套の中からは様々な道具を取り出し、テキパキと彼女の世話をしている。アリスによれば紅茶を淹れたら世界一。チェスが好きらしく、ルールを知らない者を見ると大きなショックを受ける。
基本とする戦術は黒い杖に仕込んだ刃を使った射程10m超の長距離斬撃。
ムト＝テーベ
処罰に特化したエジプト神話系の超越者。ウェーブの長い金髪に褐色の肌、華奢な痩身を細いベルトや純金の装飾品で飾る15歳くらいの女の子。礼儀正しく、裸の付き合いを大切にする人柄。子（たみ）を守る母（きさき）の記号を持ち、自分が決めたテリトリーを守るためなら何でもする。

### オッレルス勢力
オッレルス（Ollerus）
声 - 島﨑信長
「魔神」になるはずだった魔術師。オーディン以前に信仰されていたとされる北欧神話の狩りとスキーの神「オッレルス（ウル）」の名を冠する。
かつて「魔神」になるチャンスを迎えるが、子猫を助けるために動物病院を探していたことでその機会を逃した。削板を一蹴するほどの実力者だが、人身売買組織に捕まっていた100人近い子供を自宅に保護するなど、温厚かつ気ままな性格。どんな状況でも困った人にためらいなく力を貸すが、その行動基準は偏執的でどこか陰気さと歪んだ印象がある。
生命力を魔力ではなく特殊な力に変換する「北欧王座（フリズスキャルヴ）」を扱う。本来の「北欧王座」に攻撃する機能は無いが、強引に利用し説明できない力として攻撃する。
シルビア

右方のフィアンマ

レイヴィニア＝バードウェイ

ブリュンヒルド＝エイクトベル

### その他の組織・無所属
アウレオルス＝イザード（Aureolus=Izzard）
声 - 杉田智和
元ローマ正教所属の錬金術師。中性的な美貌を持ち、 2mに届く細身の体を高価な純白のスーツとイタリア製の革靴で包み、髪の色を緑に染め上げオールバックにしている。18歳。パラケルススの末裔で、かつてはローマ正教で教会のために特例中の特例で注意書き目的で対魔術師用の魔道書を書く「隠秘記録官（カンセラリウス）」を務めていた。
世界に干渉し、「自分の思い通りに」現実を歪める魔術「黄金練成（アルス＝マグナ）」を用いる。「思っただけ」では様々な雑念が混じり自滅の恐れもあるので、「言葉」に出す事でイメージを固定化した弾丸に変えて打ち出している。
アウレオルス＝ダミー
アウレオルスが「警備装置」として作り出した自身の偽者。基礎物質にケルト十字を使った「天使の力」の塊という一種の魔道具である。テレビアニメ版には未登場。
全体的に小物臭い言動が多く、本物のアウレオルスとは別人のようだが、上条は彼こそがアウレオルスの本質だと推察している。
闇咲 逢魔（やみさか おうま）
声 - 中田譲治
神道系の魔術師。全身黒づくめの強面の男。まるでマフィア関係者のような外見だが、感覚を研ぎ澄ますために平時は閉ざされているその眼は子供のように澄んでいる。右腕に「梓弓」を取り付けた仕込み籠手を装備しており、弦を弾くことで空気の刃や透明化などの魔術を発動させる。縄縛術の手練れでもある。
オリアナ＝トムソン（Oriana=Thomson）
声 - 柚木涼香
「運び屋」として魔術業界では有名なフリーの女性魔術師で、手段を選ばず追手を確実に振り切ることから「追跡封じ（ルートディスターブ）」の異名を持つ。現在の国籍はイタリアだが、元々はイギリスの出身で、「必要悪の教会」とも何度も交戦した経験を持つ。極めて肉感的なスタイルを誇り、巻き髪や極端に露出の多い服装など外見も派手なうえ、言葉遣いでもエロティックな表現を多用し、それらを女の武器として惜しげもなく見せびらかす。
行動の原点には「人のために何かをする」と定め、万人が幸せで価値観の齟齬を生まないような世界を常に渇望しており、その実現のためには魔術・科学どちらに与することも厭わないと考えている。
頭の回転が早く、相手の行動を先読みした知力で戦うスタイル。戦闘及び任務中では、「原典」の自動的に術式を繰り出す機構だけを重点的に抽出して兵器化させた単語帳風の簡易魔道書「速記原典（ショートハンド）」を使用する。
エリザリーナ（Elizalina）
声 - 進藤尚美
エリザリーナ独立国同盟の建国を主導した中心人物で、その名前の由来にもなった女性魔術師。フランスの「傾国の女」の妹。不健康なほどに色白く痩身な金髪の女性。表では政治的に、裏では魔術的にエリザリーナ独立のために活躍した実力者であり、ロシア成教の魔術攻撃をことごとく撃退するなど魔術師としての腕も相当なものである。魔導師でもあり、部下の魔術師を多く育成し同盟内の防衛戦力に役立てている。
ベラッギ、ロンギエ
声 - 杉崎亮（ベラッギ）、山根雅史（ロンギエ）
エリザリーナの側近である二人の大男。
傾国の女（けいこくのおんな）
声 - 慶長佑香
「ヴェルサイユの聖女」と呼ばれるフランスの実質的な国家元首の女性。本名不明。エリザリーナの姉。妹同様、不健康なほどに色白く痩身な女性。「首脳」や「軍師」などとも呼ばれる頭脳戦のエキスパートで、フランスの政治も大統領ではなく彼女が動かしていることから、キャーリサからは宿敵として認められている。ジャンヌ＝ダルク、マリー＝アントワネットなどと同じ、その存在だけで国家を揺るがす「傾国の女」というフランス特有の性質を持ち、それが自身の呼び名にもなっている。
フランスの国家的な霊装「デュランダル」を持ち、霊装にフランス国内の力を流し込むことで音速挙動などを可能としており、騎士団長をも苦戦させる驚異的な戦闘能力を発揮する。他にも遠隔攻撃の魔術を使い、魔術的な知識・判断に優れる一面もみせている。
「占星施術旅団」の老人
かつての占星施術旅団の一員である魔術師の老人。本名は不明。
「コリシュマルド」の少年
かつてウィリアムと共にオルレアン騎士団と戦った少年。本名は不明。
「ダルクの神託」の少女
「ダルクの神託」と呼ばれる特殊な先天的素質を持つ少女。本名は不明。
ジーンズショップの店主
ロンドンでジーンズショップを経営する20代の男性で、魔術師。本名は不明。初登場はSS2巻。イギリス清教に所属する正規要員ではないが、魔術師としての実力が高いこともあって「必要悪の教会」の仕事を半強制的に手伝わされている。あくまで自分は民間人で本業はジーンズショップと主張しており、無給で扱き使われていることや手伝いの間に本業が滞ることなどをよくぼやいている。
魔術師としては、職業柄か縫製や服飾を利用した術式を得意とし、敵の魔術の解析や味方の魔術の支援など補助系の魔術が多い。
ヴァルキリー
本編開始前の2月頃にロンドンに出没していた、ジーンズ切り裂き魔。本名不明。銀に近い髪の、スラリとした神裂と同世代の女性。肘の上辺りまである手袋や両足の太股まである長いブーツは、白と黒の牛柄である。鋼の胸当てにビキニアーマーを纏う、ヴァルキリー見習い。色香を使って優れた部下を増やし、単身で魔術結社級の力を得ることが目的らしい。ヴァルキリーの神話にちなみ、9体の分身を使って虜にした男性を操る魔術「九人祝い（ナインサポート）」を使う。

ヴィクター＝ニューバーグ
アレイスターの弟子の1人。モデルはヴィクター・ニューバーグ。

マダム・ホロス
アンナ＝シュプレンゲルを名乗り、メイザースに接触して結社の秘密を持ち逃げしたとされる詐欺師。アンナの肉体を器としており、髪型はアンナと同じだが体格は3割から4割増しで、赤いレオタードにロングスカートを足したような派手なドレスを着た女性。

アンナ＝キングスフォード
ウィリアム＝ウィン＝ウェストコットやサミュエル＝リデル＝マグレガー＝メイザースの恩師にして、アンナ＝シュプレンゲルの原型の一人とされる女魔術師。実在のモデルはアンナ・キングスフォード。西洋魔術史上の頂点に君臨する伝説の魔術師に人が起こせる神秘や超常を教授したという伝説を持つ知の大女神であり、単純な技術だけでなく思想や主義の部分まで食い込み、「黄金」が一般女性の参加を広く受け入れるきっかけを作ったと言われる、平等を愛して迷える者に絶大な力を分け与える、単体で一つの神話と化した魔術師。
肉体の外見は30に届くか否か、赤みがかった金の長い髪を巨大な1本のエビフライ状にまとめた変則的な三つ編みにして、繊細なメガネで理知的に顔を飾る。
魔術とは呼吸や心拍よりも身近な「ただ其処にあるもの」と認識しており、「術式」という言葉で意識を切り替える必要もせず、特別な道具や建造物、生まれ持っての才能、座標や時間といった「前提」もなく、その辺の石ころや木の枝でも十分に奇跡を起こす事ができ、ただの名前にすら必殺の意味を宿らせられる。

#### 外伝・番外編の登場人物
ヴィース＝ワインレッド
「黄金」系の女性魔術師。SPマーク編に登場。短いスカートに前の開いたシャツ、左右にそれぞれ黒く長い手袋と白いレースの手袋を付けている。「時間稼ぎ（タイムロス）」という異名を持ち、その名の通り時間稼ぎや足止めを得意とする。黄金系だが雇われのフリーの魔術師。
ソロモン神殿の二本の柱を由来とし、近代西洋魔術の儀式場出入り口にも配置される霊装「ヤッキンとボアズ」を自身の両手に対応させることで、手の位置や動作だけで魔術を発動させる。
フレイス
英国の「黄金」系魔術結社「暗闇を拭う夜明け」に所属する女性魔術師。SP上条編に登場。年齢は20歳くらい。楽天的かつ大雑把でマイペースな性格をしている。自身の結社の得意分野でもある、タットワの配色を四大元素に応用した四色のカードを使う術式を扱い、火水土風の現象を自在に発生させる。

「赤き洪水」の少女
イギリス人の魔術師の少女。本名不明。神裂編SSに登場。年齢は10歳位で金髪碧眼に、丈の短い高級なワンピースを着た少女。大航海時代に十字教圏の列強が行った海外侵略が他の文化圏に与えた影響を調べるため、中南米、太平洋、アジアなどの遺跡を調査して回っている。
北欧神話の原初の巨人ユミルの血が旧世界全てを洗い流す洪水となった伝承を元にした魔術「赤き洪水（ユミルズオーシャン）」を扱う。体内の血中塩分濃度と海水の塩分濃度を均質化させることにより、「偶像崇拝の理論」で自身の血流と付近の海流を対応させ、自在に操作することができる。
レアシック
ルーン魔術を得意とする魔術師。神裂編SSに登場。ロングコートを着た青年。貴重な文化的資料としてのルーン石碑を酸性雨から守るため、火力発電所や石油コンビナートといった大気汚染を及ぼす施設を破壊して回っている。しかし、環境保護を謳っているものの、海洋などのルーン石碑以外の地域の環境汚染には全く意に介さず、その思想は非常に身勝手で独善的。
レーザーによる研磨工作機械を使ってルーンを刻むという戦法を用いる。これにより、通常なら仕掛けるのに時間がかかるような複雑かつ精密なルーンの陣を短時間で大量に配置することが可能。
オーレンツ＝トライス
イギリス清教から討伐対象に指定されている魔術師。神裂編SSに登場。不老不死を専門に研究している。レイヴィニアによると、特に野望はなく、単に命を弄ぶのが好きなだけの酔狂な人物だという。魔道書の「原典」の永久自動保護機能を人体に装備する「原典アーマー」を作り出そうとしているが、他者からは理論が既に破綻していると評され、神裂によると「自殺行為」。
セートルア
北欧神話系の魔術師。神裂編SSに登場。北欧系五大魔術結社の一つ「神の剣の文字を知る者」に所属する青年。北欧系魔術師でありながら十字教の聖人の性質を持ったブリュンヒルドを「混ぜ物（ヘル）」という蔑称で忌み嫌い、彼女の存在が北欧神話文化を壊すと危惧する。
ブリュンヒルド＝エイクトベル
フィンランド出身の北欧神話系女性魔術師。「聖人」であり、天然のワルキューレでもある。神裂編SSでラストボスとして初登場。神裂と同程度の年齢で、長い金髪と色白い肌の女性。中世騎士の甲冑を現代の素材で作ったような不思議な印象の服装をしている。
オーディンの持つ北欧神話最強の武具「主神の槍（グングニル）」を再現した霊装を使った天候制御能力を持ち、純白の落雷や純白の溶岩などの様々な天候や自然災害を出現させて自在に操作することができる。
セイリエ＝フラットリー
北欧系五大魔術結社に捕らわれていた間、ブリュンヒルドの牢獄へ食事を運ぶ係を務めていた9歳の少年。神裂編SSで初登場。
彼も何らかの理由で五大結社に捕らわれていた人間で、粗末な服を着て鉄の足枷を嵌められている。ブリュンヒルドが精神を閉ざし拷問の効果が半減するのを防ごうと画策した結社の人間から、彼女と親しくするよう脅される。ブリュンヒルドと交流を深め親しくなるが、強い自責の念に駆られ、ついには罪の意識に耐えられなくなって自殺を図り、一命は取り留めるものの植物状態となり、ベルギーの病院で眠り続けていた。事件解決後の神裂達の調査により、植物状態ではなく結社の魔術師が何らかの回復阻害魔術をかけて眠りから覚めないだけであり、精神が破壊されたわけではないので目覚める可能性があると判明する。
新約4巻時点では、入院生活は続いているものの無事意識を回復し平和に過ごしている。
フラック＝アンカーズ
魔道書強奪事件を起こした魔術師。『必要悪の教会』特別編入試験編SSに登場。物々しいジュラルミンケースを携えた大柄な男。自分の力では夢に手が届かない事を悟り、自分より強く、同じ指向性を持った魔術師に師事する道を選んだ。
ウッドストックと回転式シリンダーを備えた猟銃を模した霊装を魔を祓うパイプオルガンに対応させ、10名ほどの部下と協力して聖化を帯びた「和音」を自由に生み出し、広域に回避不能の攻撃を放つ術式を操る。
アーランズ＝ダークストリート
魔術結社「目覚め待つ宵闇」のボスをしている青年魔術師。『必要悪の教会』特別編入試験編SSに登場。人材の損失を嘆かず、「仕事」に没頭しすぎたせいで私生活との区別がつかなくなっている。
ヴェイズ
「目覚め待つ宵闇」のメンバー。第一線の闇の中で戦い生き残ってきた屈強な魔術師。人は慢心した時に敗北を背負うと考えており、自身が停滞しないよう心がけている。
ガラスで作った宝石のイミテーションを利用して、クトゥルフ神話群のろくでもないものに直結する貴金属の一種、一切の光を遮る闇の中で邪神ナイラトホテプの召喚媒体となるトラペゾヘドロンにまつわる術式を使う。
ダッジ、ローティア
「目覚め待つ宵闇」のメンバー。
エミリア＝フォーディア
アイリ＝ヘクセンフォビアの派遣した女性魔術師。赤毛のショートヘア、色白、長身が特徴。『必要悪の教会』特別編入試験編SSに登場。
柄のすぐそばに8桁のダイヤルが付いた「刀剣」型の霊装を扱う。霊装の本質はこのダイヤル部分で、歯車のように配置された細かい「宝石」がダイヤルを回す事で配置を変え、適宜状況に合った形状や性能の刃を自由に作り出す。
アイリ＝ヘクセンフォビア
ポンド圏の某国の首相。『必要悪の教会』特別編入試験編SSに登場。
シンシア＝エクスメント
イギリス王室から委託されて星や宇宙の法則について調べる魔術サイドの研究施設「王立天文学研究機構」を、ほぼワンマンで束ねている13歳の天才少女。『必要悪の教会』特別編入試験編SSに登場。イギリス国籍ロンドン在住だが、出生のよくわからない移民で、1年の3分の2は世界各地の天文台を転々としている。天草式SSのラストボスであり、全ての事件の裏で暗躍していた黒幕。本当の所属は「天草式十字凄教・外海分派」。
持ち主の意思に応じて高精度に形を変える杖を作成しており、作中では大英博物館の「見本」のデータを片っ端から入手した事で、魔術の火薬庫とまで呼ばれる世界最大の博物館に収められたポンド圏の全霊装を操る力を得た。さらに、天草式の特徴である「『仕草』や『挙動』に魔術的記号を織り込み、呪文や供物もなく儀式を執行する」技術を活用する事で、戦闘中の霊装機能の複雑な切り替えを可能としている。
テルノア
声 - 石塚さより
元・魔術師の女性。ラジオドラマ（ドラマCD）版に登場。過去に喉を潰されたため、人工器官を使用している。そのために呪文の詠唱はできないが、周囲の音に魔術的な干渉をすることで魔術を発動できる。

## 一般サイド
科学・魔術の両サイドに属さない人々。

### 主要人物の親族・関係者
上条 刀夜（かみじょう とうや）
声 - 乃村健次
上条当麻の父親。無精ヒゲで軽い性格にも見えるが、どこか理知的な人物。外資系企業の証券取引対策室という11人しかいない精鋭部署に所属しており、見た目に反してエリート社員。
上条 詩菜（かみじょう しいな）
声 - 井上喜久子
上条当麻の母親。刀夜とは学生時代に知り合った模様。外見年齢は20代後半。美鈴が羨むような瑞々しい肌を「何の手入れもなく天然で保持している」という。かなり嫉妬深い性格をしており、夫が他の女性と話すたびに顔の陰影が濃くなる。
スフィンクス
声 - 虎太郎
第2巻でインデックスが拾ったオスの三毛猫。以降、第7学区の上条宅で飼われている。命名はインデックス。
アニメ版での声には、制作スタッフが飼っている猫「虎太郎」（こたろう）の鳴き声が使われている。
竜神 乙姫（たつがみ おとひめ）
上条当麻の従妹。黒髪でベリーショートの少女。典型的な妹キャラクターで、上条当麻を「おにいちゃん」と呼び、懐いている。
御坂 旅掛（みさか たびがけ）
御坂美琴の父親。長身で整った顔立ちという「裏通りが似合う種類の身なりのいい男」。仕事は「世界に足りないものを示す」統合コンサルタントとして、世界中を飛び回っている。
御坂 美鈴（みさか みすず）
声 - 篠原恵美
御坂美琴の母親。一見すると大学生くらいの姉にも見えるほど容姿は若く、プロポーションも良い。大学に通っているため、名実共にそのまま女子大生に見える。いたずら好きで、娘をからかって楽しんでいる。

### 日本
一一 一（ひとつい はじめ）
声 - 谷山紀章
美形の男性アイドル。「御使堕し」事件では、土御門の外見が他人からは彼に見えていた。
火野 神作（ひの じんさく）
脱獄した死刑囚。連続殺人犯。こっくりさんのように、自らナイフで文字を彫り、これを「エンゼルさま」の啓示として従う。この啓示によって28人にも及ぶ大量殺人を犯して逮捕されるが、「御使堕し」事件と前後して脱獄する。相手を襲う際、人が不快に感じる点を突くことで不安心を掻き立てることを得意とする。
アニメ版ではストーリーが大幅に変更されたため、登場しない。
田中（たなか）
上条刀夜と同じ会社に勤める男性。登場時は新入社員で、刀夜とともにロンドンに出張していた。御坂旅掛や原石の少女と出会い、トラブルに巻き込まれる。
郭（くるわ）
声 - 和泉風花
半蔵に付きまとっているくノ一の少女。伊賀七天女の一人。茶髪に濃い化粧や大量のアクセサリーを身につけ、丈が異常に短い浴衣を着ている。一つの目的のために死をも厭わない、忍びらしからぬ武士道精神の持ち主。伊賀出身で現代に忍を再興させるため、何かにつけて半蔵を引き込もうとしている。
加納 神華（かのう しんか）
学園都市第6位の超能力者「藍花悦」を名乗っていた少年。小柄で幼い印象の顔立ちで肩まで伸ばしたセミロングの茶髪といった容姿をしている。黒系のフードを頭にかぶっていたが、後にはずすようになる。
友人であるフレンダ＝セイヴェルンを追って学園都市へ入り込もうとするも、暗部に関わる事態に踏み込もうとしていたため、仲介人の横須賀から学園都市に入るために「藍花悦」を名乗ることを提案され、以降藍花悦として振る舞っている。

### ロシア連邦
ソールジエ＝I＝クライニコフ
ロシア連邦大統領。名前のみ登場。
ディグルヴ（Digurv）
声 - 山本格
エリザリーナ独立国同盟との国境付近にある集落に住む男性。かつて観光ガイドをしていた経験があり、日本語が話せる。ロシアに入国していた浜面たちと出会い、浜面の運転するディーゼル車の軽油を交換条件に、体調不良の滝壺に医者を紹介した。

#### ロシア軍
グリッキン
ロシア空軍に所属していた兵士。空軍基地の内勤であったが、第三次世界大戦で学園都市側からの攻撃を受ける。
エカリエーリャ＝A＝プロンスカヤ
ロシア空軍に所属する女性パイロット。第三次世界大戦で、日本海上空で学園都市の誇る防空部隊に翻弄される。
アンツェカ＝S＝クファルク
ロシア軍に所属する男性兵士。第三次世界大戦で、ロシア中央部で戦車の指揮官を務める。
セリック＝G＝キールノフ
ロシア軍に所属する男性。第三次世界大戦において、エリザリーナ独立国同盟に派遣されたスパイ。

### アメリカ合衆国
ロベルト＝カッツェ
声 - さかき孝輔
アメリカ合衆国大統領。ヒスパニック系の40代男性で、凄みを感じさせる海賊のような外見の筋肉質な巨漢。失言の度に支持率を上げる通称「ミスタースキャンダル」。メキシコ国境を縦断した不法移民からスタートし、文字や計算を覚えて選挙制度そのものの修正に成功、高校中退初・独身初の大統領となる。
「ミスタースキャンダル」の異名通り、ジョークを好む軽い性格で、知性は感じられず、卑猥で下品な言動も多いが、大統領としての自覚と正義感を持つ。正義か性欲が関わる瞬間に限り規格外の怪物に化けられる人物で、逢引きのために最大級の警戒をしているホワイトハウスから脱走するという忍者アクション顔負けのスキルを備えている。補佐官からは「常識人を怒らせる事にかけて右に出る者はいない」と言われており、ホワイトハウスには本人の私物より部下達のストレス解消グッズが多い。外見のせいか、出会う人々の多くが大統領本人であると正しく認識できておらず、モノマネ芸人扱いばかり受ける。あまりのキャラの濃さから上条はハワイの印象が大統領のことしか残っていなかったほど。
ローズライン＝クラックハルト
アメリカ合衆国大統領補佐官。30代前半の女性。基本的に常識人であるが、目的のためには手段を選ばない冷酷な面も持つ。一方で不意なアクシデントへの対応は苦手であり、ロベルトからは「ジャパニーズツンデレの素質あり」と評される。大統領との関係にゲスな勘ぐりを入れたマスコミに鉄拳制裁した過去から、セクハラ被害者を庇護する守護神として有名。
オーレイ＝ブルーシェイク
アメリカ有数の資産家にして事業家。祖父から受け継いだあらゆるマスメディアを掌握し、「メディア王」と称される女性。「米国を動かす重要人物100」の中においても大きな支配力を持ち、「第3の議院」と呼ばれるほどの影響力を有する。
アメリカのオカルトに対する脆さを危惧しており、グレムリンやPMC・トライデントを利用して、アメリカを宗教国家に変えようと目論む。
リンディ＝ブルーシェイク
オーレイの娘。カウアイ島ナパリコーストに住む8歳の少女。母親のオーレイからDVを受けていたため不仲。両親の離婚後は情報操作により母方に親権が認められていたものの、オーレイの危険性から政府により緊急保護され、親元を離れて暮らしていた。
ハーザック＝ローラス
リンディの保護者役。身長2mを超える長身のネイティブハワイアン系男性。事件後、リンディの後見人となる。
ジョージ＝キングダム
スターゲート計画を指導していた男。CIAを自由に扱える権限を持つ。
ジェニー
母親と共にオアフ島を訪れていた観光客。5歳の白人少女。偶然ロベルトに出くわす。
エドワード＝トーキー
商談のためオアフ島を訪れていた男性。
ウェック＝ルナサンド
カウアイ島の子供向けサーフィンインストラクター。お人好しで、トライデントに捕まったスティーブを助けようとしたために自身も命を狙われる。
スティーブ
ウェックのサーフィン教室の教え子。10歳の少年。
メルザベス＝グローサリー（Melzabeth=Grocery）
宇宙系ベンチャー企業「スペースエンゲージ社」の社長。インド系アメリカ人の銀髪褐色の女性。全幅5,000mもの巨大空中式宇宙機発射台「ロジスティクホーネット」を開発した天才技術者。日本語、英語、ロシア語を話せる。
ヘルカリア＝グローサリー
メルザベスの娘。長い銀髪に小麦色の肌の女の子。年齢は10歳くらい。人口3,000万人が「消失」したロサンゼルスで、たった一人でダウンタウンのダイナー「チープパーティ」に隠れていた。
ハーヴァス＝スプリング
通信設備の設置や修理を請け負うプロバイダ会社の通信機器敷設作業員。大柄な黒人。

#### アメリカ軍
バックス＝シェルヴァ
海兵隊パールハーバー第三基地の司令官。
ニケ＝カノークス
海兵隊パールハーバー第三基地所属の海兵隊員。アフリカ系の男性。
アーク＝ダニエルズ
海兵隊パールハーバー第三基地所属の海兵隊員。
アルフレッド＝サードマン
グランドアロー空軍基地の司令官。
マーティン＝フラワーズ
海兵隊伍長。
エルート＝ラックス、シャオロン＝ハルヴァード
それぞれ海兵隊軍曹、上等兵。
イングリット＝マーティン
軍曹。ギリースーツを纏った女性。コードネームは「ホワイトライオン」。既婚子持ちの妹がいる。
リンクス、ジャガー
イングリットと同じ隊に属するコマンド。本名は不明。

### ナチュラルセレクター関係者
サフリー＝オープンデイズ
「ナチュラルセレクター」参加選手の一人である総合格闘家。20歳前後で肩までかかる金髪の白人女性。青系のパーティドレスの上に革のベルトを縛り付けた服装をしている。何事にも爽快感を追求し、後味の悪い展開や状況を嫌う性格。根っからの格闘馬鹿であり、爽快感を極めれば純度の高い感動的な破壊が生まれるという持論を持つ。
近江 手裏（おうみ しゅり）
「ナチュラルセレクター」参加選手の一人である甲賀のくノ一。甲賀三比丘尼の一人。杉谷とは別の派閥で、講談や読本で語られる空想上の忍術を実現しようとする一派に所属する。本物の異能を使った忍術を完成させる事を目的とする。
徹底的な肉体改造によって体格の成長が止まり、ボツリヌス菌を利用した肌の調整なども加えることで外見年齢10歳前後を保っている30代の女性。長い茶髪にチアリーダーのような服装、肩紐の付いた学生鞄を背負っている。すでに高位のため甲賀の里にいれば安泰なのだが、常に先陣を切って潜入し、また殿を務めたがり、陽動として敵の注意を引き付け仲間の任務遂行を助ける要としての役割を担っている。
異能にはあまり慣れていないが、園芸スコップ型のくないなどの道具を使いこなし、マリアンを手持ちの道具だけで敗走させるなど高い能力を持つ。失伝した忍具の再現を行なっており、最近では効果音以外は完璧に再現した煙玉を開発している。
ウェイスランド＝ストライニコフ
反学園都市サイエンスガーディアンの重鎮を務める老人。
オーサッド＝フレイクヘルム
「ナチュラルセレクター」参加者の一人。2m近い巨漢の男性。電磁波攻撃を行うらしい胡散臭い道具を使う。
ミストレイ＝フレイクヘルム
オーサッドの娘。小柄な少女。自称「えむあいびー」の利益優先主義者に誘拐されていた。
エールズ＝ビッグアント
「ナチュラルセレクター」参加者の男性。
シャール＝ベリラン
反学園都市サイエンスガーディアンに雇われたガードマン。20代半ばの男性。
坂田（さかた）、浅井（あさい）、野洲（やす）
近江手裏と同僚の甲賀の忍。

### 上里勢力
上里 翔流（かみさと かける）
声 - 松岡禎丞
「どこにでもいる普通の高校生」を自称する茶髪の少年。その言葉通り11月初頭までは学園都市外に住むごく普通の高校生でしかなかったが、オティヌスが活動を開始し上条が彼女と戦うこととなったことで危機感を覚えた「魔神」たちから、無意識のうちに「理想送り」を与えられる。
「女の形をしていればなんでも救ってしまう」という性質を自覚し、救った女性たちから向けられる好意も理解している。周囲の変化は「魔神」たちによって歪められた結果だと考えていたが、上条からは自身が持つ何らかの求心力が彼女たちを惹きつけているのではないかと指摘されており、事実木原唯一の手で能力を奪われてからも彼女たちは自分の元から離れようとはしなかった。
能力は「理想送り（ワールドリジェクター）」。右手が作った影を起点に発動し、願望の重複によって現世にすがりながら新たな天地を望むものを同時間軸の余剰領域に追放する能力で、対象が「魔神」であろうと問答無用で「新天地」へと送ることができる。
田妻 暮亞（たづま くれあ）
上里と同じクラスの園芸部員。「科学サイド」に分類される、分厚い眼鏡をかけ髪を2つに縛り白いワンピースを身に纏う少女。むっつりスケベ。
「原石」の一人で、植物に近い細胞でできた肉体を持つ。再生力が高く、菌類や藻類の「接合」を利用して金属からプラスチックまで様々なものを取り込み、その性質を利用できる。
獲冴（エルザ）
上里の幼馴染で「魔術サイド」に所属する。キツネ耳にも見えるザク切りの髪の少女。巨乳で料理上手なことは隠したがっている。不良風だが意外と乙女なところがある。
ペットボトルに入れた10円玉を利用して、こっくりさん「のようなもの」を作って自在に憑依させる術式を使う。無数の10円玉を自在に操ることができ、高速で降り注がせることによる面制圧なども可能。
有村 絵恋（ありむら えれん）
声 - 森嶋優花
「辿り屋」を自称する「科学サイド」に属する少女。京都弁で話し、ぶかぶかの白衣と礼服を身に纏う。自分に「恋」を教えてくれた上里を慕う。戦闘向きではないが情報解析を得意とし、繊細な鑑識技術を駆使して後方支援に徹する。
五感全てを徹底数値化することができる「完全官能検査機材」という体質の持ち主で、非公式な科学捜査を生業としている。様々な地面残留物を感知し続けるので、相手がどれだけ隠蔽工作したとしても、相手が地上に足跡を残す限り、時間の長短はあれど必ず標的の居場所まで辿り着く事が可能。また、最新機材を使ったガスクロマトグラフィーや炭素年代測定なども得意とする。
去鳴（サロメ）
声 - 本渡楓
上里の義妹で「絶滅犯」と呼ばれる少女。CDのように輝く銀髪を悪魔の角のように丸め、小柄だがメリハリの利いた日焼跡の残る肢体を半透明のレインコートに包んでいる。義理の兄以外の家族との縁は限りなく薄くなっており、彼が「理想送り」を手にする前から狩猟感覚でカルト教団や麻薬密輸集団を潰していた。自覚のある狂人だったが、それゆえに自身に対して「普通」に接する義兄には深く感謝し惚れ込んでいる。
ケルト式の「生贄」を応用した2つの術式を使う魔術師。「外的御供（がいてきごくう）」は素手で破壊した攻撃を吸収し性質と破壊力を上乗せするという術式で、連鎖を続けることで威力が上昇し続けるが、破壊できない強度のモノや武具の体を為していない攻撃手段は利用できず、3分以上武器の補給を繰り返さなければニュートラル状態に戻ってしまう。「内的御供（ないてきごくう）」は自らの肉体に薬品的サイボーグ処理を施して、余った血肉を神に捧げて身体能力を急激に上昇させる術式。
烏丸 府蘭（からすま ふらん）
声 - 伊藤美来
上里勢力の一員であるパジャマ少女。イギリス原産のマスコット「ウサギグレイ」の大ファン。小心者だが上里にさえ理解してもらえればいいとも思っている。UFOを探すため無線機を詰め込んだリュックを背負い首筋にインプラントを移植し、巨大風船を片手に年中無休で遊覧飛行しているという変わり者だが、無線通信や天体観測に詳しく、情報戦では絵恋に匹敵する実力者。ウサギグレイを模したファンアート作品で「ウサギグレイメッセンジャー」という全長360mはある高出力マイクロ波方式の銀河間通信ステーションを自作しており、ここから放たれるマイクロ波を利用して都市一つを丸ごと加熱したり、収束させてレーザーのように焼き切る攻撃ができる。
科学サイド寄りの「原石」系能力者であると周囲には告げていたが、その正体はイギリス清教所属の諜報員にして「黄金」系の魔術師であり、いわば「上里翔流版の土御門元春」のような存在。魔術師としては凶星のエキスパートで、星の光を撃符や護符に込めて任意に引き出すことができる。
A・O・フランキスカ
府蘭のローラ（=コロンゾン）の霊媒としての人格。憑依の核として、3個の最高品質ルビー「ピジョン・ブラッド」を後頭部に埋め込まれており、それがもう1つの顔にも見える。名前はルビーの主成分であるAl2O3とローマ時代末期に活躍したフランク人が使った投げ斧フランキスカに由来するが、正体が府蘭である事を府蘭自身が意識を支配される中で必死でヒントとして残したもの。
鎖仁（サニー）、恋因（レイン）
姉妹の占い師。地球全体の気象図と星の運行にまつわる天球儀を利用して広範囲・高精度の情報所得が可能な能力を持ち、ヨウ化銀やドライアイスを使って気象を変えることで望む運命を導くこともできる。優秀な「お天気お姉さん」でもあり、天候相場やウェザーデリバリーで資金源にもなっていた。
御霊 冥亞（ごりょう めいあ）
人工霧発生装置の中に浮かぶ白装束の幽霊少女。元々は自分の名前も死因も思い出せない地縛霊で、「御霊冥亞」という名も本名ではない模様。猫背だが長身で巨乳。わずかに切れ込みの入ったハートにも見える天冠を頭につけている。空対空監視やネットによる情報操作を得意とする。自分が幽霊のままでいる事を認めてくれた上里を慕う。
豊山 琉華（とやま るか）
声 - 関ありあ
儀式を管理するブードゥーの門の神レグバ＝アティボンに師事する魔術師。片目のファッション眼帯と海賊帽、ミニスカートに身を包み、カトラスとマスケット銃で武装した海賊少女。年齢は15歳くらい、瞳は青く、金色のカールした髪を肩甲骨のあたりまで伸ばしている。元々はどこかへ繋がる海を愛する絵描きであり、自分の絵に込められた想いをただ一人正確に理解した上里に対して好意を持つようになった。
全ての儀式に間接登場するため特定の儀礼日が存在せず、あらゆる時間に存在しているとも定義できるというレグバ＝アティボンの性質を応用し、主観時間を制御する術式を使用する。これにより肉体年齢を自在に変化させたり、時間のかかる大魔術を一瞬で発動させることが可能となるほか、生理痛や酩酊を短時間で治すこともできる。
沢井 織雛（さわい おりびあ）
作中に登場するギミックならば科学だろうが魔術だろうが片っ端から再現してしまうコスプレ少女。実働部隊の戦闘要員の中でも高火力を有している。現在の趣味は「超機動少女カナミン」で、ジェットエンジン搭載の巨大化ステッキで空を飛ぶ。
芽李（メリー）
豪快な縦ロールと赤いドレスの少女。正真正銘狼に育てられた狼少女で、野獣並みの嗅覚・聴覚・咬合力・脚力を有し、近接戦闘と追跡を得意とする実働部隊の戦闘要員。特に嗅覚は犬をも上回る常人の6,000倍オーバーの鋭敏さで、一度捕捉されれば振り切って逃走するのは困難。
愛燐（アイリーン）
実働部隊の戦闘要員で「現代」兵器マニア。
燦泥（サンディ）
実働部隊の戦闘要員で微生物博士。
姪龍（メロン）
実働部隊の戦闘要員で暗器使い。
瑛魅（エイミ）
実働部隊の戦闘要員で捕食女王。
出洞（デボラ）
大型車両の運転を得意とする。通称・ トラック野郎。
診華（ミルカ）
背中一面からイカやタコのような触腕を生やした少女。一人称は「わらわ」。
牧納（マキナ）
水着にエプロン姿のキッチンドランカー幼妻。四精体内召喚を使う。
米璃（ベリー）
殺人パティシエ。砂糖菓子の投げ槍による攻撃を行う。
零紋（レモン）
アスリートソルジャー。ハンマー投げの競技モデルを使った砲撃を行う。
雷矛（ライム）
和装の背中一面からサンゴじみた天使の羽のようなものを広げ、各々の先端から伸ばした大量の糸によってカラクリ細工の大トカゲを操る女性。
上里消滅後、絵恋を大トカゲに乗せて府蘭達を追っていたが、競技用自転車で追いかけてきた上条に、「幻想殺し」で大トカゲを破壊されて戦線離脱する。
理沙（リサ）、杏奈（アンナ）、入洲（イリス）、丹南（ニナ）、銘撫（メイヴ）、江梨（エリ）、来蘭（クララ）、妹伊（メイ）、聳愛（ソフィア）、精錬（セイレーン）、魔鈴（マリン）、露去（ロザリー）、好楽（スカラー）、夢肖（ユニ）、賑多（ニキータ）、麗美（レミ）、傘厘（キャサリン）、蕩輝（ドロテア）、宛那（アテナ）、夢厨（ミューズ）、数斬（スーザン）、麟堕（リンダ）、比阿（フィーア）、好応（スノウ）、来夏（ライカ）、覇尼（ハニー）、威舞（イヴ）
上里勢力に所属する少女たち。

### その他
フロイライン＝クロイトゥーネ
魔女狩りの時代より、ありとあらゆる拷問を受けても傷も無く顔色一つ変えず、老いることなく生き続けている長身の女性。科学と魔術のどちらにも分類できない存在で、殺害すら不可能なために「窓のないビル」に閉じ込めるしかなかった。科学の方面からの考察によると、その思考は善悪問わず単純な条件に対する走査の積み重ねで、昆虫をより簡略化させたものでしかない。一方、魔術方面の解釈としては始点でも終点でもない存在で、非常に純粋な存在であるために人間としてはやけに特別であるらしい。そのため、人間の純度を増すことを目的とする十字教の手法では殺すこともできなかったが、理論上では近代西洋魔術の手法で「殺せる身体」へ変貌させることができる。
「自分だけの現実」を持たない独自の思考回路を持った生命体で、周辺環境から恐るべき速度で情報を吸収し、その性質を変化させていく特徴を備えている。
パトリシア＝バードウェイ
声 - 天野聡美
レイヴィニアの妹。SPステイル編のヒロイン。12歳の少女。髪や瞳の色は姉と同じで顔も似ているが、性格・言動・表情は姉と違い年相応に純真かつ素直で、泣き虫。レイヴィニアが魔術から遠ざけて守っているため、魔術サイドの存在を知らず平凡な一般人の生活を送っており、結社「明け色の陽射し」の事はバードウェイの家柄に関するサークル活動か何かだと思っている。
学校では首席クラスの成績を修め飛び級候補になるほどの天才少女で、様々な機関から研究員として勧誘を受けている。博士号を取って大学主導のプロジェクトを回し、発表された論文は20本以上、学園都市やその協力機関から委託を受けて、研究所や実習船にゲスト研究員として招かれる事もある。本人は学園都市への入学を希望しているが、レイヴィニアらから止められている。
イネス
ブラジルのリオデジャネイロに住む少女。非常に貧乏な家庭を救うため借金取りと心中しようとしていたが、御坂旅掛と出会って助言を受け、家電ゴミからレアメタルを回収する事業で成功する。
ミュッセ
声 - 徳本英一郎
大型旅客機「スカイバス365」のハイジャックを目論んだフランス人テロリストの一人。
エーカー＝ルゴーニ
声 - 島田岳洋
大型旅客機「スカイバス365」のハイジャックを目論んだフランス人テロリストの一人。
キネシック＝エヴァーズ
PMCトライデントの指揮官。元フランス海軍参謀で、ブリテン・ザ・ハロウィンの際の対応のまずさを押し付けられて失脚した。
レイモンド＝カールマン
PMCトライデント所属の傭兵。
ジョージ＝クローズ
ロンドンのシティ区にある証券取引所で働いていたインテリ職員。だが実情は借金まみれであり、札束に目が眩んで書類を書き換え、幽霊会社であるR&Cオカルティクスをシティ区に上場させた。
密着微生物
火星に生息していると推測されている知的生命体。元は地球に生息していた微生物だったが、火星に送られた惑星探査機に付着していたそれが火星の環境に適応し急激な進化を遂げたものと言われている。
ニュイ＝マ＝アサヌール＝ヘカテ＝サッポー＝イザベル＝リリス
アレイスター＝クロウリーと妻ローズ＝ケリーとの間に誕生した第一子。1904年生まれ。「アレイスターの娘である」というだけで位相の衝突によって生じる火花の悲劇に襲われ命を落とすという運命を背負っており、父の必死の努力もむなしく幼くして腸チフスで命を落としている。
だが、実はエイワスが妊娠中の母に憑依した時に、構造を把握されて別の位相へと退避させられていた。自身の死から100年以上を経て父親がエイワスの光臨を可能とし、自身の肉体を生み出せるようになったことで学園都市内部へ送られる。
ローズ＝ケリー
実在の人物で、ローズ・ケリー。アレイスター＝クロウリーの妻。儚げな印象の女性。結婚当初から夫の魔術儀式に付き合わされることも多く、1904年の実験では催眠暗示によるトランス状態で自身の肉体にエイワスを憑依させた。この時に口述した内容をまとめたのが「法の書」である。
新婚時代はオルソラに似た優しい女性だったが、夫が研究の遅れを取り戻そうとK2登頂を行なっている間に娘と死別し、その原因を押し付けられてアルコール依存症になってしまったという。
ブルーストーカー